# Camiers
Camiers est une commune française située dans le département du Pas-de-Calais en région Hauts-de-France. Ses habitants sont appelés les Camiérois.
Elle est composée du bourg de Camiers, dans les terres, et de la station balnéaire de Sainte-Cécile-Plage et, dans une moindre mesure, de la plage de Saint-Gabriel, plus au sud.
La plage de Sainte-Cécile est connue pour la pratique du char à voile et les compétitions nationales et internationales qui s'y déroulent.
À la sortie de Camiers en direction de Widehem (par la D148E5), on dispose d'un vaste panorama en direction de l'ouest. Outre la vue sur la Manche et la baie de Canche, par temps clair on peut y distinguer entre autres le nord du Touquet-Paris-Plage avec son phare. La lumière changeante et ces paysages ont attiré, entre la fin du XIXe siècle et le début du XXe siècle, de nombreux peintres comme la colonie artistique d'Étaples.

## Géographie

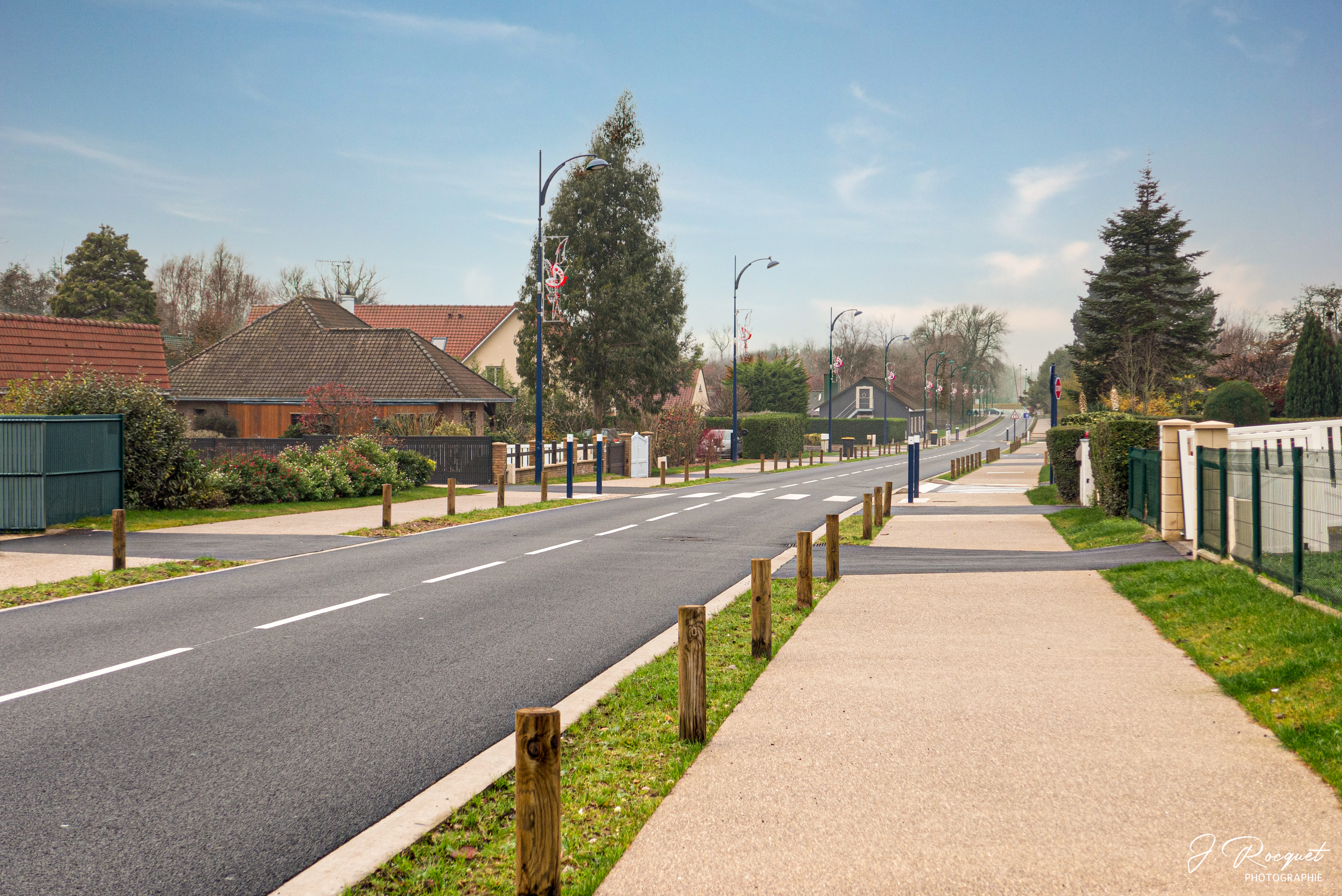
La rue menant à Sainte-Cécile-Plage.

### Localisation
La commune de Camiers est située au sud-ouest du département du Pas-de-Calais, sur la Côte d'Opale, entre les stations balnéaires du Touquet-Paris-Plage (11 km)  et d'Hardelot-Plage (13 km), à 26 km au sud de Boulogne-sur-Mer, ainsi qu'à environ 7 km de Étaples, 19 km de Montreuil-sur-Mer, 58 km de Calais, 101 km d'Arras, 166 km de Lille et 235 km de Paris par la route.
La commune, située sur les rivages de la Manche, sur la rive droite de l'embouchure de la Canche, est aussi, avec Sainte-Cécile-Plage et la plage de Saint-Gabriel, une station balnéaire de la Côte d'Opale, qualificatif dû à la couleur donnée par les reflets irisés du soleil couchant sur la mer. C'est Édouard Lévêque, peintre, écrivain, botaniste et membre de la société académique du Touquet-Paris-Plage, qui est l'inventeur, en 1911, de l'appellation « Côte d'Opale ».
Le territoire de la commune est limitrophe de ceux de quatre communes.
Les communes limitrophes sont  Dannes, Lefaux, Widehem et Étaples.

### Géologie et relief
La superficie de la commune est de 16,13 km2 ; son altitude varie de 2  à   176 m.

#### Descriptif du littoral
La commune de Camiers est située sur un littoral, composé de paysage dunaires et d'estuaires, de 30 km entre le sud d’Équihen-Plage et le nord de Berck.
On peut distinguer cinq grands types de milieux naturels qui sont, d’ouest en est, depuis la mer : les estrans et les estuaires, les cordons dunaires, la plaine humide des bas champs, les anciennes dunes plaquées sur les falaises et les falaises fossiles du rebord du plateau d’Artois.
Ces espaces dunaires occupent l’ensemble de la façade littorale sur une profondeur dans les terres (de l’ouest vers l’est) pouvant atteindre quatre kilomètres comme au niveau de la commune d'Étaples. On y observe des dunes nues et des dunes boisées artificiellement comme Hardelot et le Touquet-Paris-Plage.

Vues de la plage de Sainte-Cécile
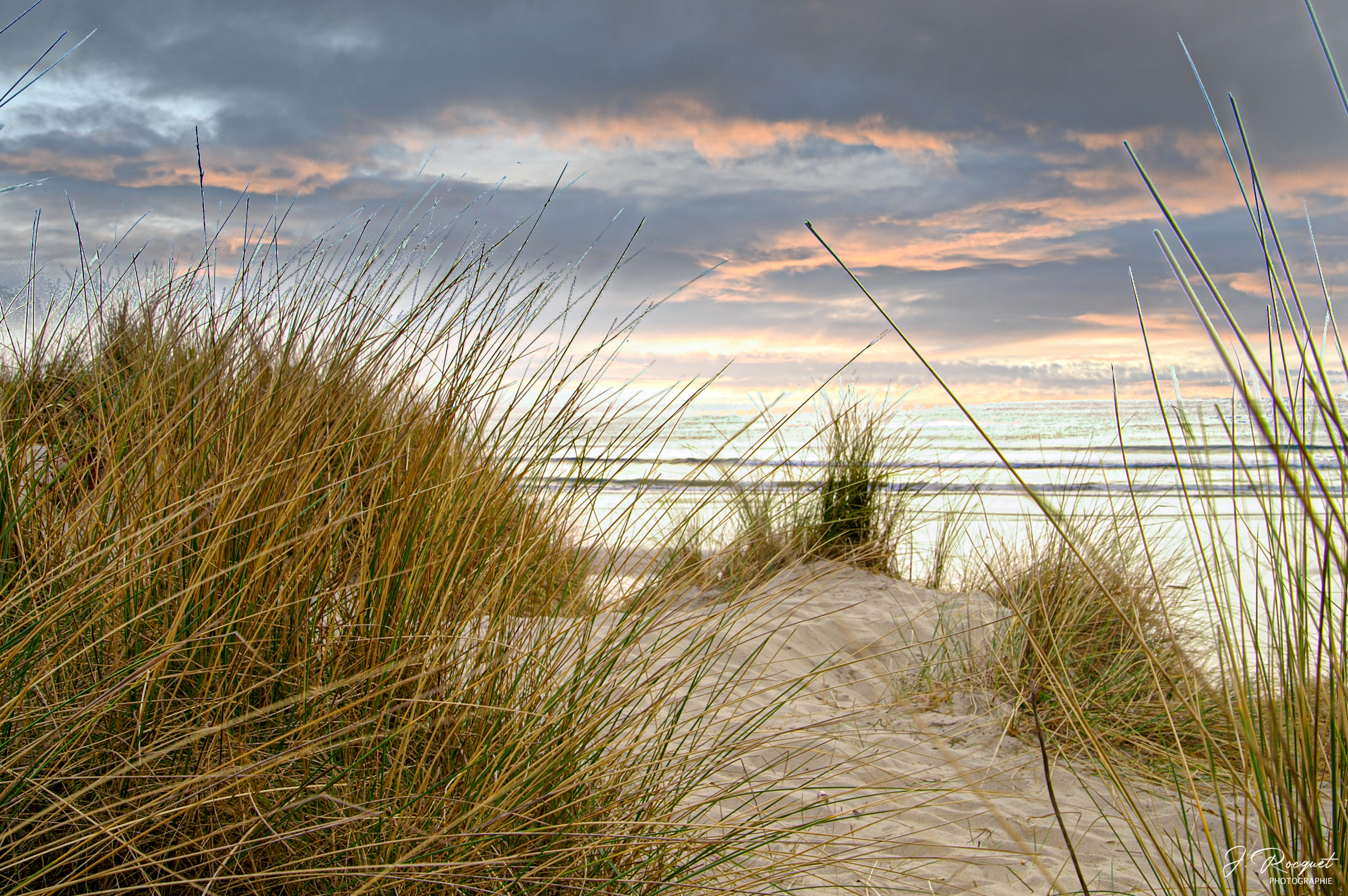
La plage vue des dunes.
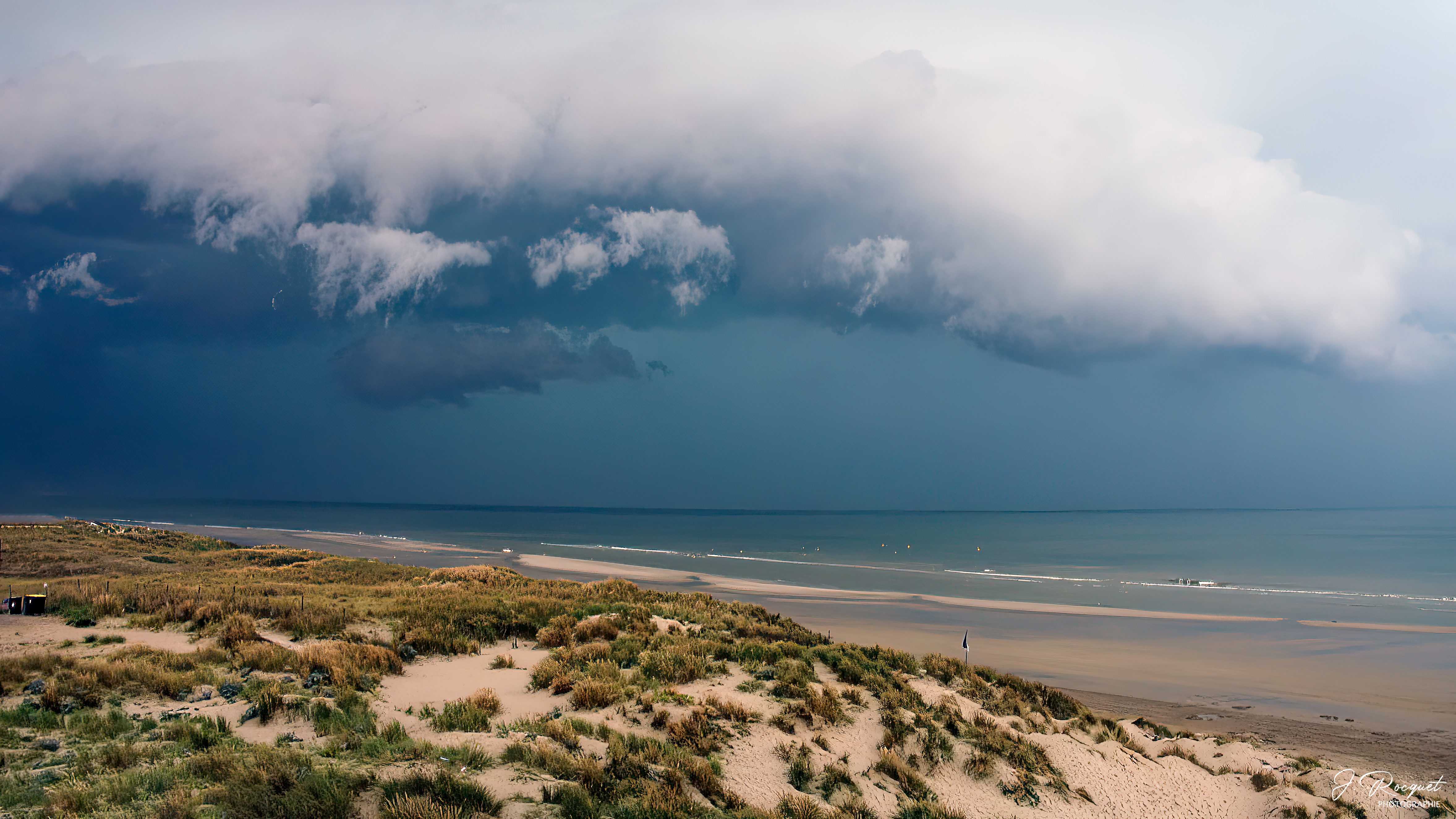
La plage avant l'orage.
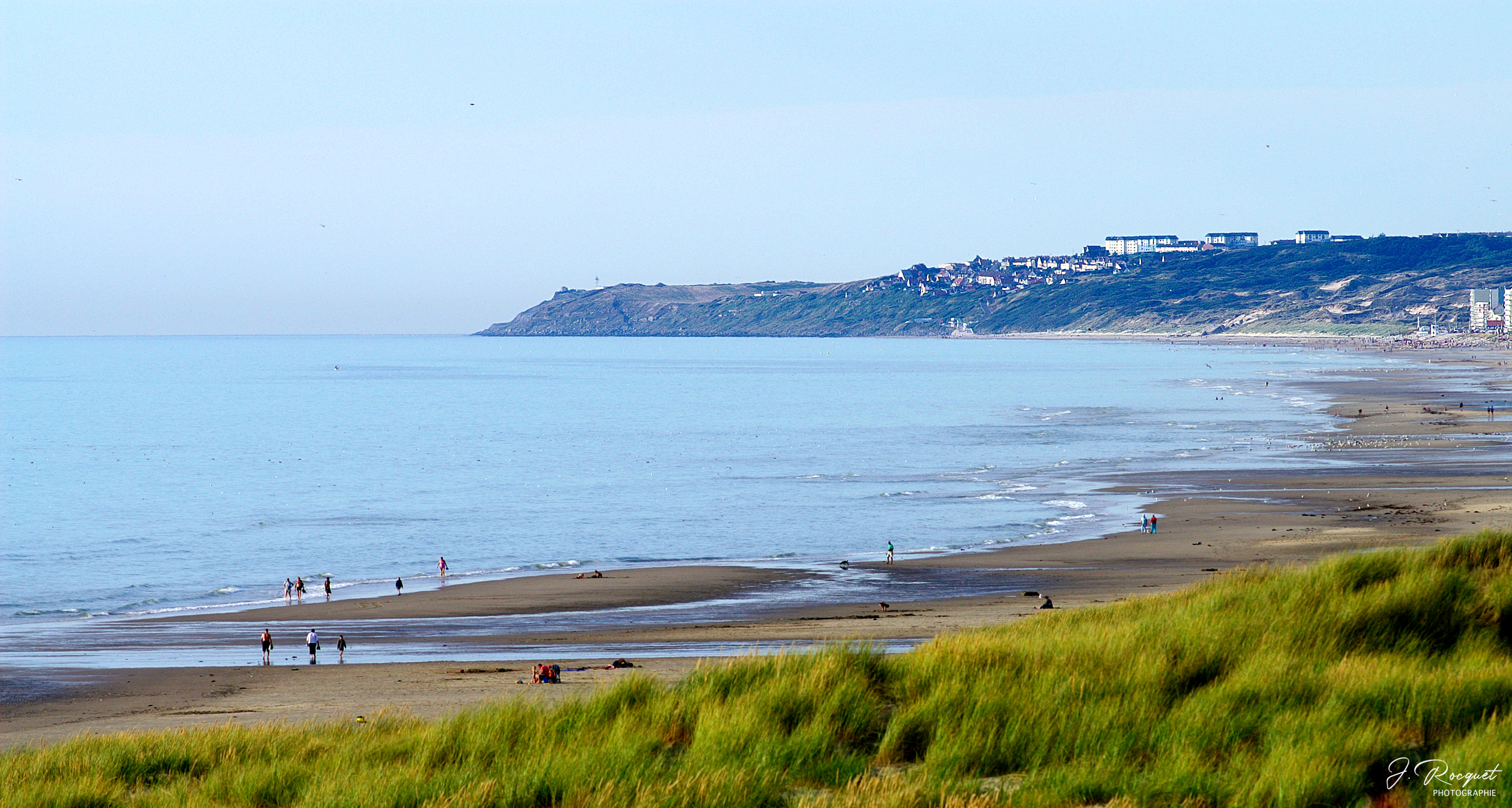
Une vue vers le nord.
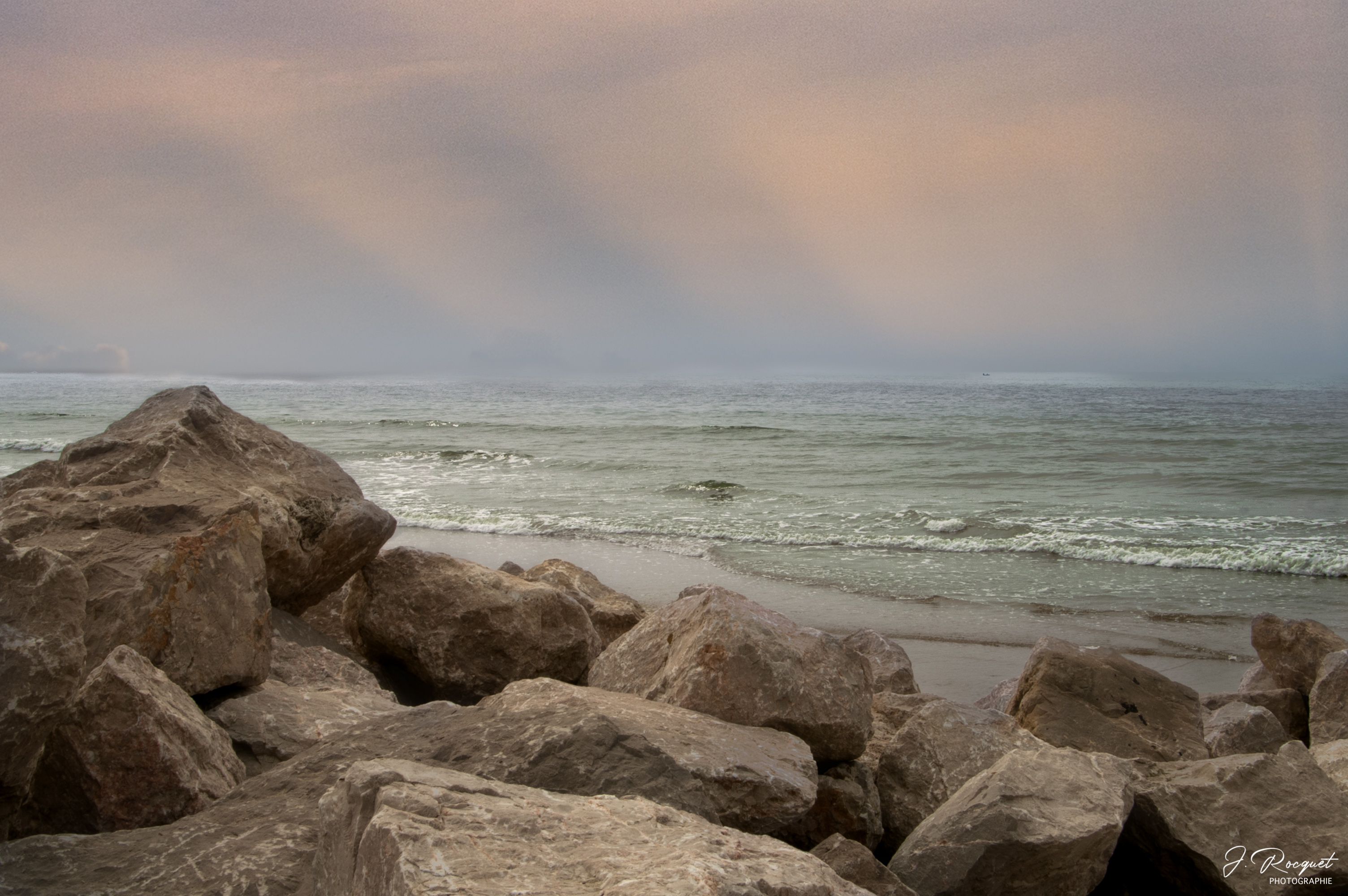
Un enrochement dunaire.

#### Histoire de la formation du littoral
L’histoire des paysages dunaires et estuaires d’opale est une succession de transgressions et de régressions marines du bassin parisien.
Il y a 170 millions d’années, au Jurassique, le boulonnais est un golfe et le milieu de sédimentation assez proche d’aujourd’hui. À −90 millions d’années, la mer Crétacé envahit le continent et dépose d’épaisses couches de sédiments. À −45 millions d’années, l’anticlinal de l’Artois commence à se soulever et sépare définitivement le bassin parisien de celui de Londres-Bruxelles. Ce soulèvement crée les premières côtes à falaise. À −2,5 millions d’années, les littoraux de la mer du Nord et de la Manche sont au niveau des Pays-Bas et de la Normandie. À −500 000 ans, au Pléistocène moyen, le pas de Calais est ouvert, probablement lié à un effondrement de blocs entre des jeux de faille qui crée l’ouverture du détroit, créant une fosse entre les îles Britanniques et l’Europe. À −18 000 ans, lors de la dernière période glaciaire, le niveau de la mer était 130 mètres plus bas et le détroit était à sec. Puis survient, avec la fonte des glaces, la transgression flandrienne qui entraine l’élévation de la mer et l’inondation du détroit. C’est  partir de cette période que les dépôts sableux de la plaine maritime se mettent en place. À −10 000 ans, à l’Holocène, début du réchauffement, la mer est encore à environ 65 mètres au-dessous du niveau actuel. À −8 500 ans, la jonction entre la mer du Nord et la Manche est réalisée puis, il y a 5 000 ans, le niveau de la mer s’établit sensiblement au niveau actuel.
Ensuite recommence une évolution littorale des falaises et des marais littoraux, aboutissant par érosion et colmatage à la situation actuelle. Les dunes littorales forment un seul ensemble entre Équihen et le nord de la baie de la Canche. Elles continuent d’envahir, du Moyen Âge jusque récemment, le relief intérieur en constituant des dunes plaquées sur les falaises fossiles (collines d’Artois) et enfin, les résurgences de sources au pied des coteaux, qui proviennent de la nappe de craie, sont à l’origine de nombreux ruisseaux et zones humides dans les bas-champs.
La commune de Camiers est, en partie vers le nord-est, adossée sur les falaises fossiles, et les stations balnéaires de Sainte-Cécile-Plage et de Saint-Gabriel-Plage, sont situées sur l'espace dunaire.

#### L'estuaire de la Canche
La baie de la Canche, qui constitue un écosystème remarquable, est le seul estuaire picard à avoir conservé une rive nord, le musoir, indemne de tout aménagement humain lourd, c’est donc un site unique avec son système complexe de contre poulier au niveau du pli de Camiers.
Au sud de Camiers, débute un vaste ensemble de dunes plaquées sur les falaises fossiles du Crétacé (craie calorifère), ces habitats prennent toute leur ampleur sur la commune d’Étaples.
Dans ce paysage de l’estuaire de la Canche, il faut distinguer deux parties : le schorre qui correspond aux prés salés appelés mollières dans la région, c’est une partie de la grève qui est recouverte de vives eaux seulement par haute mer. le score est le domaine d’une flore riche et diversifiée, on peut y voir l’obione, la salicorne appelée aussi passe-pierre, la soude maritime et l’aster maritime. le pâturage par les ovins était le mode de gestion de ces sites ; et la slikke qui est la partie basse des estuaires, recouverte à chaque marée, composée de vasières nues. Elle a une productivité biologique importante, elle occupe 20 % de la surface et 80 % de la biomasse. C’est le domaine des limicoles (bécasseaux, courlis…). on peut y trouver également la salicorne.

#### Zones humides
On trouve une zone humide, appelée bas champs (4 à 5 mètres d’altitude) entre Canche et Authie, cette zone provient des eaux des collines de l’est, résurgences de la nappe de la craie. Ces eaux trouvent leur chemin entre les dunes peu franchissables et les falaises fossiles, comme le ruisseau du Rohard qui va se jeter dans la Canche.

#### Superficie et relief
La superficie de la commune est de 16,13 km2 ; son altitude varie de 2  à   176 mètres.

### Hydrographie
Le territoire de la commune est situé dans le bassin Artois-Picardie.
Elle est traversée, du nord vers le sud, par le ruisseau de Camiers, appelé aussi ruisseau du Rohart, qui prend sa source à Dannes et d'une longueur de 7,22 km. Au niveau du centre de Camiers, le ruisseau traverse l'étang du Roi et, après être passé sous la D 940, se jette dans l'estuaire de la Canche,.
La commune est également traversée, d'est en ouest, par le ruisseau du Beau Rocher, cours d'eau naturel non navigable de 3,67 km, qui prend sa source dans la commune et se jette dans la Manche toujours au niveau de la commune et, au nord-ouest, par le ruisseau de Dannes, cours d'eau naturel non navigable de 3,77 km, qui prend sa source dans la commune de Dannes et se jette dans la Manche au niveau de la commune de Dannes.

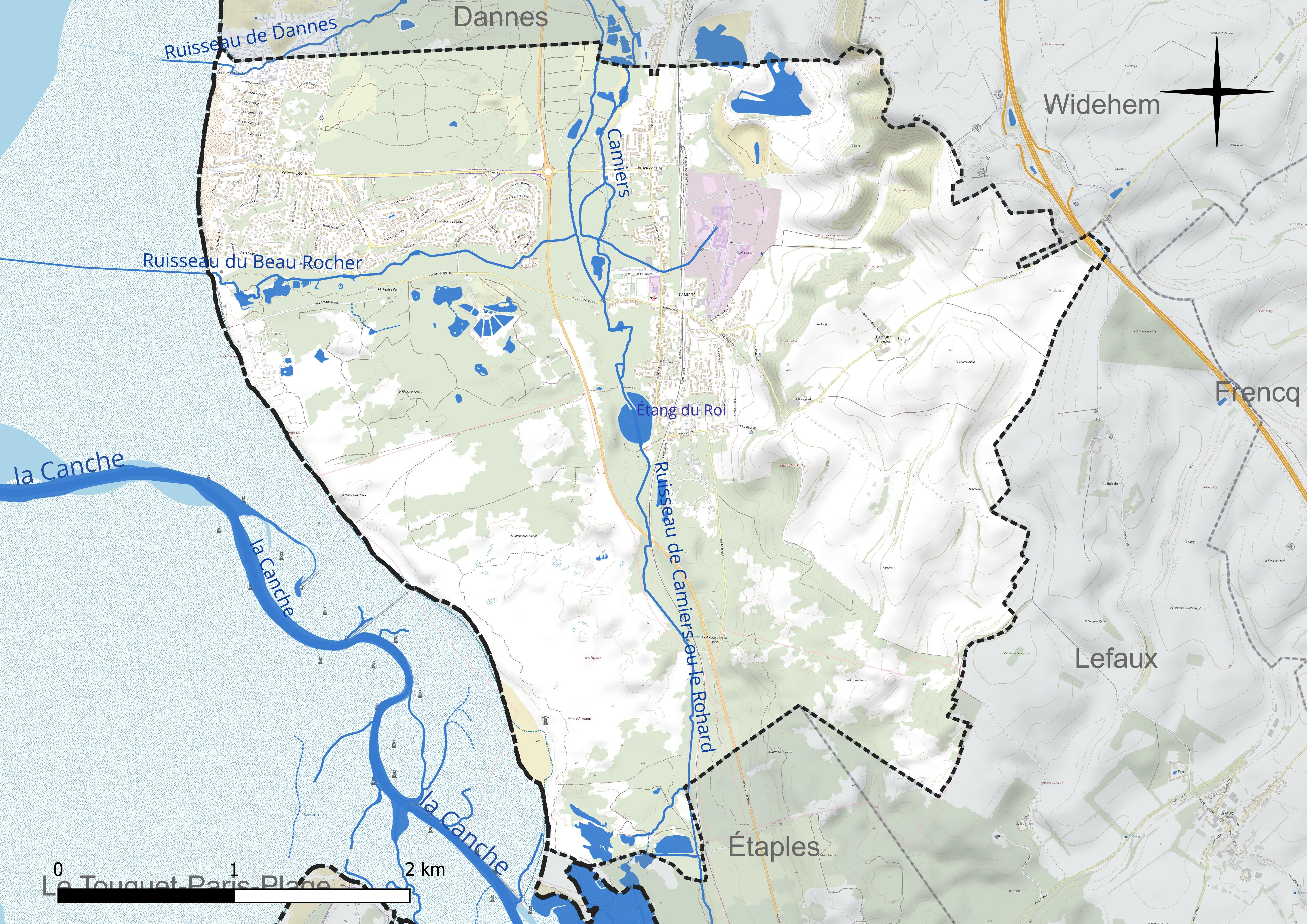
Réseau hydrographique de Camiers.

### Climat
Pour des articles plus généraux, voir Climat des Hauts-de-France et Climat du Pas-de-Calais.
En 2010, le climat de la commune est de type climat océanique franc, selon une étude du CNRS s'appuyant sur une série de données couvrant la période 1971-2000. En 2020, Météo-France publie une typologie des climats de la France métropolitaine dans laquelle la commune est exposée à un climat océanique et est dans la région climatique Côtes de la Manche orientale, caractérisée par un faible ensoleillement (1 550 h/an) ; forte humidité de l’air (plus de 20 h/jour avec humidité relative > 80 % en hiver), vents forts fréquents.
Pour la période 1971-2000, la température annuelle moyenne est de 10,4 °C, avec une amplitude thermique annuelle de 12,5 °C. Le cumul annuel moyen de précipitations est de 862 mm, avec 12,8 jours de précipitations en janvier et 8,2 jours en juillet. Pour la période 1991-2020, la température moyenne annuelle observée sur la station météorologique la plus proche, située sur la commune du Touquet-Paris-Plage à 5 km à vol d'oiseau, est de 11,2 °C et le cumul annuel moyen de précipitations est de 888,8 mm,. Pour l'avenir, les paramètres climatiques de la commune estimés pour 2050 selon différents scénarios d'émission de gaz à effet de serre sont consultables sur un site dédié publié par Météo-France en novembre 2022.
| Mois                                  | jan.             | fév.             | mars            | avril           | mai             | juin            | jui.          | août           | sep.           | oct.          | nov.            | déc.             | année      |
| ------------------------------------- | ---------------- | ---------------- | --------------- | --------------- | --------------- | --------------- | ------------- | -------------- | -------------- | ------------- | --------------- | ---------------- | ---------- |
| Température minimale moyenne (°C)     | 2,6              | 2,4              | 4               | 5,6             | 8,7             | 11,6            | 13,8          | 14             | 11,6           | 9             | 5,6             | 3,1              | 7,7        |
| Température moyenne (°C)              | 5,1              | 5,3              | 7,5             | 9,9             | 13              | 15,6            | 17,6          | 18             | 15,6           | 12,4          | 8,4             | 5,7              | 11,2       |
| Température maximale moyenne (°C)     | 7,6              | 8,2              | 10,9            | 14,1            | 17,2            | 19,7            | 21,4          | 21,9           | 19,5           | 15,8          | 11,3            | 8,2              | 14,7       |
| Record de froid (°C) date du record   | −19,1 08.01.1985 | −18,2 21.02.1956 | −8,9 03.03.1965 | −4,5 09.04.1968 | −2,2 03.05.1981 | −0,4 01.06.1975 | 4 01.07.1951  | 3,9 01.08.1976 | 1,8 23.09.1979 | −3,8 28.10.03 | −8,6 15.11.1983 | −11,6 29.12.1996 | −19,1 1985 |
| Record de chaleur (°C) date du record | 16,7 01.01.22    | 19,3 24.02.21    | 23,2 31.03.21   | 25,5 22.04.11   | 31,4 27.05.05   | 34,6 21.06.17   | 39,9 19.07.22 | 36,4 11.08.03  | 32,8 10.09.23  | 27,1 01.10.11 | 19,8 07.11.15   | 16,4 31.12.22    | 39,9 2022  |
| Ensoleillement (h)                    | 618              | 784              | 1 328           | 1 896           | 2 098           | 2 204           | 2 251         | 2 051          | 1 612          | 1 106         | 627             | 525              | 1 710      |
| Précipitations (mm)                   | 76,8             | 61,7             | 54,2            | 50,2            | 59              | 55,9            | 58,8          | 73             | 76,8           | 101,3         | 114,2           | 106,9            | 888,8      |

### Paysages
Pour un article plus général, voir Paysage en France.
La commune est située à la jonction de deux paysages tel que défini dans l’atlas des paysages de la région Nord-Pas-de-Calais, conçu par la direction régionale de l'Environnement, de l'Aménagement et du Logement (DREAL),.
- le « paysage montreuillois », qui concerne 98 communes, se délimite : à l’Ouest par des falaises qui, avec le recul de la mer, ont donné naissance aux bas-champs ourlées de dunes ; au Nord par la boutonnière du Boulonnais ; au sud par le vaste plateau formé par la vallée de l’Authie, et à l’Est par les paysages du Ternois et de Haut-Artois. Ce paysage régional, avec, dans son axe central, la vallée de la Canche et ses nombreux affluents comme la Course, la Créquoise, la Planquette…, offre une alternance de vallées et de plateaux, appelée « ondulations montreuilloises ». Dans ce paysage, et plus particulièrement sur les plateaux, on cultive la betterave sucrière, le blé et le maïs, et les plateaux entre la Ternoise et la Créquoise sont couverts de vastes massifs forestiers comme la forêt d'Hesdin, les bois de Fressin, Sains-lès-Fressin, Créquy…[27] ;
- le « paysage des dunes et estuaires d’Opale », qui concerne 23 communes, s’étend le long de la côte sur environ 30 km, de la baie d’Authie à Équihen-Plage, et sur deux à quatre kilomètres de large. Les paysages des dunes et des estuaires cèdent la place aux abrupts des falaises, au niveau d’Equihen-Plage. Les dunes littorales se sont constituées récemment, depuis le Moyen Âge, et ont envahi le relief intérieur en constituant des dunes plaquées sur les falaises fossiles, spécificité locale. Les résurgences de sources au pied de ces falaises proviennent de la nappe de la craie et sont à l’origine de nombreux ruisseaux et zones humides dans les Bas-Champs, surtout visibles entre Étaples et Rang-du-Fliers.

Ce paysage des dunes et estuaires d’Opale est constitué : d’un peu plus de 40% de dunes et de plages, dont 28 % d’espaces dunaires, dont certains sont boisés comme à Hardelot-Plage et au Touquet-Paris-Plage ; de 22 et 25 % au niveau de la baie d’Authie et des Bas Champs, Bas Champs majoritairement en prairies ; de 20 % par les communes et d’un peu plus de 5 % par les cours d’eau et les marais arrière-littoraux, entre Merlimont et Rang-du-Fliers, comme le marais de Balançon défini réseau Natura 2000.

### Milieux naturels et biodiversité
La commune bénéficie d'une ouverture sur la Manche avec la station balnéaire de Sainte-Cécile. on note la présence de dunes de sable fin protégées par la loi littoral. Compte tenu de son orientation ouest, le soleil couchant offre de magnifiques étendues de lumière rougeoyante sur plusieurs kilomètres. Sur la partie est de la commune, les coteaux calcaires constituent un des noyaux de la trame verte régionale, laquelle décline régionalement le réseau écologique paneuropéen. Ces coteaux abritent des pelouses calcicoles caractérisées par un sol particulier (rendosol, calcosol).

#### Espaces protégés et gérés
La protection réglementaire est le mode d’intervention le plus fort pour préserver des espaces naturels remarquables et leur biodiversité associée.
Dans ce cadre, on trouve sur le territoire de la commune :
- deux terrains gérés par le conservatoire d'espaces naturels des Hauts-de-France : 
  - le mont Saint-Frieux, d'une superficie de 637 ha[30].
  - les Garennes de Lornel, d'une superficie de 529 ha[31].
- un terrain acquis (ou assimilé) par le conservatoire d'espaces naturels des Hauts-de-France : les coteaux et carrière de Dannes - Camiers (parcelle acquise en maitrise foncière), d'une superficie de 69 ha[32].
- trois terrains gérés (location, convention de gestion) par le conservatoire d'espaces naturels des Hauts-de-France : 
  - le domaine du Rohart, d'une superficie de 12 ha[33].
  - les coteaux et carrière de Dannes - Camiers (parcelle maitrise d'usage), d'une superficie de 88 ha[34].
  - l'espace Calmette, d'une superficie de 10 ha[35].
- une réserve naturelle nationale (RNN) : la baie de Canche, d'une superficie de 505 ha[36] ;
- un site protégé par un arrêté préfectoral de protection de biotope : le coteau de Dannes - Camiers, d'une superficie de 35 ha[37].

#### Zones naturelles d'intérêt écologique, faunistique et floristique
L’inventaire des zones naturelles d'intérêt écologique, faunistique et floristique (ZNIEFF) a pour objectif de réaliser une couverture des zones les plus intéressantes sur le plan écologique, essentiellement dans la perspective d’améliorer la connaissance du patrimoine naturel national et de fournir aux différents décideurs un outil d’aide à la prise en compte de l’environnement dans l’aménagement du territoire.
Le territoire communal comprend trois ZNIEFF de type 1 : 
- les dunes de Camiers et la baie de Canche, d'une superficie de 2 706 ha, altitude de 0  à   113 m. Ce site, d’intérêt patrimonial de niveau européen, a une partie classée en réserve naturelle nationale. Il est constitué de dunes médiévales et contemporaines récentes et de dunes plus anciennes plaquées sur les falaises de craies fossiles de la branche méridionale de l’anticlinal de l’Artois. Par ailleurs, l’estuaire de la Canche est le seul estuaire de type picard ayant conservé en rive nord son musoir[38] ;
- les coteaux crayeux de Dannes et de Camiers, d'une superficie de 347 ha, 28  à   175 m mètres. Cette ZNIEFF est située sur le versant pentu d’une falaise de craie fossile d’un intérêt géomorphologique majeur[39] ;
- les dunes de Dannes et du mont Saint-Frieux, d'une superficie de 1 932 ha, altitude de 0  à   152 m. Ces dunes figurent parmi les sites les plus remarquables du littoral de la Manche orientale et sont uniques en leur genre à l’échelle européenne. Cette ZNIEFF est constituée d'un vaste système dunaire de type picard associant des dunes calcarifères basses récentes et des dunes plus anciennes en partie plaquées sur la falaise crétacique fossile correspondant à la branche sud de la cuesta du Boulonnais[40].

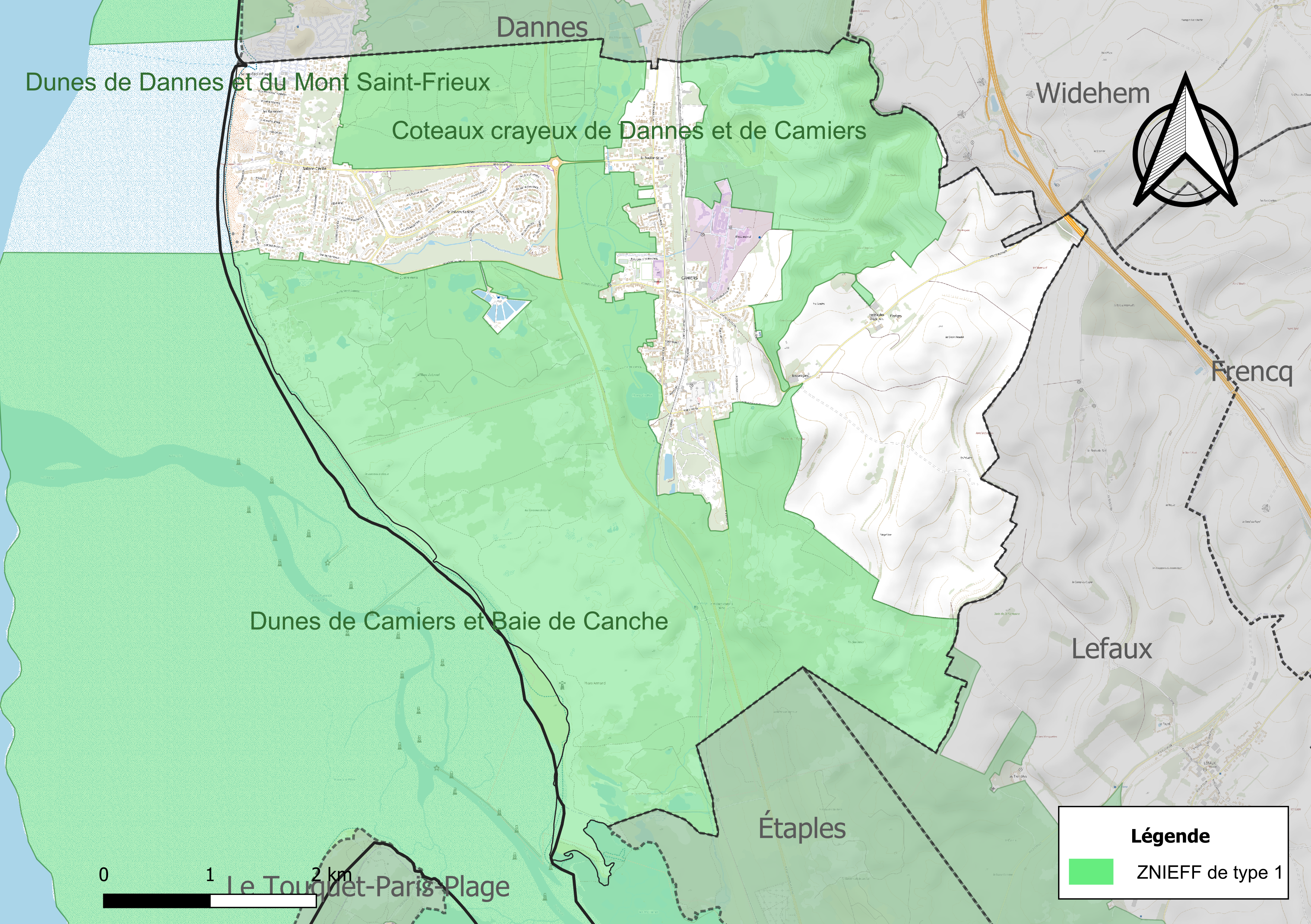
Carte des ZNIEFF sur la commune.

#### Sites Natura 2000
Le réseau Natura 2000 est un réseau écologique européen de sites naturels d’intérêt écologique élaboré à partir des directives « habitats » et « oiseaux ». Ce réseau est constitué de zones spéciales de conservation (ZSC) et de zones de protection spéciale (ZPS). Dans les zones de ce réseau, les États Membres s'engagent à maintenir dans un état de conservation favorable les types d'habitats et d'espèces concernés, par le biais de mesures réglementaires, administratives ou contractuelles.
Sur la commune, trois sites Natura 2000 de type B sont définis en site d'importance communautaire : 
- l'estuaire de la Canche, dunes picardes plaquées sur l'ancienne falaise, forêt d'Hardelot et falaise d'Équihen, d'une superficie de 1 661 ha, altitude de 0  à   151 mètres[42] ;
- le coteau de Dannes et de Camiers, d'une superficie de 97 ha, altitude de 70  à   150 mètres[43] ;
- la baie de la Canche et le couloir des trois estuaires, d’une superficie de 333,06 km2, dont 99,86 % de superficie marine, et d'une altitude variant de −23  à   0 mètres. Ce site se délimite à partir du trait de côte, s'étend jusqu'à la limite des trois milles nautiques, limité au sud par le phare d'Ault et au nord par le village de Sainte-Cécile, sur la commune de Camiers[44].

et un site Natura 2000 de type A, est défini en zone de protection spéciale : l'estuaire de la Canche, d'une superficie de 5 032 ha, altitude de 0  à   84 mètres.

#### Inventaire national du patrimoine géologique
Le territoire communal comprend le site de l'estuaire de la Canche. il est inscrit à l'inventaire national du patrimoine géologique.

#### Biodiversité
L'inventaire national du patrimoine naturel permet de découvrir les espèces présentes, les espèces protégées ainsi que le statut biologique (indigène, introduite dont envahissante…) des espèces recensées sur la commune de Preures.
La proximité de la mer et le micro-climat qu'elle permet, l'absence de cultures et une exposition aux vents d'ouest les a relativement protégé de l'eutrophisation et de la banalisation de la biodiversité qui touche une grande partie de l'Europe de l'Ouest. 208 espèces de plantes vasculaires ont été recensées rien que sur les coteaux (14 espèces protégées et 31 espèces menacées). On estime que dans cette région 35 % environ de la biodiversité végétale n'est plus présente que sur les coteaux calcaires. Celui de Camiers/Dannes abrite de nombreuses Orchidées et offre un paysage typique, notamment caractérisé par le genévrier (Juniperus communis) et l'argousier (Hippophae rhamnoides)[réf. nécessaire].
Sans être à proprement parler endémiques, les plantes ci-dessous sont assez spécifiques de la région. Elles peuvent être notamment rencontrées dans le domaine du Rohart, qui est une zone communale protégée, accessible au public et gérée depuis 2003 par le conservatoire d'espaces naturels du Nord et du Pas-de-Calais.

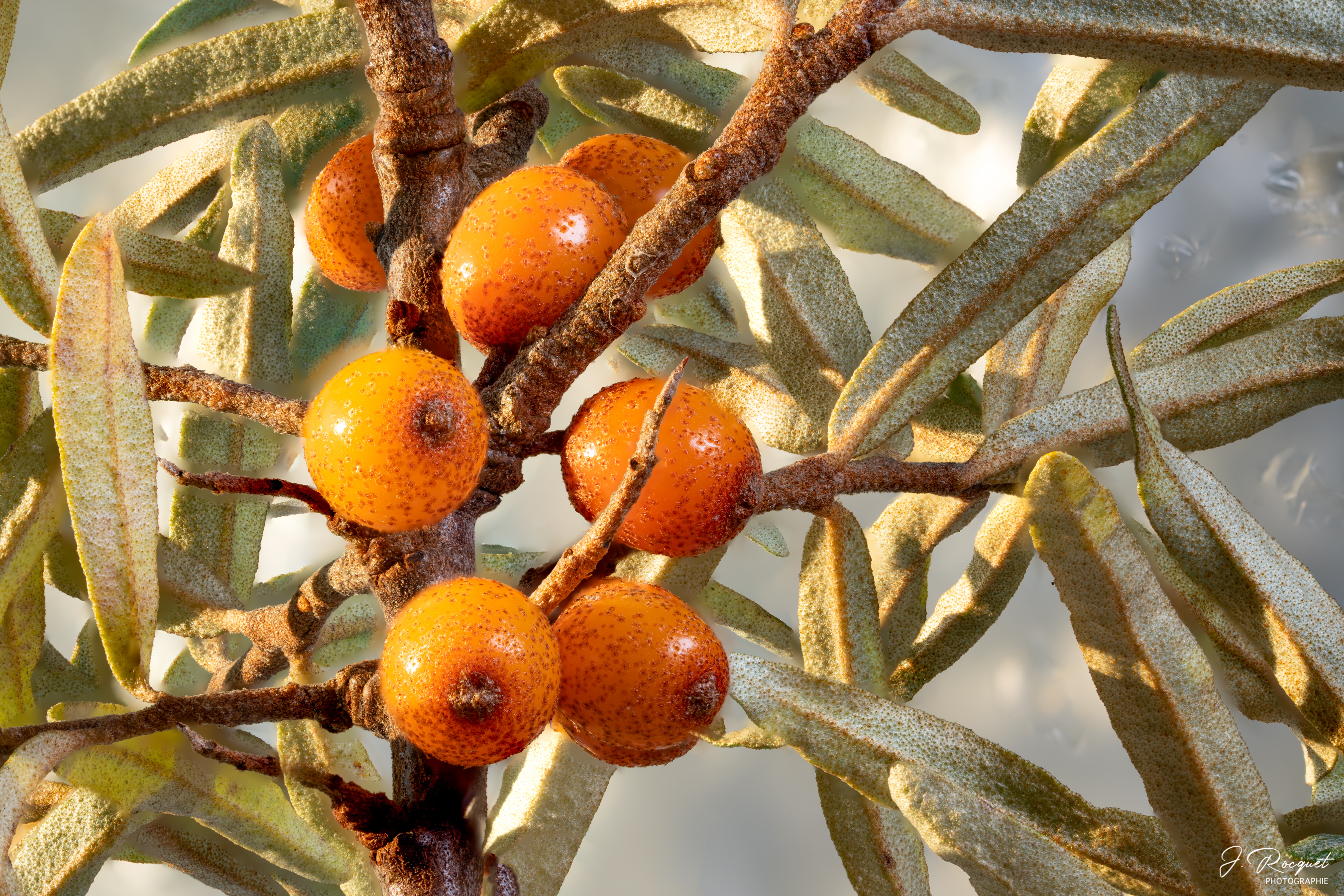
Argousier (Elaeagnaceae)
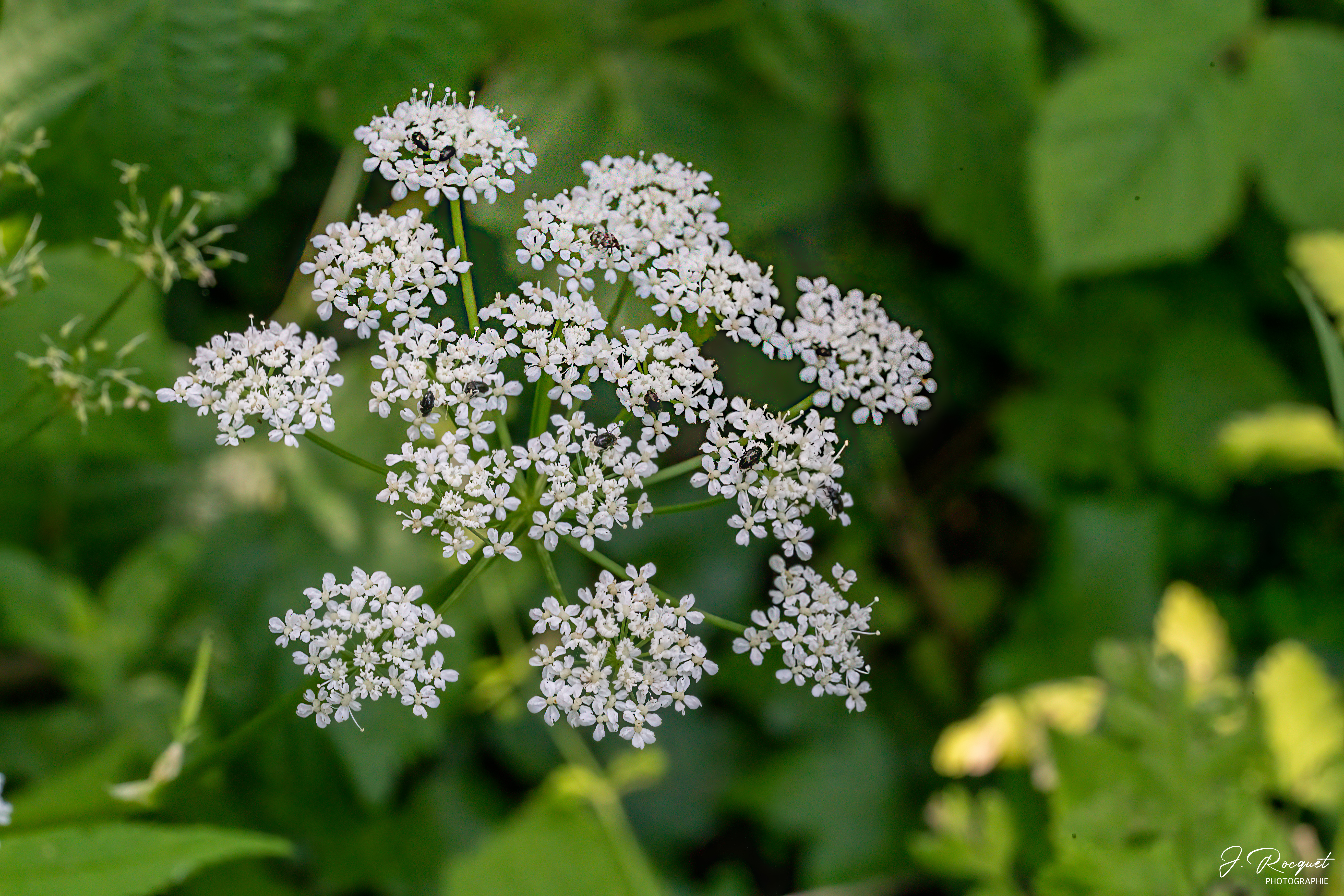
Égopode (Apiaceae)
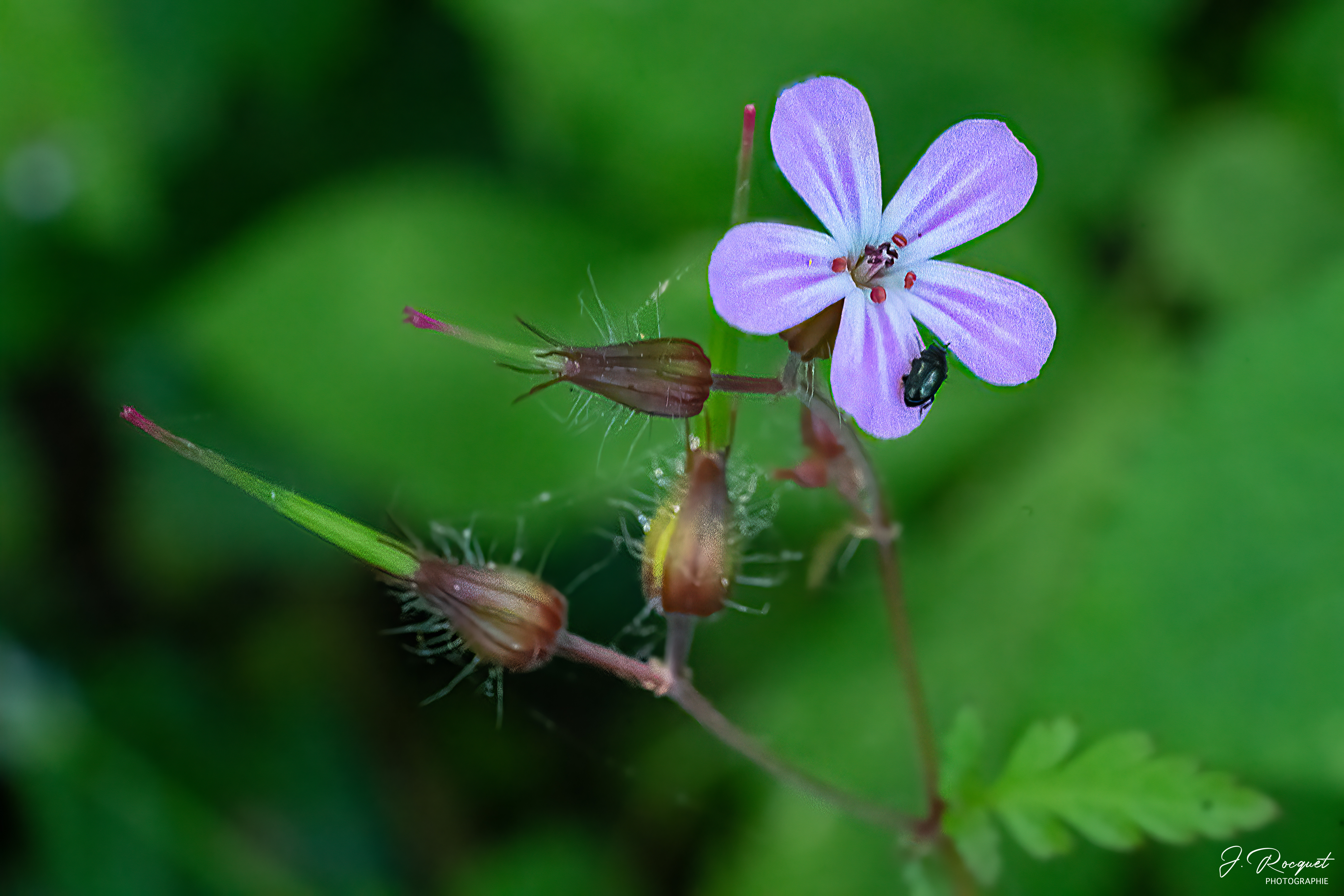
Herbe à Robert (Geraniaceae)
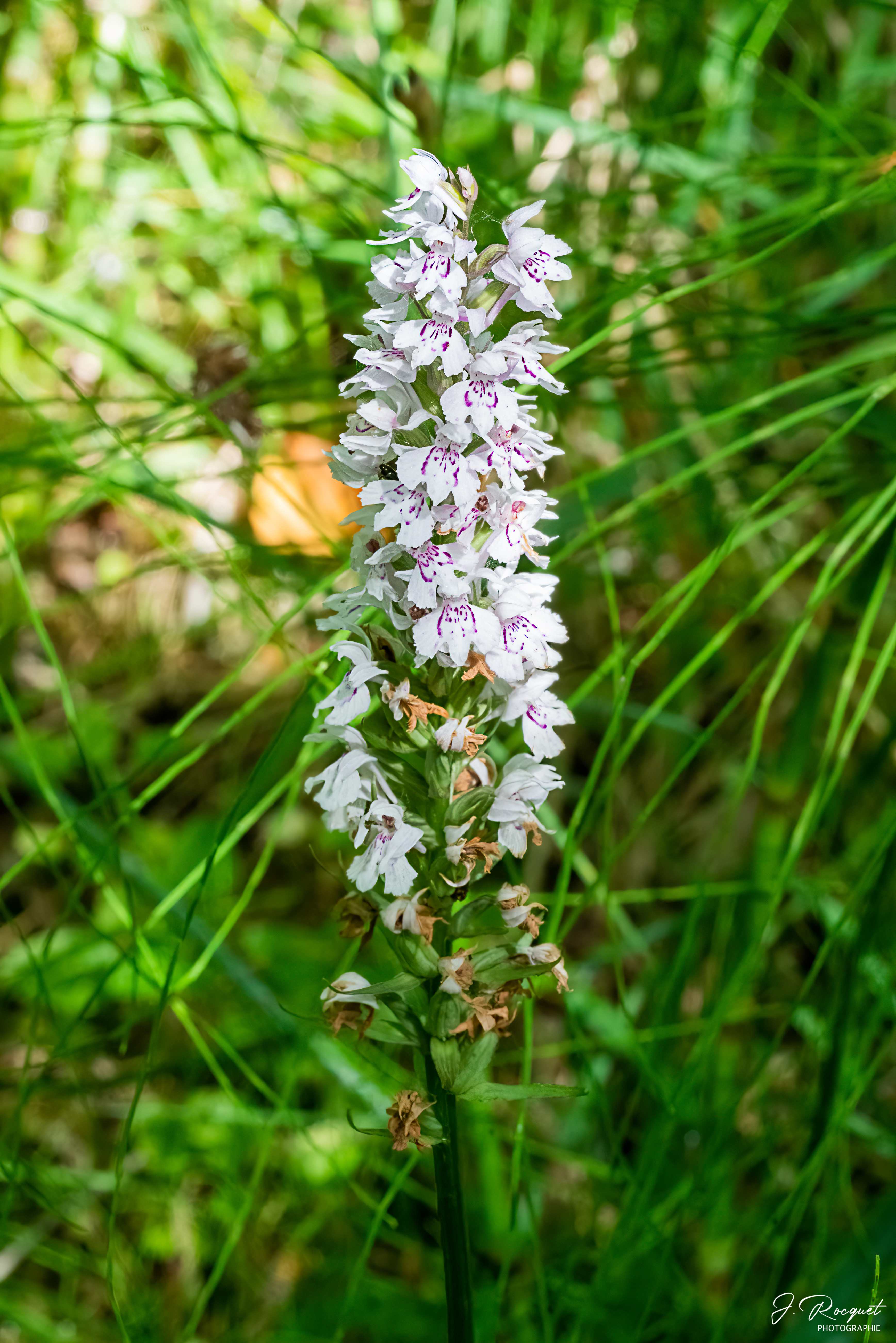
Orchis des bois (Orchidaceae)
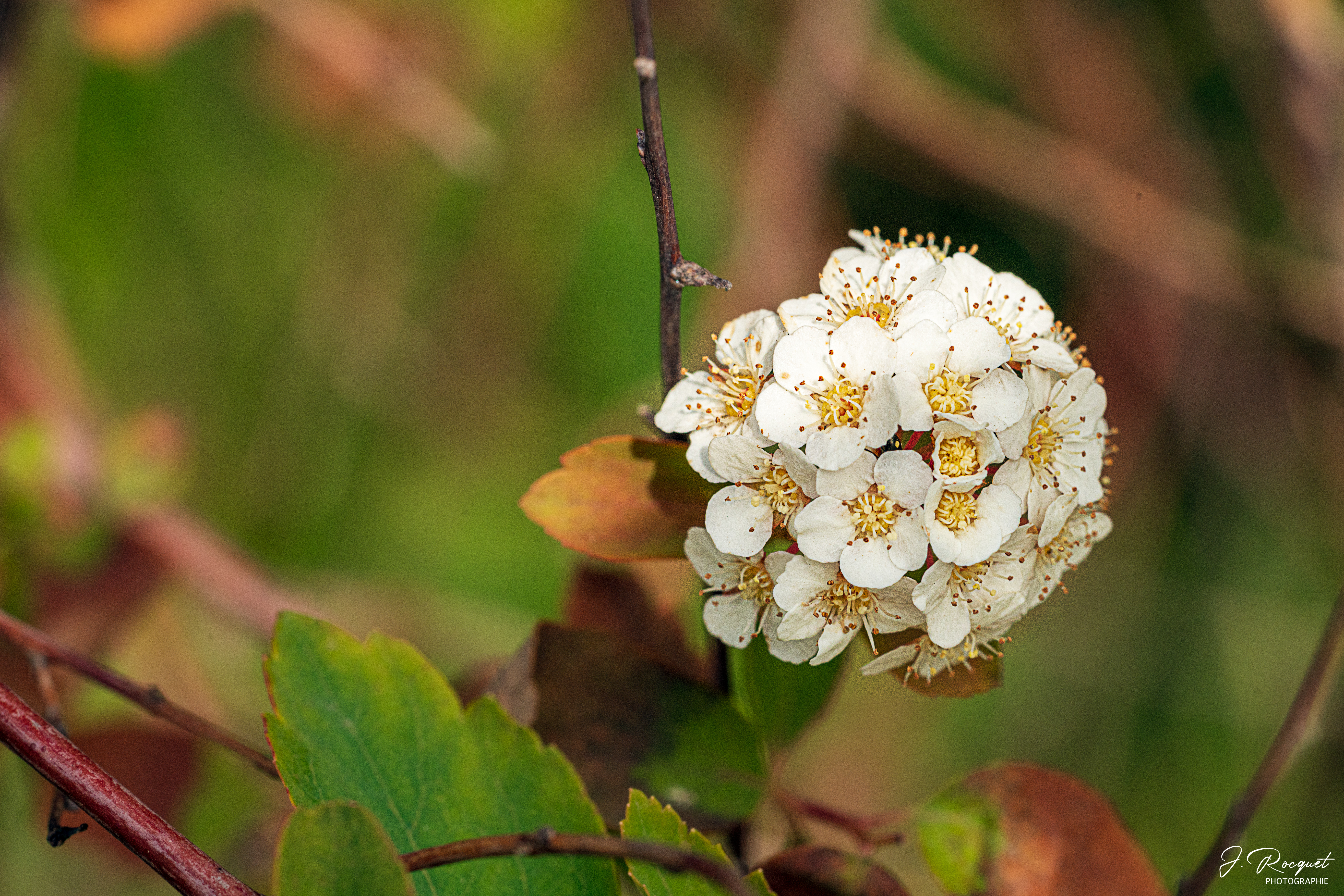
Spiraea (Rosaceae)
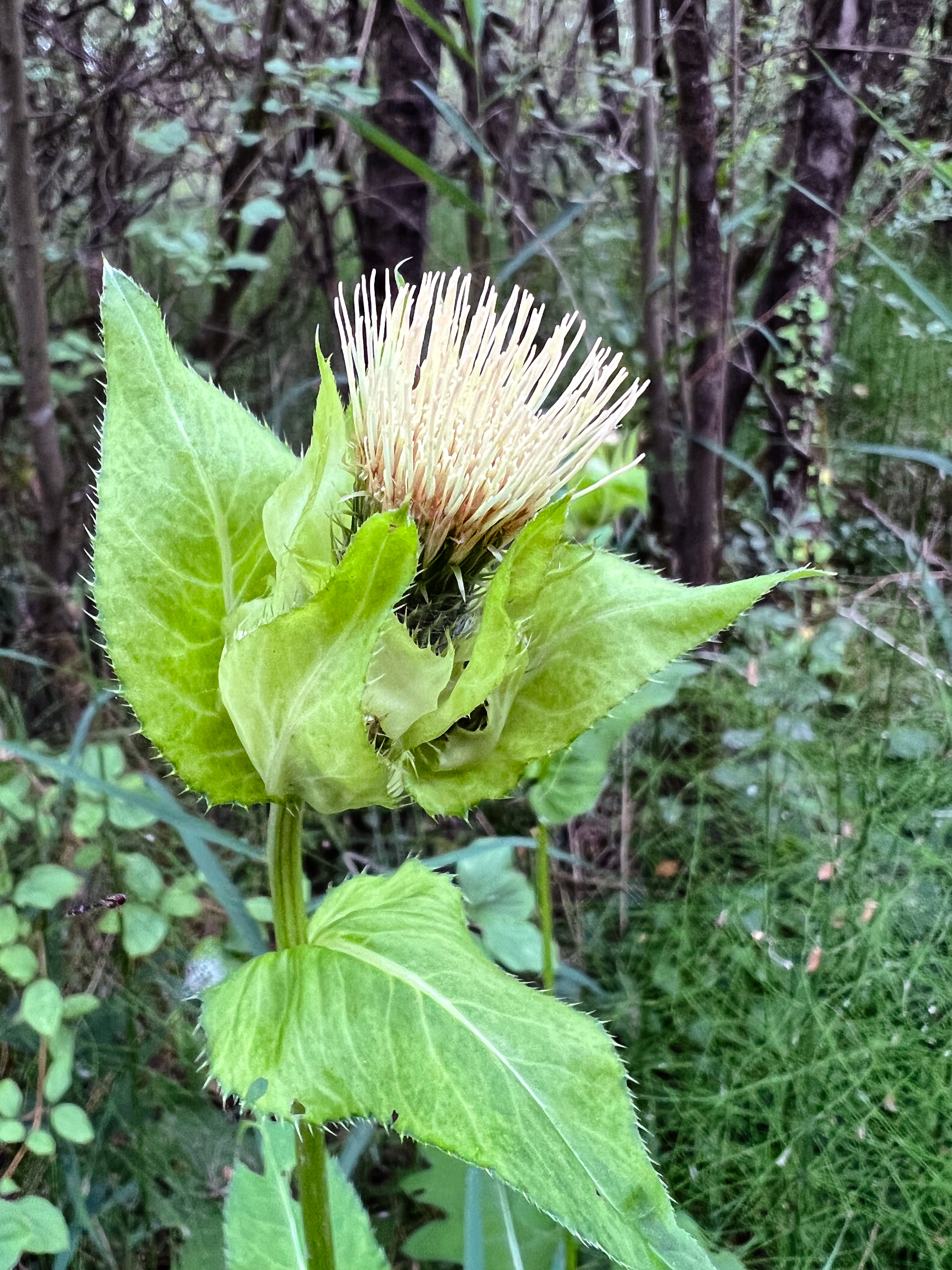
Cirse maraîcher (compositae)

L'inventaire récent (2001) des lépidoptères et orthoptères effectué par le groupement pour la défense de l'environnement dans l'arrondissement de Montreuil (GDEAM) a montré une grande richesse en biodiversité pour les (36 espèces de papillons de jour dont plusieurs en forte régression ou disparue dans tout ou partie de la région). Quelques papillons trouvent là leur territoire le plus septentrional (Zygaena trifolii, Zygaena transalpina hippocrepidis). Les orthoptères comprennent des espèces rares, mais en assez faible densité (peut-être à cause des embruns marins ?). Mais ce groupe reste menacé par la surfréquentation, l'artificialisation et son isolement biogéographique notamment à cause d'une matrice écopaysagère globalement pauvre et à cause de l'autoroute A16 qui ne dispose que d'un petit nombre d'écoducs pour diminuer son impact en termes de fragmentation écopaysagère et de mortalité liée à la circulation automobile.
Le conservatoire des sites naturels du Nord-Pas-de-Calais est chargé de la gestion de la réserve naturelle régionale qui a été constituée sur ces coteaux considérés comme parmi les plus beaux et remarquables de la région Nord-Pas-de-Calais. D'autres sites naturels proches augmentent l'intérêt de cette partie du littoral en termes de réseau écologique ; autant d'éléments qui ont justifié la création d'un parc naturel régional sur cette partie de la région.

## Urbanisme

### Typologie
Au 1er janvier 2024, Camiers est catégorisée bourg rural, selon la nouvelle grille communale de densité à sept niveaux définie par l'Insee en 2022.
Elle appartient à l'unité urbaine de Camiers, une agglomération intra-départementale regroupant deux  communes, dont elle est ville-centre,,. Par ailleurs la commune fait partie de l'aire d'attraction d'Étaples - Le Touquet-Paris-Plage, dont elle est une commune de la couronne,. Cette aire, qui regroupe 21 communes, est catégorisée dans les aires de moins de 50 000 habitants,.
La commune, bordée par la Manche, est également une commune littorale au sens de la loi du 3 janvier 1986, dite loi littoral. Des dispositions spécifiques d’urbanisme s’y appliquent dès lors afin de préserver les espaces naturels, les sites, les paysages et l’équilibre écologique du littoral, tel le principe d'inconstructibilité, en dehors des espaces urbanisés, sur la bande littorale des 100 mètres, ou plus si le plan local d’urbanisme le prévoit.

### Occupation des sols
L'occupation des sols est marquée par l'importance des espaces forestiers, des milieux à végétation arbustive ou herbacée et des espaces ouverts, sans ou avec peu de végétation (52,7 %). La répartition détaillée ressortant de la base de données européenne d'occupation biophysique des sols Corine Land Cover millésimée 2018 est la suivante : forêts (31,3 %), terres arables (20,5 %), espaces ouverts, sans ou avec peu de végétation (13,9 %), zones urbanisées (13,8 %),milieux à végétation arbustive ou herbacée (7,5 %), prairies (7,7 %), mines, décharges et chantiers (2,9 %), zones humides côtières (2,3%). L'évolution de l’occupation des sols de la commune et de ses infrastructures peut être observée sur les différentes représentations cartographiques du territoire : la carte de Cassini (XVIIIe siècle), la carte d'état-major (1820-1866) et les cartes ou photos aériennes de l'IGN pour la période actuelle (1950 à aujourd'hui).

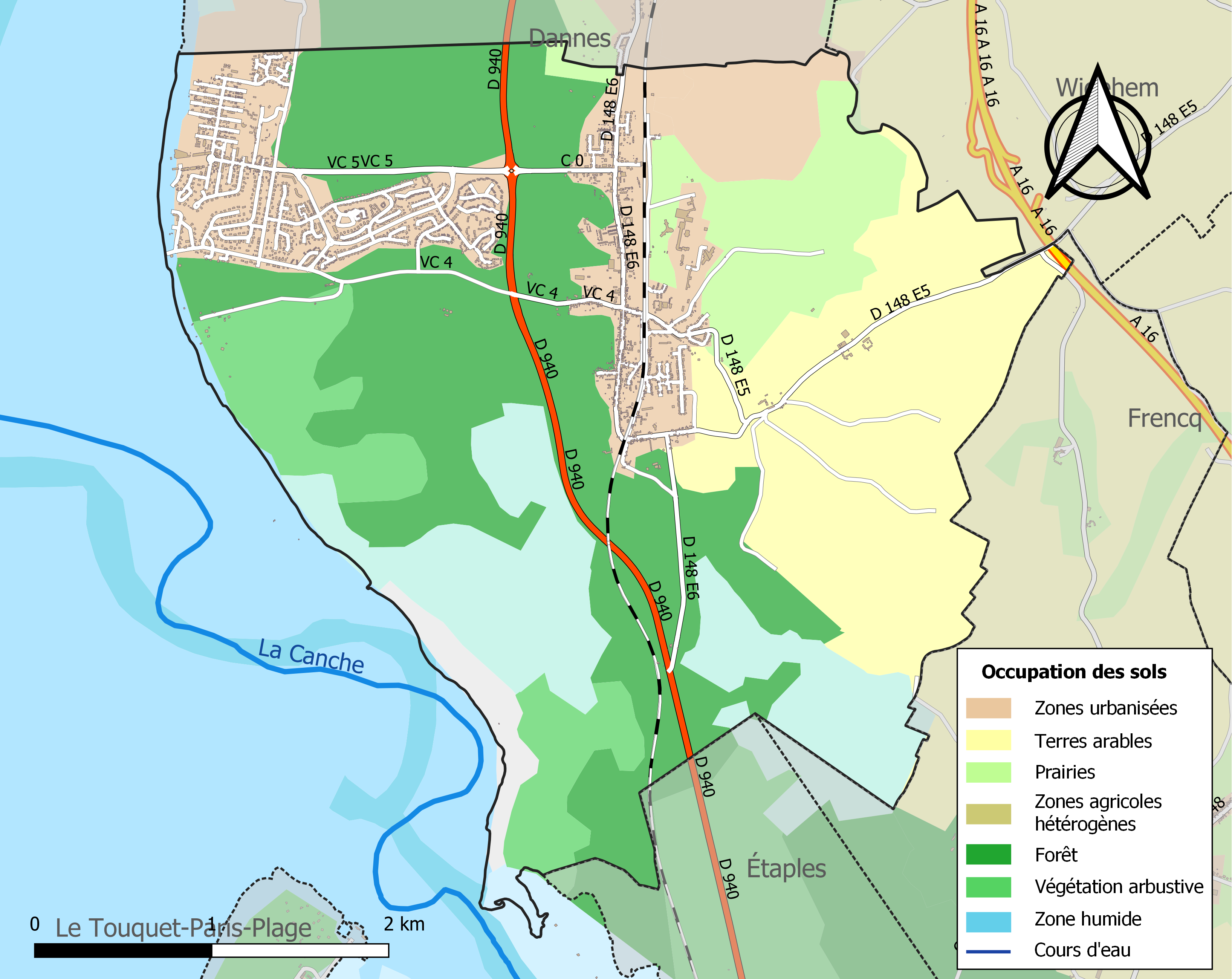
Carte des infrastructures et de l'occupation des sols de la commune en 2018 (CLC).

### Lieux-dits, hameaux et écarts
La commune est constituée de deux parties : Camiers centre, et à l'ouest sur la côte, de la station balnéaire de Sainte-Cécile, et un peu plus au sud, de la plage de Saint-Gabriel.
Sur le territoire communal, se trouvent :
- les hameaux : Beauregard, Florigny, la plage de Sainte-Cécile, la plage de Saint-Gabriel et le Rohard[64] ;
- les lieux-dits : les Garennes ; la Boulonnaise ; Opaline ; le val des sablons ; les prés de Camiers ; les quatre vents ; la ferme des Anglettes[65].

### Logement
En 2017, on dénombre à Camiers 3 920 logements se répartissant en 28,2 % de résidences principales, 69,8 % de résidences secondaires et 1,9 % de logements vacants, répartis en 1 499 appartements (38,2 %) et 2 413 maisons (61,5 %). En l'espace de cinq ans, entre 2012 et 2017, le nombre d'appartements a augmenté de 3,3 % soit + 48, et le nombre de maisons a diminué de 3,8 % soit - 94.
Les constructions des résidences principales, jusqu'en 2015, s'échelonnent comme suit : 4 % ont été construites avant 1919, 6,5 % entre 1919 et 1945, 22,5 % entre 1946 et 1970, 34,9 % entre 1971 et 1990, 20,1 % entre 1991 et 2005 et 12,1 % de 2006 à 2014.
En 2017, parmi ces résidences principales, 65,1 % sont occupées par leurs propriétaires, 33,9 % par des locataires (dont 16,2 % pour des logements HLM loués vides) et 1,1 % par des occupants à titre gratuit.
Au 1er janvier 2021, la commune disposait de 25 chambres dans un hôtel deux étoiles, de 1 439 emplacements de camping-caravaning, répartis en 630 emplacements dans un trois étoiles, de 259 emplacements dans un deux étoiles, de 147 emplacements dans un une étoile et de 403 emplacements dans deux campings non classés.

### Voies de communication et transports

#### Voies de communication
La commune se situe sur la route départementale D 940 qui longe le littoral de Calais au nord à Berck au sud et elle est traversée par la D 148 E5 venant de Widehem et qui se prolonge au sud, vers Étaples avec la D 148 E6 jusqu'à sa jonction avec la D 940.
L'autoroute A16 passe à proximité de la commune, la desservant par le biais des sorties no 26 (Étaples-Le Touquet) à 10 km en venant du sud et no 27 (Neufchâtel-Hardelot) à 9 km en venant du nord (trajet de 2 h 40 en venant de Paris et 1 h 15 depuis Dunkerque).

#### Transport ferroviaire
La commune dispose d'une gare, la gare de Dannes-Camiers qui est située sur l'axe Paris-Amiens-Boulogne, qui est desservie par les réseaux TGV, TERGV (vers Calais et Lille) et TER.
De 1898 à 1914, la commune disposait d'un tramway partant de la gare jusqu'à la station balnéaire de Sainte-Cécile.

#### Transport aérien
La commune est située à 8 km au nord de l'aéroport du Touquet-Côte d'Opale.

#### Transports en commun
La commune est desservie par la ligne d'autobus no 512 du réseau Oscar (autocars départementaux du Pas-de-Calais).

#### Voies de la commune

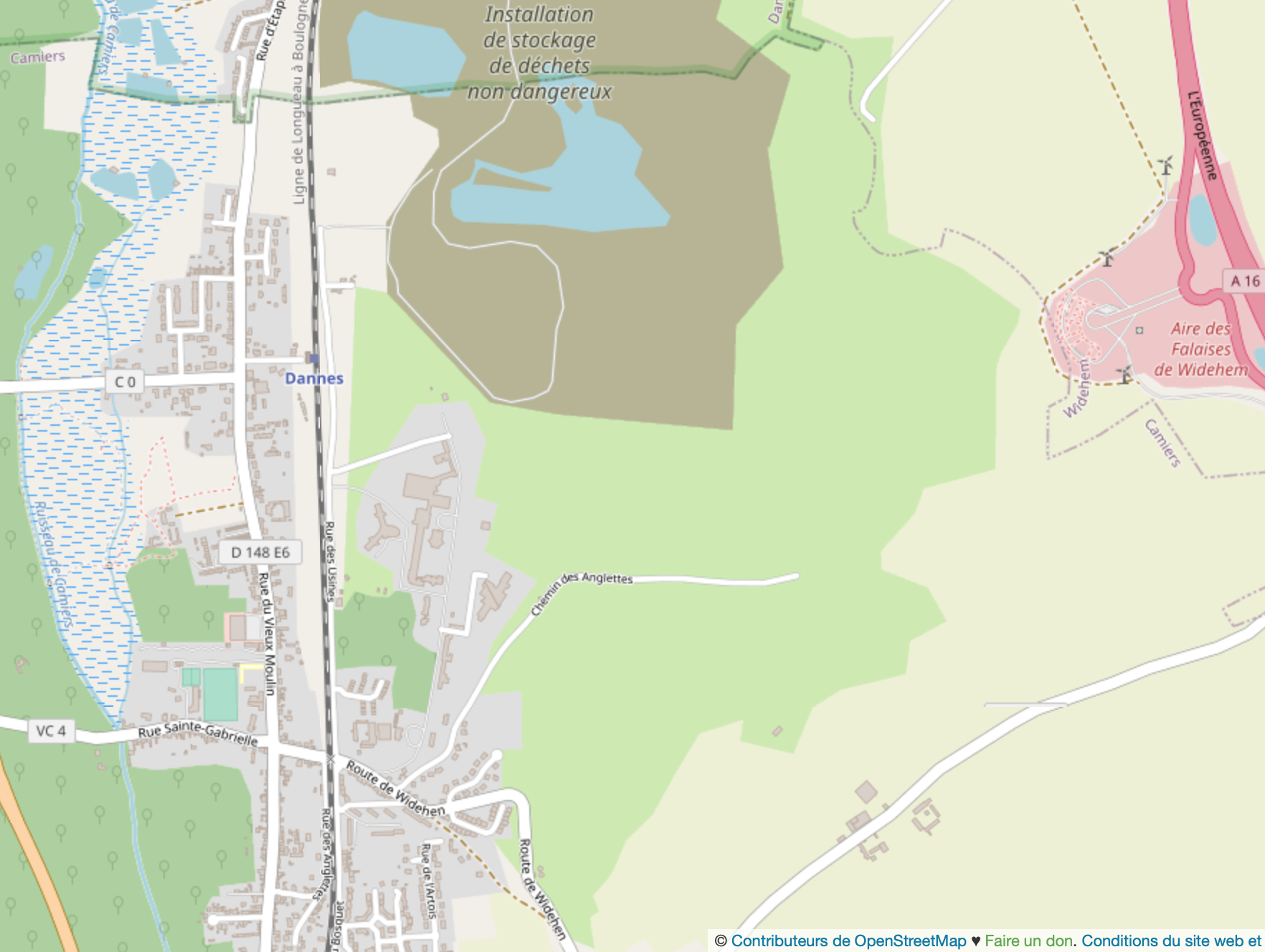
Les voies au nord de la commune.
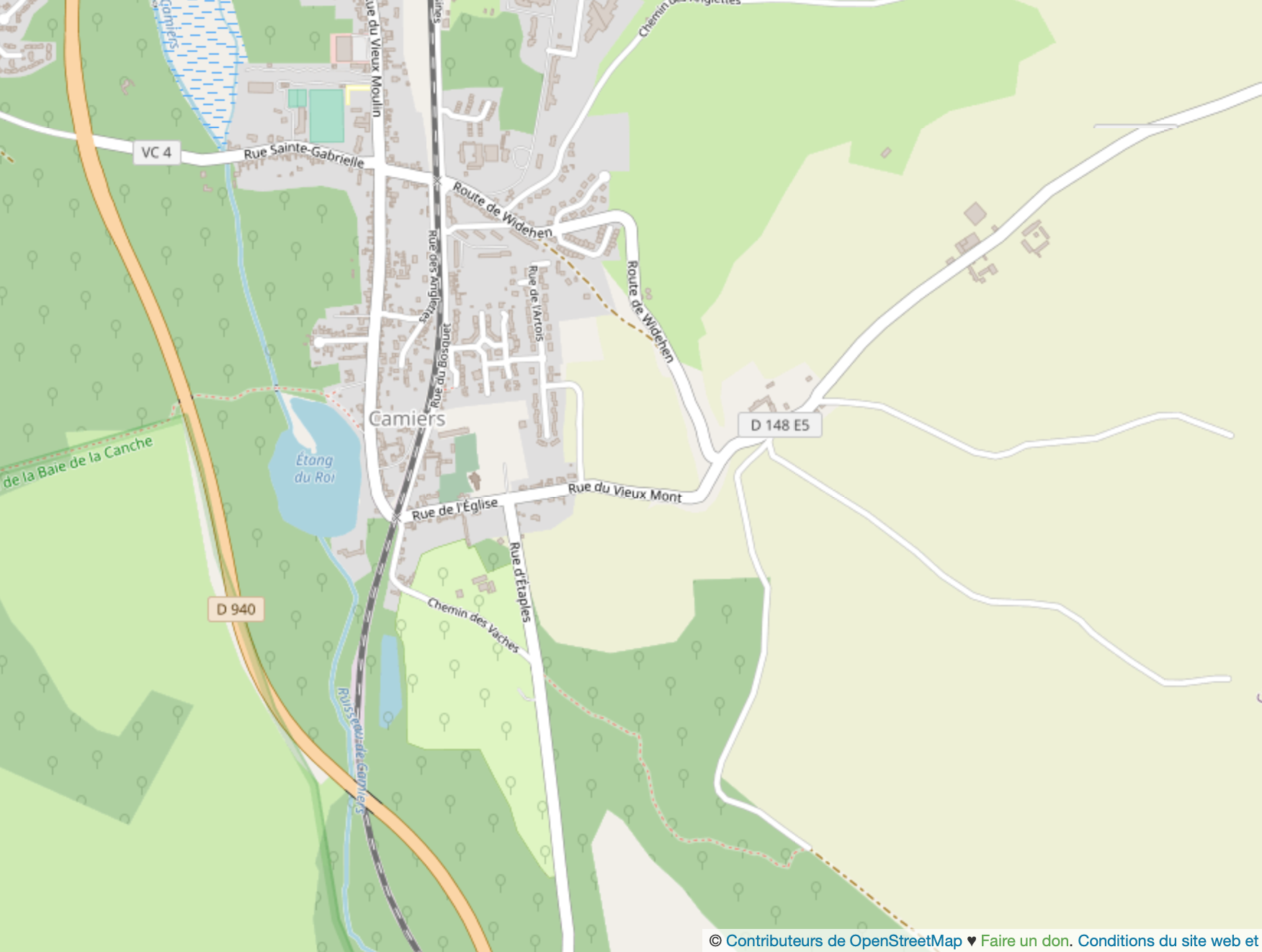
Les voies au centre de la commune.
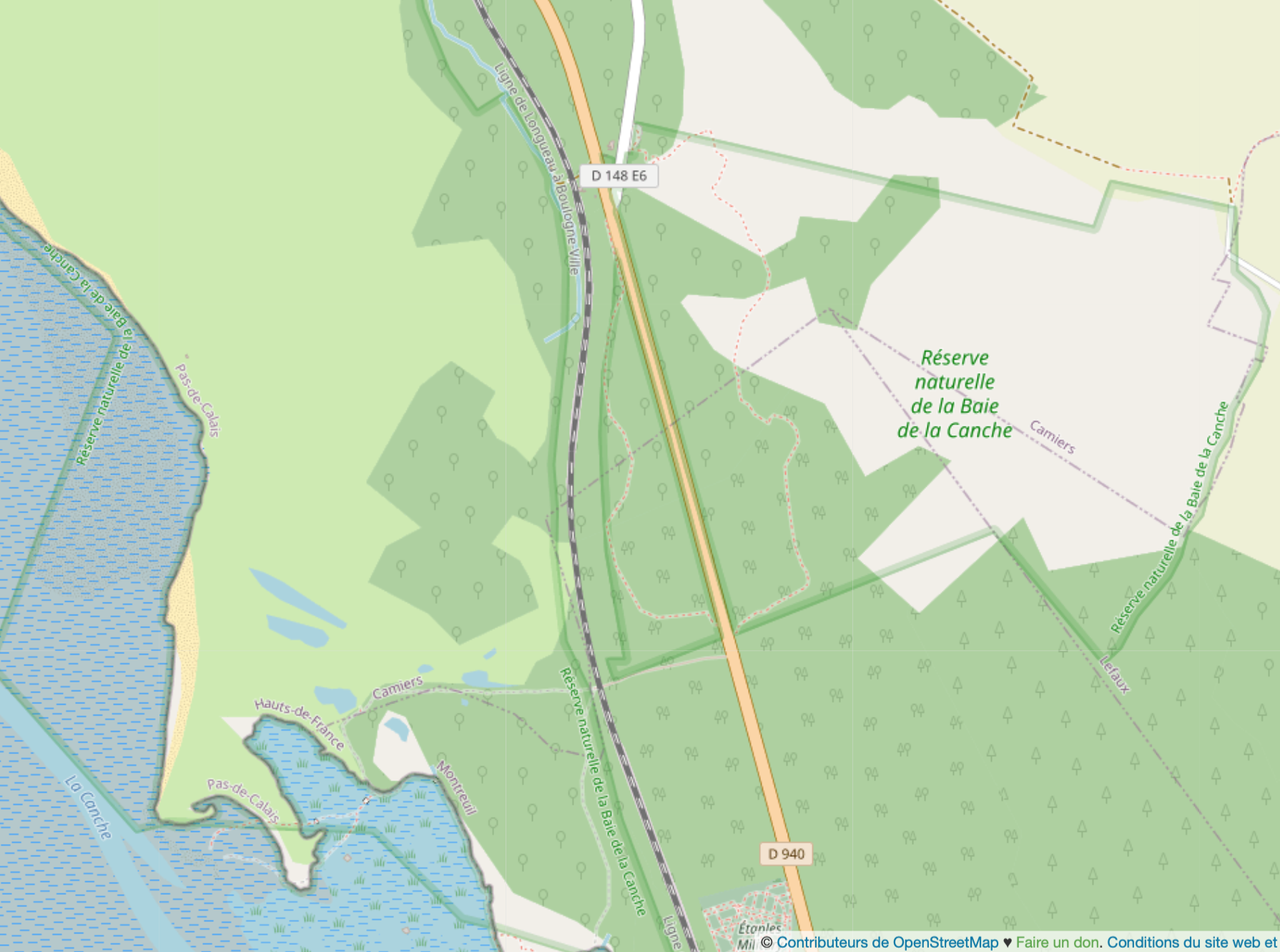
Les voies au sud de la commune.
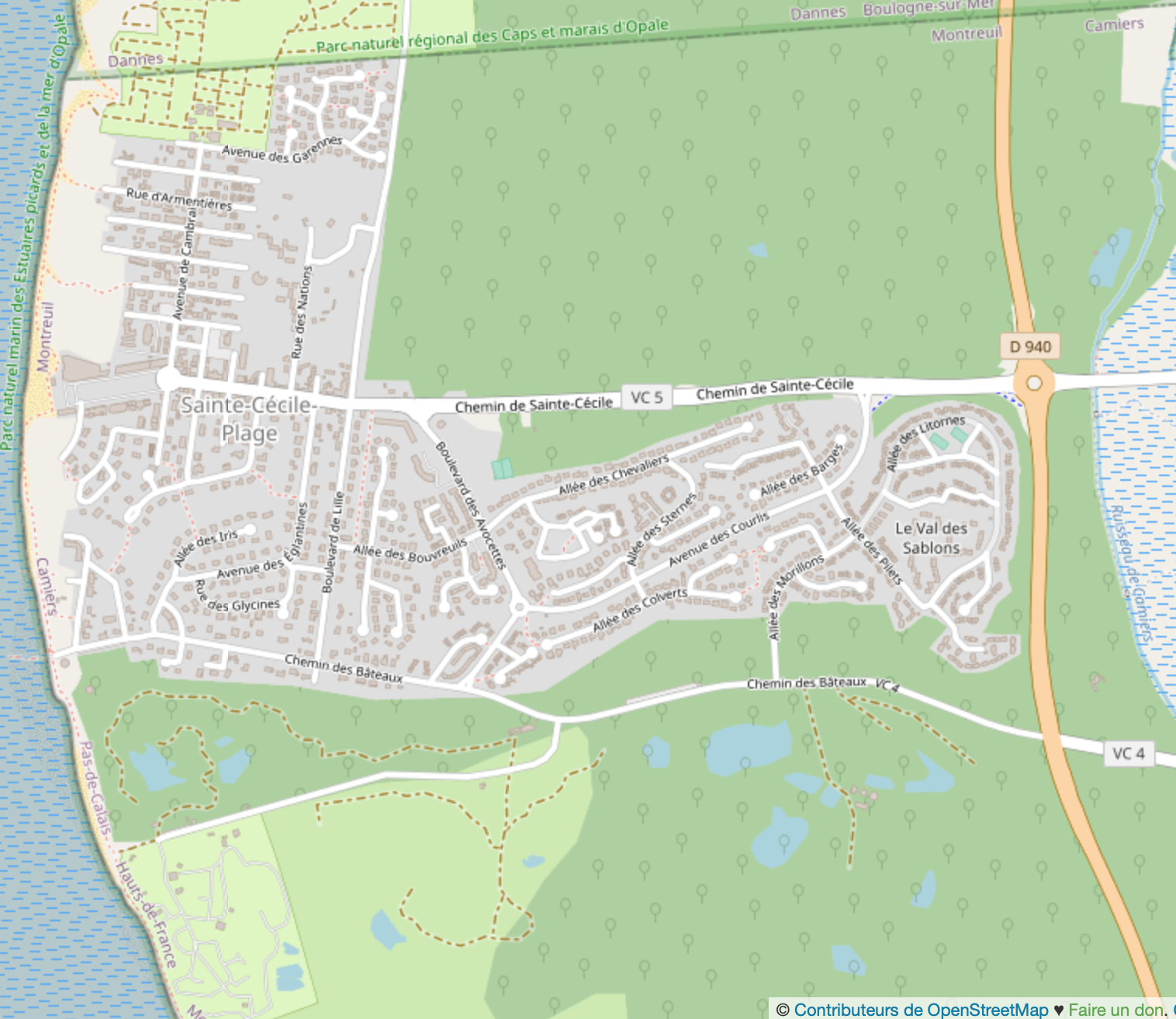
Les voies à l'ouest de la commune.

### Risques naturels et technologiques

#### Risques naturels

##### Risque sismique
Le risque sismique est « très faible » sur l'ensemble du territoire communal (zone 1 sur 5 du zonage mis en place en mai 2011), la majorité des communes du Pas-de-Calais étant en risque « faible » (zone 2 sur 5).

##### Risque inondation
La commune n'est pas exposé à un risque important d'inondation, aucun mouvement de terrain ou de présence de cavité souterraine n'est recensé, le potentiel radon est faible, en revanche, l'exposition au retrait-gonflement des sols argileux dans la commune est avéré.
À la suite d'inondations et coulées de boue qui se sont produites du 27 au 29 octobre 2012, la commune est reconnue en état de catastrophe naturelle par arrêté du 30 novembre 2012,.
À la suite du passage des tempêtes Ciarán, Domingos et Elisa et des inondations et coulées de boue qui se sont produites, la commune est reconnue, par arrêté du 14 novembre 2023, en état de catastrophe naturelle pour inondations et coulées de boue sur la période du 2 au 12 novembre 2023, comme 179 autres communes du département.

#### Risques technologiques
La commune est à plus de 20 km d'une centrale nucléaire. Les centrales nucléaires françaises les plus proches, productrices de la grande majorité de l'électricité fournie à la commune, sont celles de Gravelines et Penly (respectivement à environ 80 km au nord et 70 km au sud), à noter que la centrale de Dungeness, en Angleterre, est située à 60 km.
Une seule installation industrielle est présente sur la commune.
Une canalisations de matières dangereuses est recensée dans la commune.

## Toponymie
Le nom de la localité est attesté sous les formes Cafitmere (853), Casmera (1026), Catiniers prononcé Catmiers (1084), Catmeiacum (1134), Camier et Camyer (1125-1150), Camir (1199), Cathmir (XIIe siècle), Kamiers (1226), Camry (1236), Chamieis (1248), Camiers (XIIIe siècle), Camières (1554), Camiers depuis 1793.
Ernest Nègre donne comme origine toponymique, peut-être, l'anthroponyme germanique Gasmarus. Une autre hypothèse avance le flamand kat « chat » suivi de meer « lac, pièce d'eau » qui donne donc le « lac aux chats ».
L'Étang de Camiers est attesté sous les formes l’étang de la Mierre, la Mere de Camiers en 1292 ; l’étang du Roy en 1750 ; l’étang du Roi en 1775  (Arch. nat., Q. 895).
Camié en picard.

## Histoire

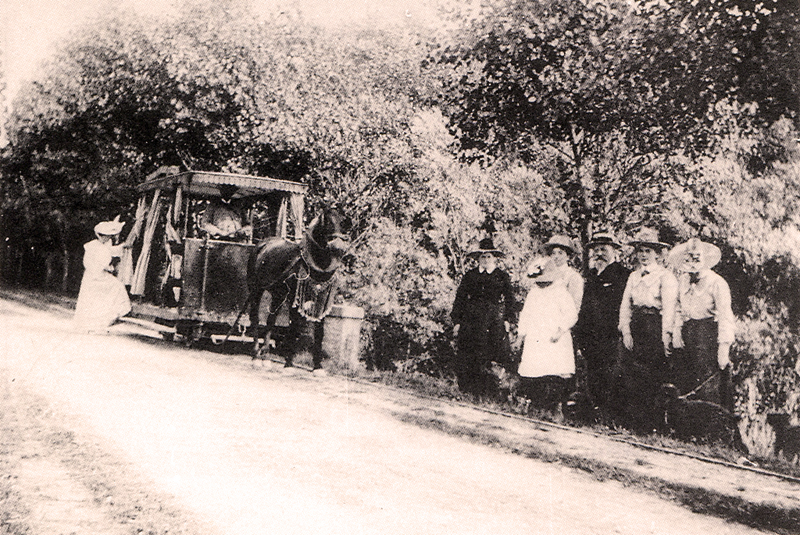
Le tramway hippomobile de Dannes-Camiers à Sainte-Cécile (route de la Plage).

Camiers se trouvait sur l'ancienne voie romaine reliant Boulogne-sur-Mer à Étaples.
La première évocation de Camiers se situe dans le cartulaire de l'abbaye Saint Bertin de Saint-Omer dit cartulaire de Folcuin en 853. Le village est encore cité dans une charte de la même abbaye en 1026.
Le 12 mai 1894, Cécile de Rocquigny donne procuration à son mari, Armand de Rosamel, pour vendre ses terres de Camiers.
Une petite ligne de tramway à traction hippomobile a relié la gare de la compagnie des chemins de fer du Nord de Dannes-Camiers à la plage de Sainte-Cécile entre 1897 (1898 pour les voyageurs) et 1914.
Saint-Gabriel-Plage avait un grand hôtel qui fut détruit, de même que de nombreuses villas, lors de la grande tempête dans la nuit du 3 au 4 mars 1912.
Au cours de la Première Guerre mondiale, Camiers fait partie de la base arrière littorale des armées alliées. Camiers héberge notamment un camp d'entraînement des armées britanniques et un hôpital voué aux soins des blessés du front. Un petit mémorial rappelle en détail cet épisode de l'histoire de la commune.

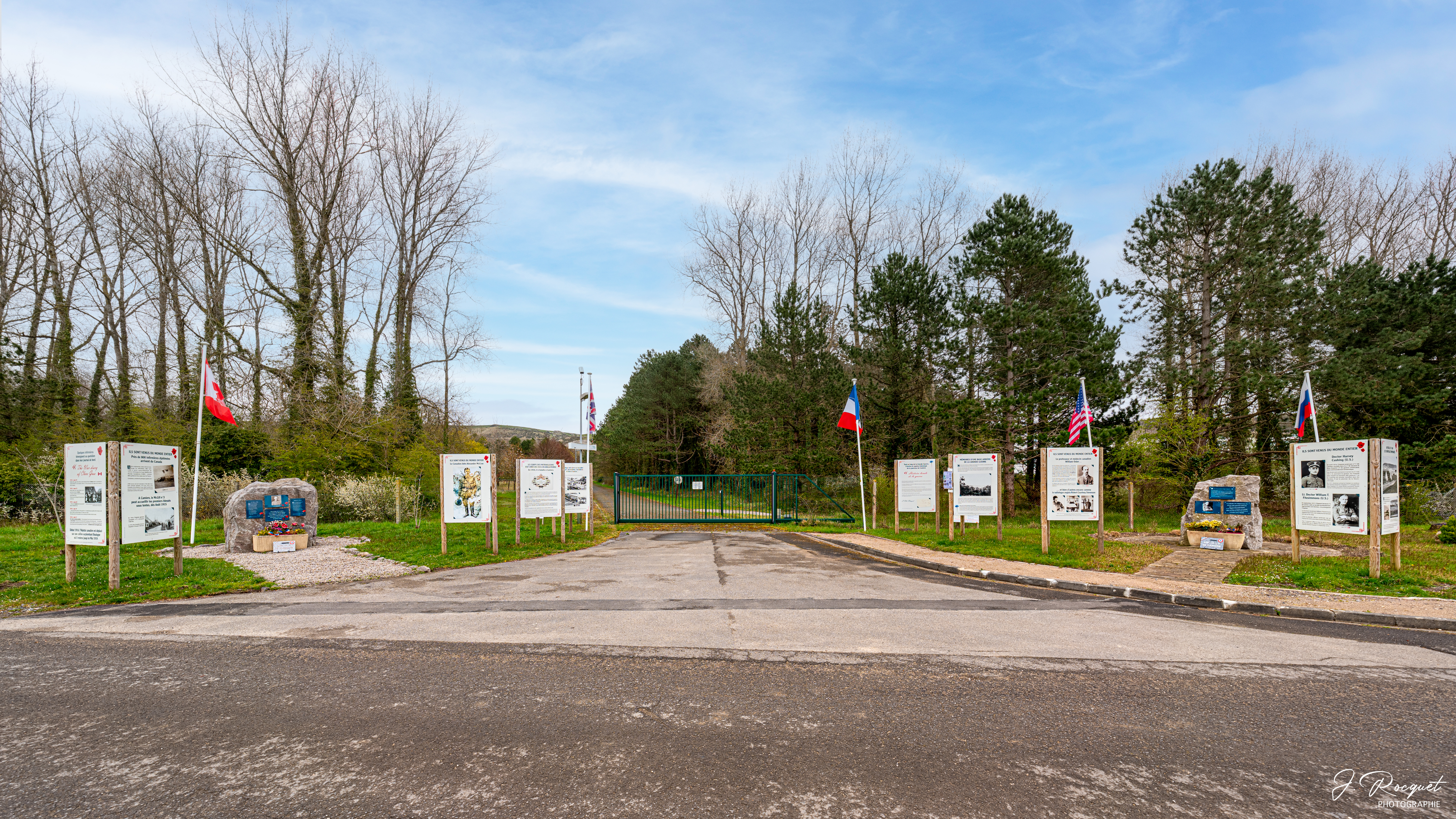
Le mémorial interalliés 1914-1918.

Pendant la Seconde Guerre mondiale, Dannes et Camiers sont des centres permanents d'où les Allemands envoient les prisonniers vers Étaples, Hardelot, Merlimont, voire Calais, Ferques et Sangatte au nord et Fort-Mahon au sud.
Le 5 août 1942, un convoi parvient à Dannes via Boulogne. Au camp de Dannes, les Allemands centralisent les arrivés de Juifs puis répartissaient les prisonniers vers d'autres camps.
Le 14 août 1942, un convoi de Juifs de Belgique se dirigeant vers Boulogne transite à Dannes.
En septembre 1942, 250 parmi les plus robustes des camps de Dannes et de Camiers sont envoyés travailler à Étaples.
Les conditions du camp sont très difficiles. Six Juifs meurent en juin et en octobre 1942. Ils sont inhumés au cimetière de Dannes.
Le 7 mai 1944, 650 prisonniers juifs évacuent Aurigny en bateau vers Cherbourg, pendant 10 jours et 9 nuits, ils circulent en train de Cherbourg à Hazebrouck, ils s'entassent à cinquante par wagons.
À Hazebrouck, ils sont parqués dans un hangar, ce qui permet quelques évasions, puis un tri s'opère : 150, les moins valides, sont envoyés au lycée Mariette de Boulogne où ils occupent le quatrième étage, les 500 autres sont dirigés vers Dannes et Camiers.
Le 30 juin 1944, le camp de Camiers reçoit les prisonniers de Dannes et enfin, en août 1944, les Allemands se replient sur Samer avec leurs prisonniers. Début septembre, dans la débâcle, ils parviennent encore à organiser un convoi pour la déportation : il ne va pas loin. À Dixmude, la résistance belge l'arrête et libère les occupants.
La plage de Sainte-Cécile est, en 1997, le théâtre d'un quadruple homicide, dit "affaire des frères Jourdain", au cours duquel quatre adolescentes furent assassinées.
En 2008, un char d'assaut léger Hotchkiss H35 abandonné sur la plage en 1940 est apparu au gré des marées à fort coefficient. La tourelle, manquante, a vraisemblablement été récupérée par les Allemands et installée sur un blockhaus du Mur de l'Atlantique. En 2020, le sort de la carcasse n'est pas encore décidé, faute de financement pour sa restauration.

## Politique et administration

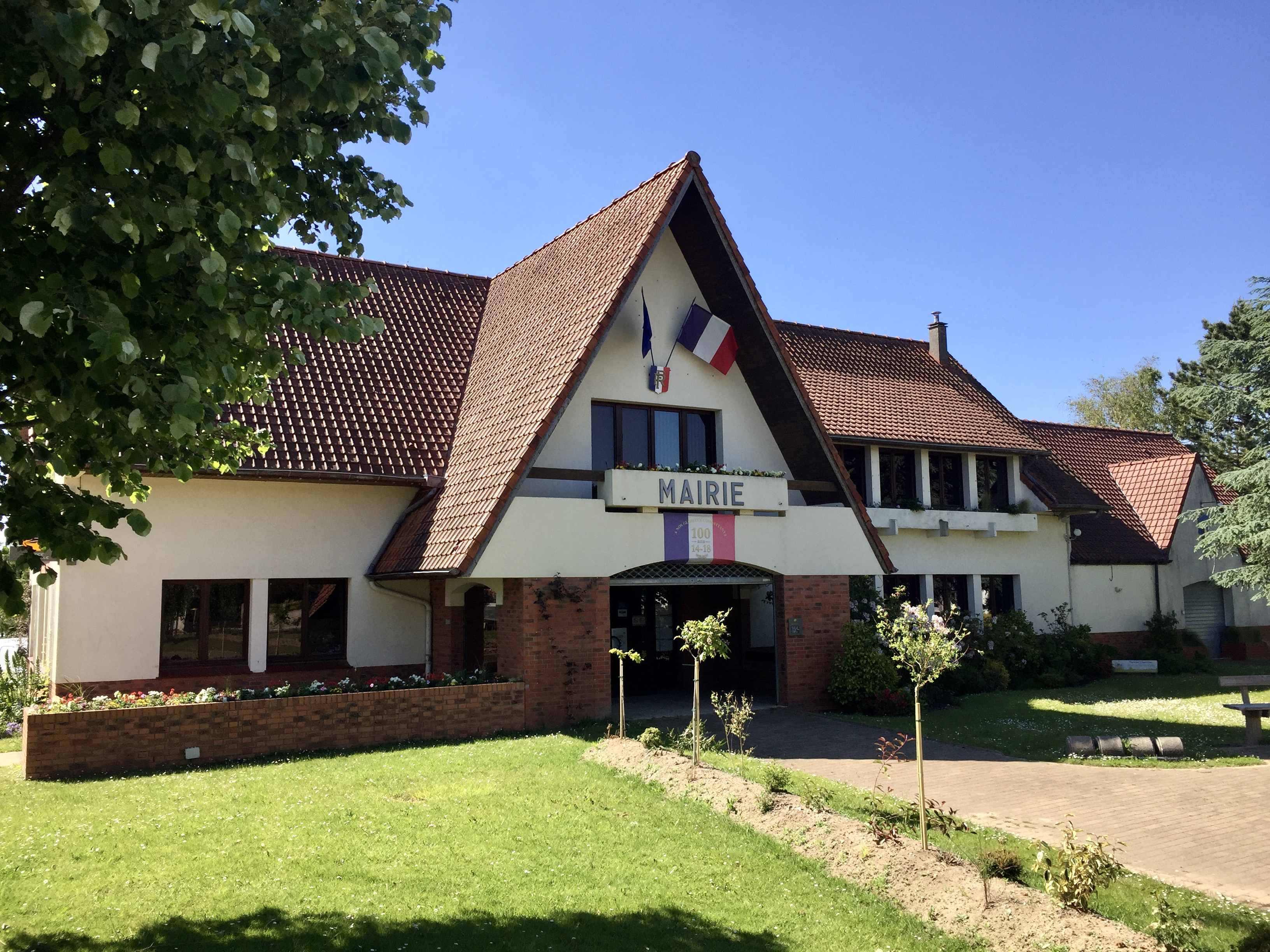
La mairie.

### Découpage territorial
La commune se trouve dans l'arrondissement de Montreuil du département du Pas-de-Calais.

#### Commune et intercommunalités
La commune a fait partie, de 1999 à 2016, de la Communauté de communes mer et terres d'Opale et, depuis le 1er janvier 2017, elle fait partie de la Communauté d'agglomération des Deux Baies en Montreuillois (CA2BM) dont le siège est basé à Montreuil.

#### Circonscriptions administratives
La commune fait partie du canton d'Étaples, depuis la loi du 22 décembre 1789 reprise par la constitution de 1791, qui divise le royaume (la République en septembre 1792), en communes, cantons, districts et départements. Dans le cadre du redécoupage cantonal de 2014 en France, elle est demeure rattachée au canton d'Étaples, qui est alors modifié, passant de 19 à 15 communes,.

#### Circonscriptions électorales
Pour l'élection des députés, elle fait partie, depuis 1986, de la quatrième circonscription du Pas-de-Calais.

### Élections municipales et communautaires

#### Élections 2020
Le conseil municipal  de Camiers, commune de plus de 1 000 habitants, est élu au scrutin proportionnel de liste à deux tours (sans aucune modification possible de la liste), pour un mandat de six ans renouvelable. Compte tenu de la population communale, le nombre de sièges à pourvoir lors des élections municipales de 2020 est de 23. Les 23 conseillers municipaux, issus de la liste conduite par Gaston Callewaert, sont élus au premier tour avec un taux de participation de 39,53 %.
Dans les communes de 1 000 habitants et plus, les conseillers sont élus au suffrage direct à la fois pour un mandat de conseiller municipal et pour un mandat de conseiller communautaire. Les 2 sièges attribués à la commune au sein de la CA2BM sont élus dès le premier tour et issus de la liste menée par Gaston Callewaert SE.
- Maire sortant : Gaston Callewaert (SE)
- 23 sièges à pourvoir au conseil municipal (population légale 2018 : 2633 habitants)
- 2 sièges à pourvoir au conseil communautaire (CA des Deux Baies en Montreuillois)

|                          |                          |                          |              |              |        |        |  |  |  |
| Tête de liste            | Tête de liste            | Liste                    | Premier tour | Premier tour | Sièges | Sièges |  |  |  |
| Tête de liste            | Tête de liste            | Liste                    | Voix         | %            | CM     | CC     |  |  |  |
|                          | Gaston Callewaert        | SE                       | 789          | 89,25        | 23     | 2      |  |  |  |
|                          |                          |                          |              |              |        |        |  |  |  |
| Votes valides            | Votes valides            | Votes valides            | 789          | 89,25        |        |        |  |  |  |
| Votes blancs             | Votes blancs             | Votes blancs             | 27           | 3,05         |        |        |  |  |  |
| Votes nuls               | Votes nuls               | Votes nuls               | 68           | 7,69         |        |        |  |  |  |
| Total                    | Total                    | Total                    | 884          | 100          | 23     | 2      |  |  |  |
| Abstention               | Abstention               | Abstention               | 1 352        | 60,47        |        |        |  |  |  |
| Inscrits / participation | Inscrits / participation | Inscrits / participation | 2 236        | 39,53        |        |        |  |  |  |

### Jumelage
La commune de Camiers n'est jumelée avec aucune ville.

## Équipements et services publics

### Eau et déchets

#### Prélèvements en eau et usages
La commune a engagé une politique de développement durable en lançant une démarche d'Agenda 21 en 2003.
En 2018, la commune a prélevé 296 355 m3, d'origine à 100 % souterraine.

#### Services en production et distribution d'eau potable, assainissement collectif, assainissement non collectif
La Communauté d'agglomération des Deux Baies en Montreuillois (CA2BM) est compétente en matière de gestion de l'eau potable de la commune en gestion délégué à Véolia Eau, elle gère également l'assainissement collectif en gestion délégué et l'assainissement non collectif géré en régie par à Véolia Eau.

#### Tarifs de l'eau
au 1er janvier 2020 les tarifs sont les suivants :
- Eau potable, pour une facture de 120 m3, le m3 est facturé 1,98 euro.
- Assainissement collectif, pour une facture de 120 m3, le m3 est facturé 3,43 euros.
- Assainissement non-collectif, pour un diagnostic de bon fonctionnement et d'entretien, le montant facturé est de 100 euros[96].

#### Gestion des déchets
La gestion des déchets est organisée par la CA2BM.
La commune est à proximité de la déchèterie d'Étaples (8 km).
Un site de compostage est situé à Cucq (11 km) dont le maître d'ouvrage est Agriopale Services.

### Espaces publics
La commune est labellisée « 2 fleurs » au concours des villes et villages fleuris.

### Enseignement
La commune est située dans l'académie de Lille.
La commune administre, sur un même site, l'école communale Hervé Charpentier, avec une école maternelle et une école élémentaire avec 212 élèves (2021).

### Espaces publics
Sur le plan touristique, deux niveaux de classement sont prévus pour les communes qui développent une politique touristique sur leur territoire. Le premier niveau se matérialise par l’obtention de la dénomination en « commune touristique » et délivrée par un arrêté préfectoral pris pour une durée de cinq ans. Le second niveau, plus élevé que le premier, se matérialise par le classement en « station classée de tourisme », attribué par décret pour une durée de douze ans.
La commune de Camiers est « station classée de tourisme ».
Labellisée depuis avril 2022 d’un premier label d’écotourisme de France, elle est labellisée, depuis avril 2023, par la Fédération française des stations vertes de vacances et des villages de neige comme Station verte. C'est la deuxième commune dans le Pas-de-Calais après Montreuil-sur-Mer.
La commune bénéficie, depuis 2019, du label « villes et villages fleuris » avec une fleur. En 2022, elle obtient une deuxième fleur.

### Postes et télécommunications

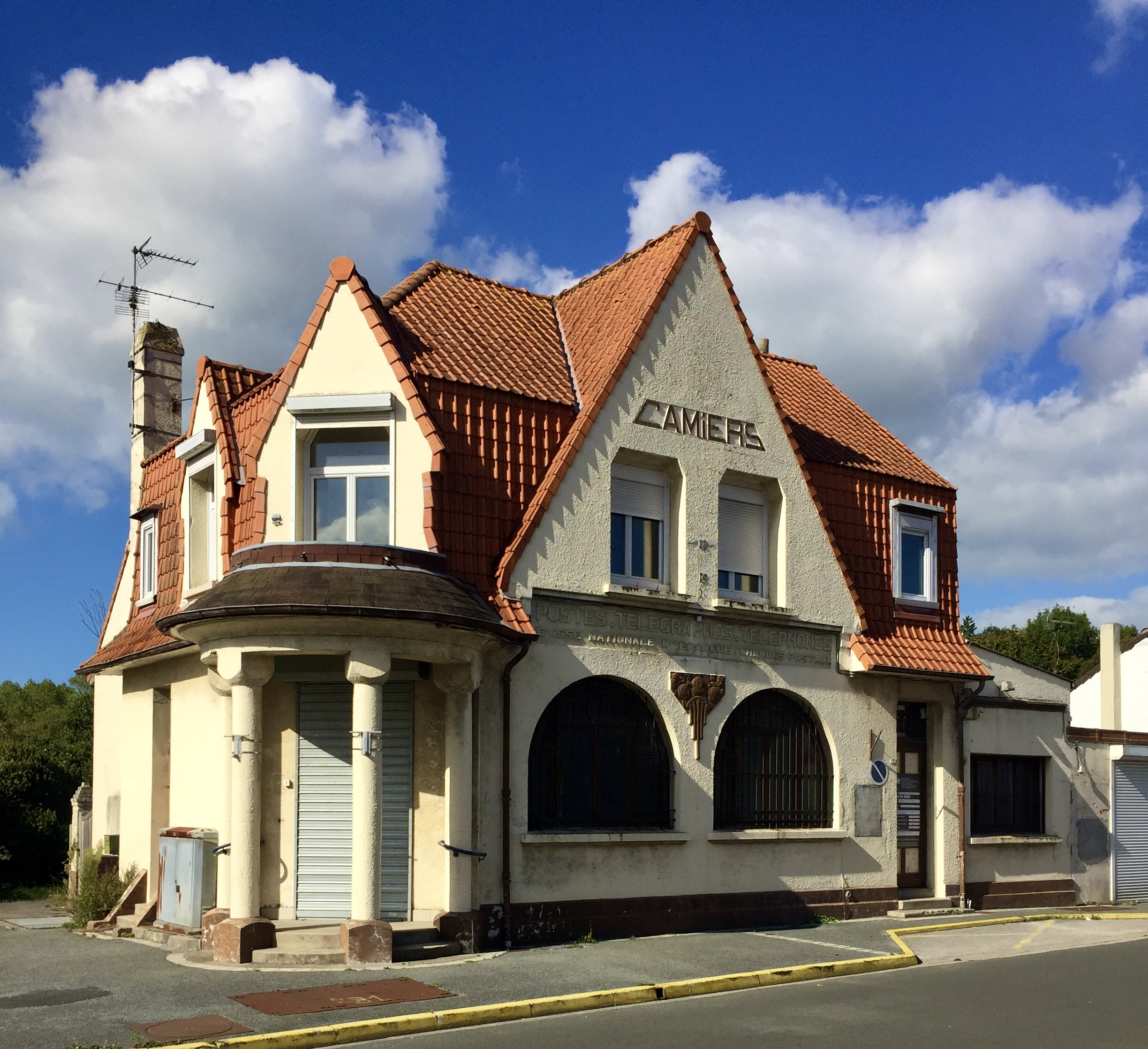
L'ancienne poste.

La commune disposait d'un bureau de poste situé au no 7 Grande-Rue.
La commune propose une connexion internet payante accessible sur l'esplanade de Sainte-Cécile.

### Santé
Les Camièrois bénéficient, d'une part, des services du centre hospitalier de l'arrondissement de Montreuil (CHAM), situé à Rang-du-Fliers, à 20 km de Camiers. Cet établissement né en 1980 s'est agrandi depuis, particulièrement en septembre 2009. Il s'est étendu sans cesse et offre aujourd'hui plus de 900 lits et places et d'autre part, de la clinique des acacias, au hameau de Trépied, à Cucq. Cette clinique, créée en 1958, fait partie de la fondation Hopale, et dispose de 108 lits.
Pour les personnes âgées, la commune dispose d'un Établissement d'hébergement pour personnes âgées dépendantes (Ehpad), l'institut Calmette situé rue de Widehem.

### Justice, sécurité, secours et défense

#### Justice
La commune relève du tribunal de proximité de Montreuil-sur-Mer, du tribunal judiciaire de Boulogne-sur-Mer, de la cour d'appel d'Amiens et de Douai, du tribunal pour enfants de Boulogne-sur-Mer, du conseil de prud'hommes de Boulogne-sur-Mer, du tribunal de commerce de Boulogne-sur-Mer et du tribunal paritaire des baux ruraux de Boulogne-sur-Mer, Calais et Montreuil-sur-Mer.

#### Sécurité
La commune est dans la compétence territoriale de brigade de gendarmerie d'Étaples, au no 1 avenue du Blanc-Pavé, dont le territoire de compétence comprend les communes : Cormont, Étaples, Frencq, Hubersent, Lefaux, Tubersent et Widehem,.

#### Secours
La commune est sous la responsabilité du centre d'incendie et de secours (CIS) d'Étaples.

## Population et société

### Démographie
Les habitants sont appelés les Camiérois.

#### Évolution démographique
L'évolution du nombre d'habitants est connue à travers les recensements de la population effectués dans la commune depuis 1793. Pour les communes de moins de 10 000 habitants, une enquête de recensement portant sur toute la population est réalisée tous les cinq ans, les populations de référence des années intermédiaires étant quant à elles estimées par interpolation ou extrapolation. Pour la commune, le premier recensement exhaustif entrant dans le cadre du nouveau dispositif a été réalisé en 2008.

En 2022, la commune comptait 2 633 habitants, en évolution de −1,94 % par rapport à 2016 (Pas-de-Calais : −0,72 %, France hors Mayotte : +2,11 %).
| 1793 | 1800 | 1806 | 1821 | 1831 | 1836 | 1841 | 1846 | 1851 |
| ---- | ---- | ---- | ---- | ---- | ---- | ---- | ---- | ---- |
| 396  | 367  | 410  | 439  | 463  | 529  | 542  | 574  | 579  |

| 1856 | 1861 | 1866 | 1872 | 1876 | 1881 | 1886 | 1891 | 1896 |
| ---- | ---- | ---- | ---- | ---- | ---- | ---- | ---- | ---- |
| 600  | 669  | 624  | 661  | 665  | 665  | 792  | 860  | 906  |

| 1901 | 1906 | 1911 | 1921  | 1926  | 1931  | 1936  | 1946  | 1954  |
| ---- | ---- | ---- | ----- | ----- | ----- | ----- | ----- | ----- |
| 894  | 966  | 976  | 1 218 | 1 684 | 1 723 | 1 865 | 1 214 | 1 922 |

| 1962  | 1968  | 1975  | 1982  | 1990  | 1999  | 2006  | 2008  | 2013  |
| ----- | ----- | ----- | ----- | ----- | ----- | ----- | ----- | ----- |
| 1 764 | 2 088 | 2 064 | 2 093 | 2 176 | 2 252 | 2 605 | 2 703 | 2 636 |

| 2018  | 2022  | - | - | - | - | - | - | - |
| ----- | ----- | - | - | - | - | - | - | - |
| 2 748 | 2 633 | - | - | - | - | - | - | - |

#### Pyramide des âges
En 2018, le taux de personnes d'un âge inférieur à 30 ans s'élève à 30,1 %, soit en dessous de la moyenne départementale (36,7 %). À l'inverse, le taux de personnes d'âge supérieur à 60 ans est de 31,4 % la même année, alors qu'il est de 24,9 % au niveau départemental.
En 2018, la commune comptait 1 318 hommes pour 1 430 femmes, soit un taux de 52,04 % de femmes, légèrement supérieur au taux départemental (51,5 %).
Les pyramides des âges de la commune et du département s'établissent comme suit.
| Hommes | Classe d’âge | Femmes |
| ------ | ------------ | ------ |
| 0,6    | 90 ou +      | 2,3    |
| 6,6    | 75-89 ans    | 9,5    |
| 20,7   | 60-74 ans    | 22,8   |
| 21,7   | 45-59 ans    | 19,4   |
| 17,9   | 30-44 ans    | 18,0   |
| 16,3   | 15-29 ans    | 12,1   |
| 16,2   | 0-14 ans     | 15,9   |

| Hommes | Classe d’âge | Femmes |
| ------ | ------------ | ------ |
| 0,5    | 90 ou +      | 1,6    |
| 5,6    | 75-89 ans    | 8,9    |
| 16,7   | 60-74 ans    | 18,1   |
| 20,2   | 45-59 ans    | 19,2   |
| 18,9   | 30-44 ans    | 18,1   |
| 18,2   | 15-29 ans    | 16,2   |
| 19,9   | 0-14 ans     | 17,9   |

### Manifestations culturelles et festivités
Depuis 2017, se déroule, début septembre pendant trois jours, sur l'esplanade et la plage de Sainte-Cécile, le « Côte d’Opale Freerider fest », festival de sport de glisse. Plus de trente riders et sportifs français et internationaux de haut niveau y participent dans des disciplines comme : le roller, le BMX, la trottinette, le skateboard, le skimboard, la Slackline et le char à voile.

### Sports et loisirs

#### Sports nautiques
La commune avec Sainte-Cécile, avec son front de mer et sa vaste plage, est naturellement tournée vers les sports nautiques, comme l'école municipale de char à voile, avec le club « Au gré du vent ».
Ci-dessous quelques images de la course de chars à voile du grand prix national de Camiers de mars 2019 sur la plage de Sainte-Cécile.

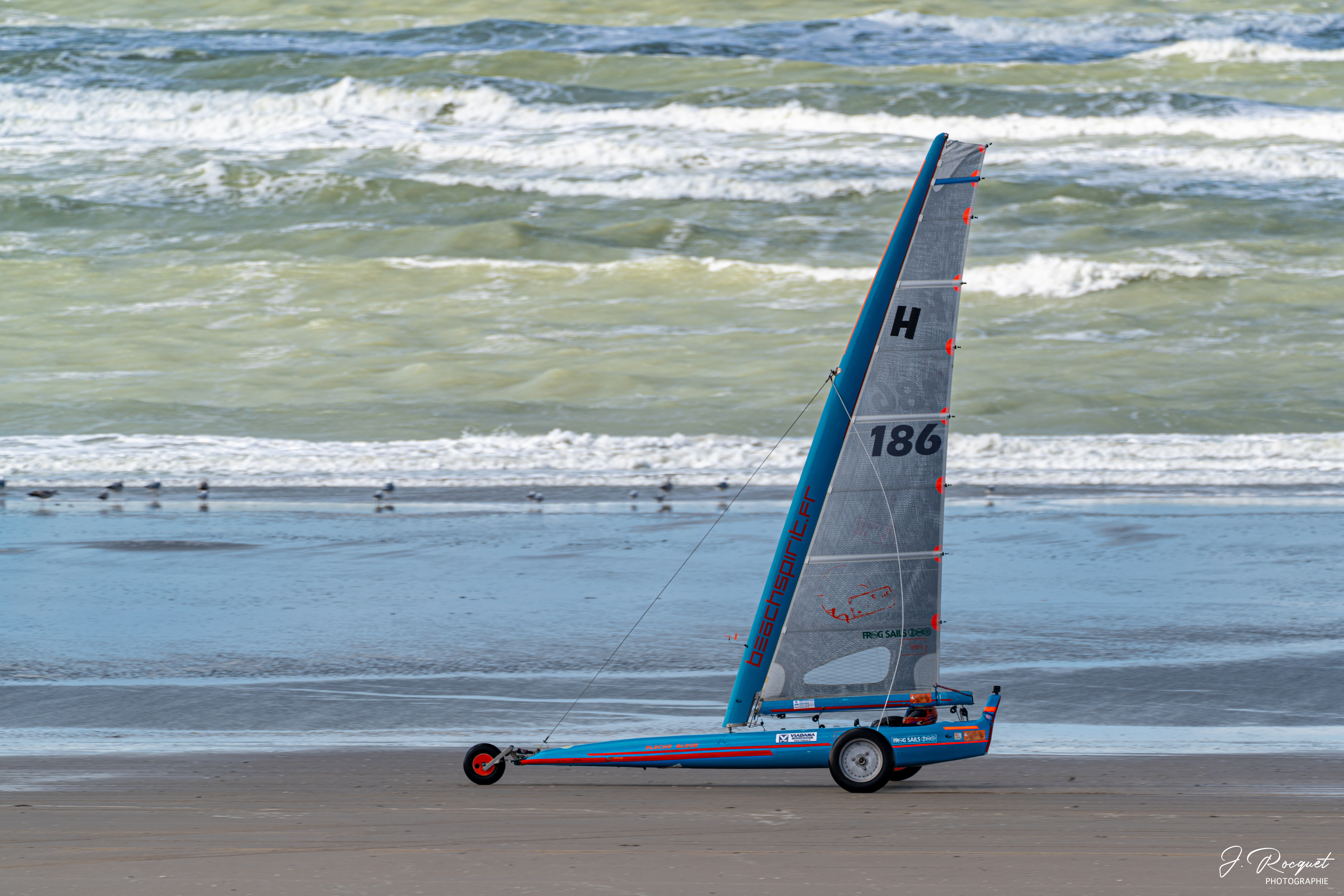
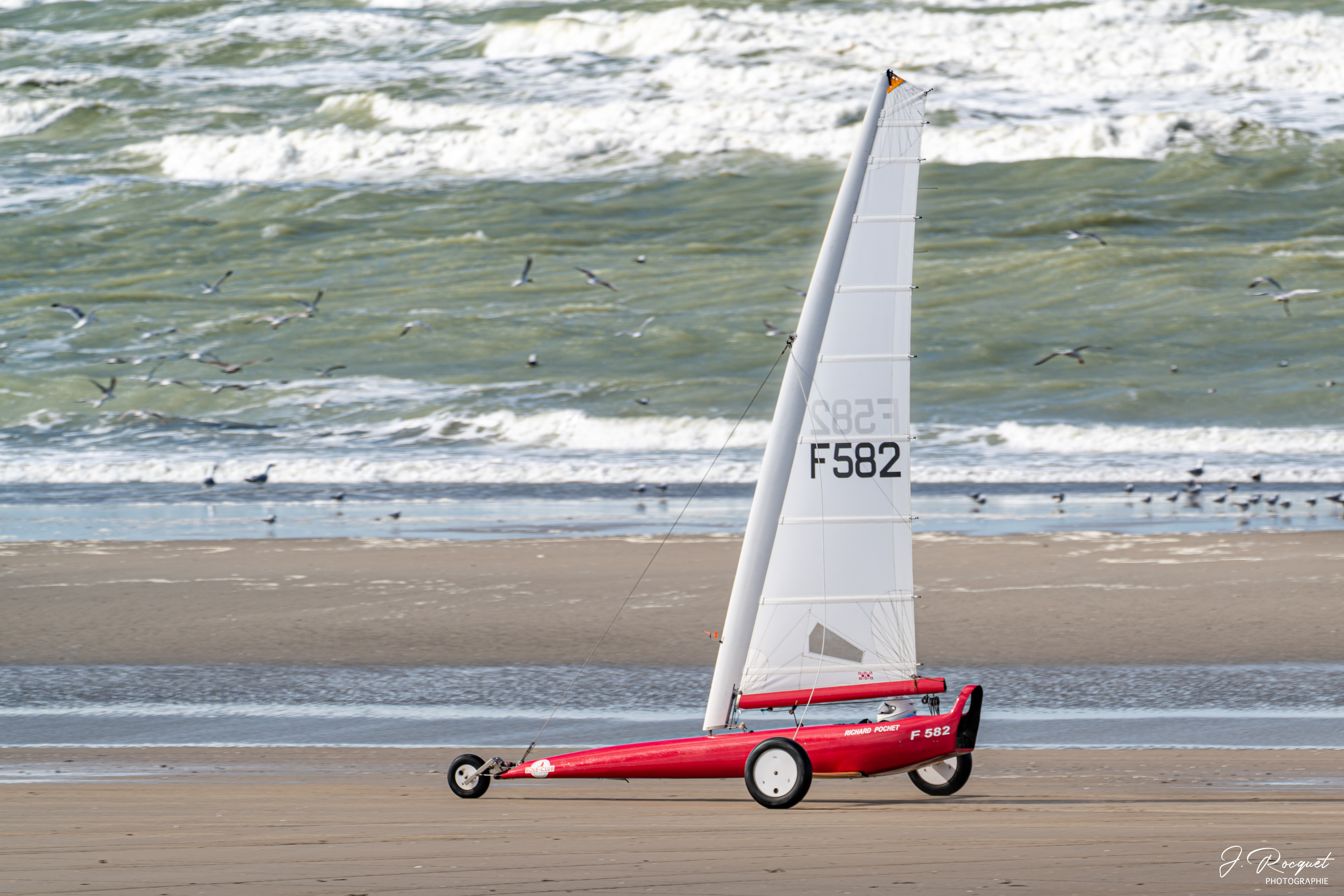
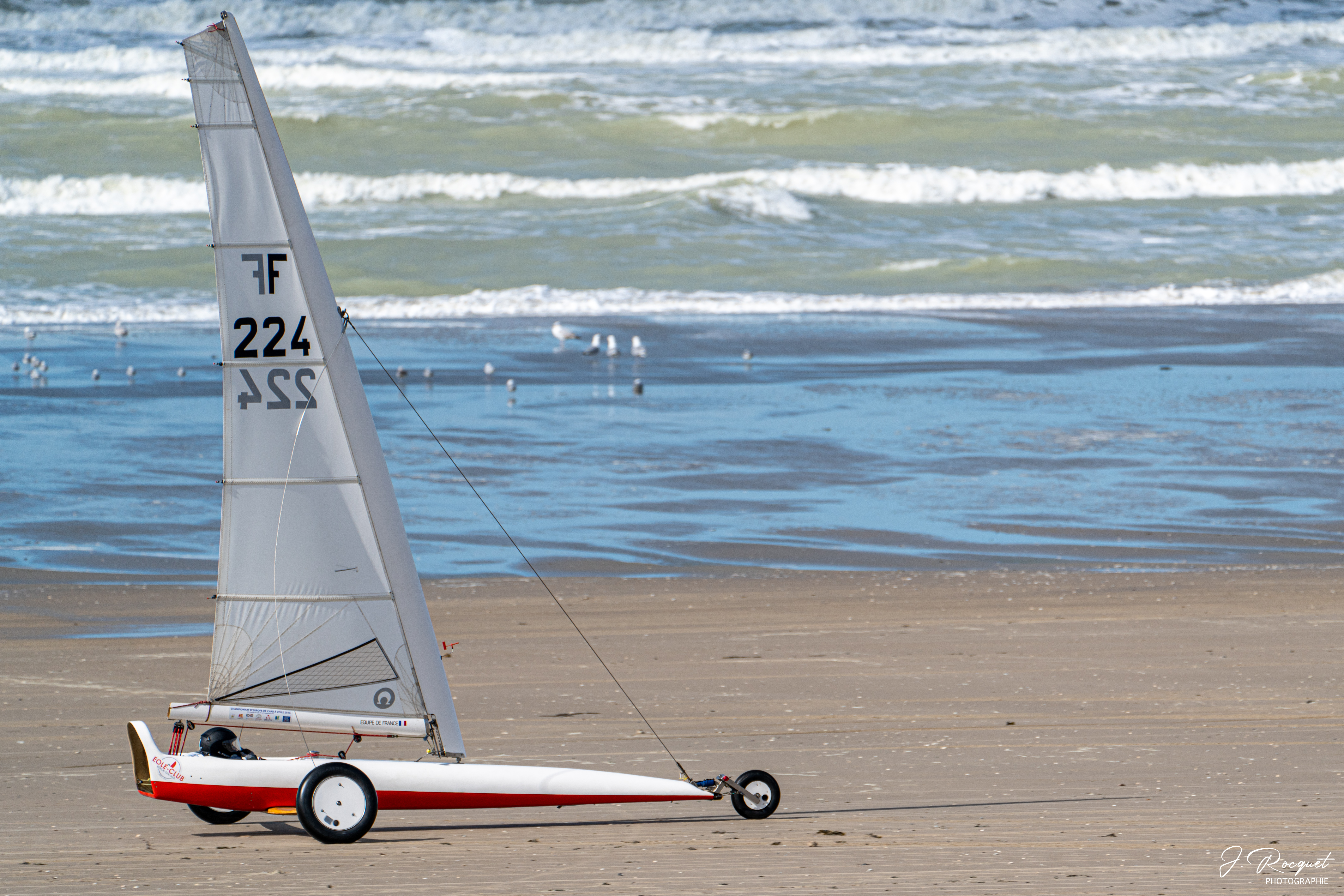
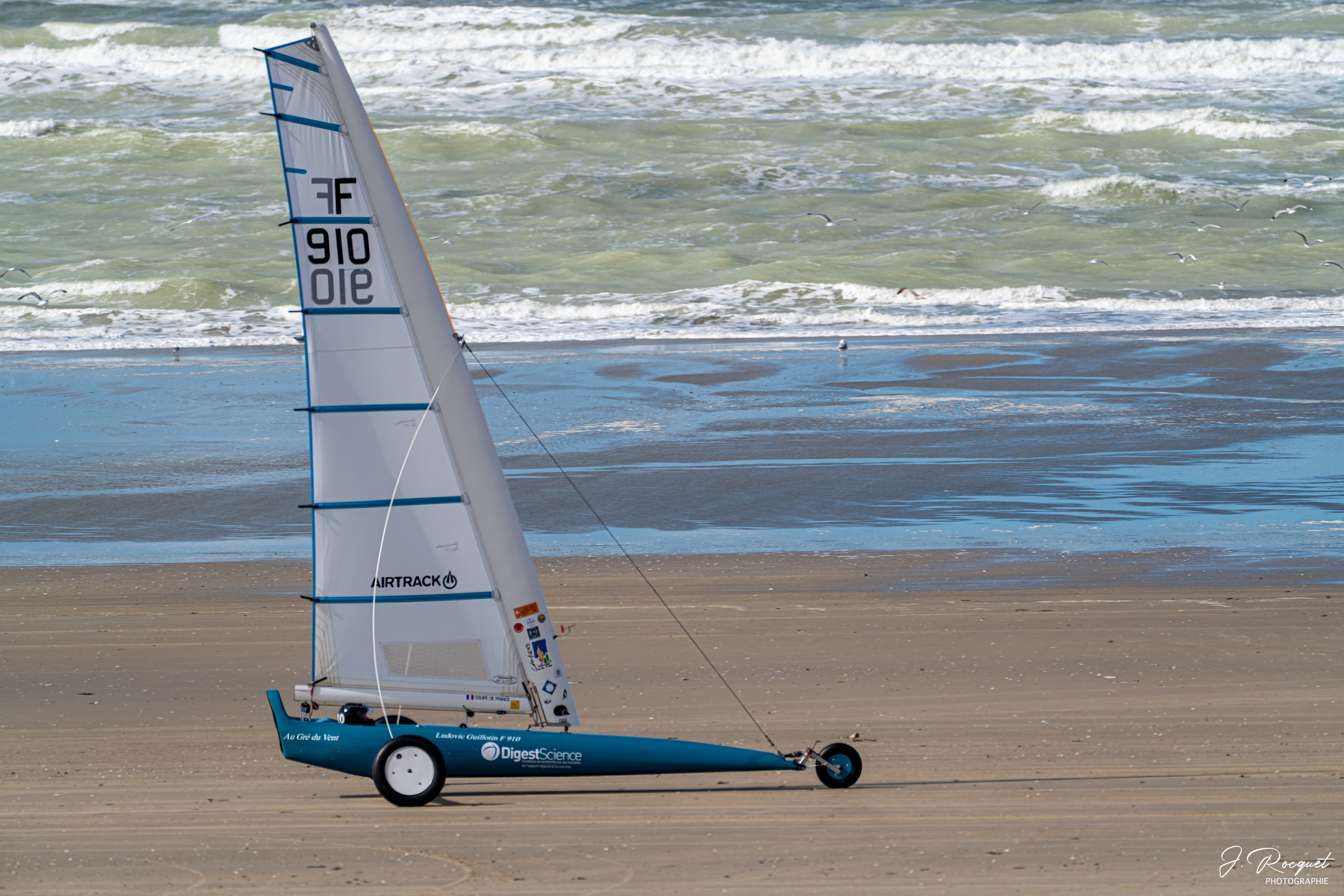
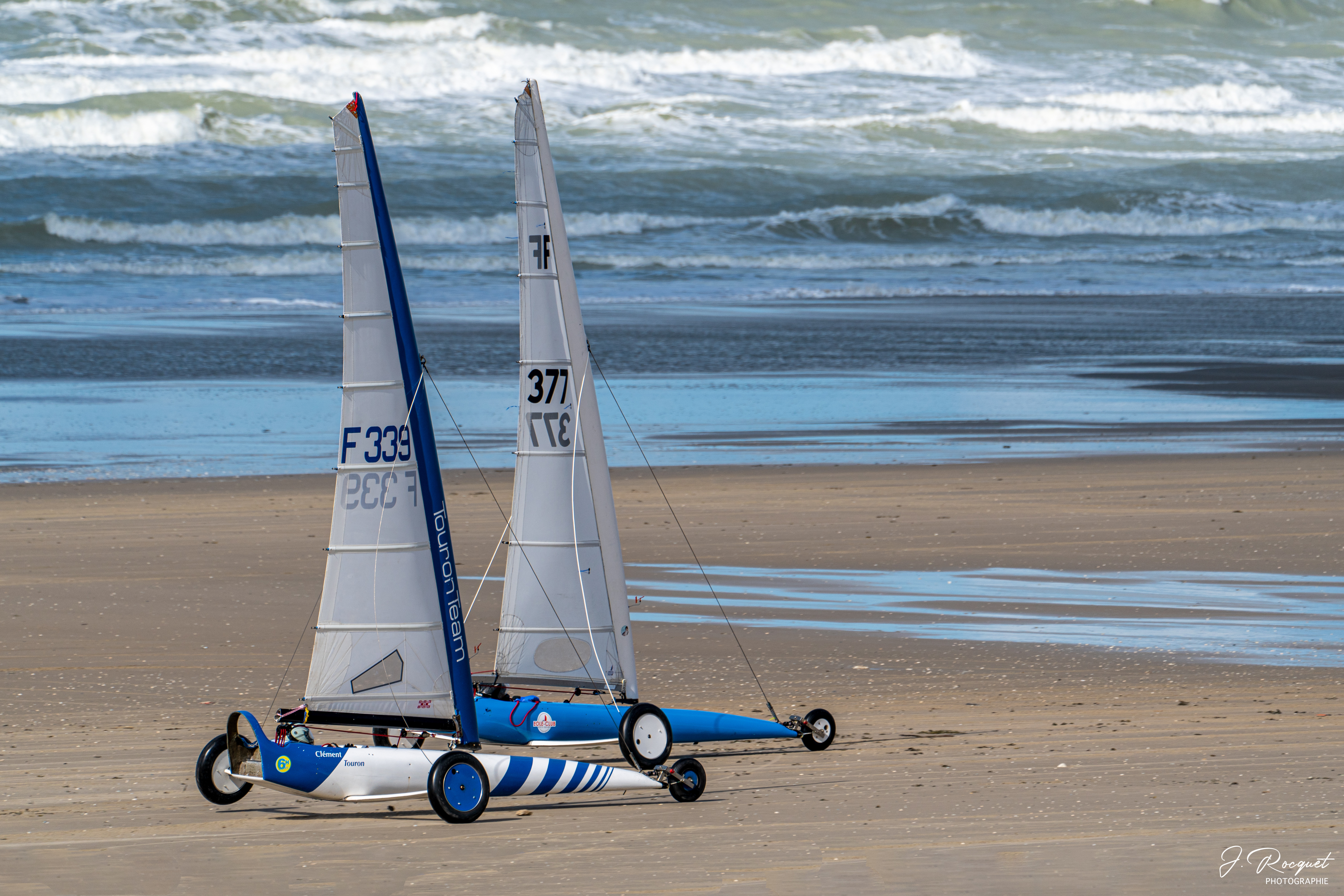

En 2022, la commune accueille les 54e championnats d'Europe de char à voile, organisés par le club « au gré du Vent », sous l'égide de la fédération internationale du char à voile, épreuve qui devait se dérouler du 3 au 9 octobre 2020 mais qui, pour des raisons sanitaires liées à la pandémie de Covid-19, sont, d'abord, reportés en 2021, de fin septembre à début octobre, puis finalement du 1er au 7 octobre 2022.
Le club « au gré des vagues » propose des activités en mer comme le paddle, le kayak de mer et le longe-côte.

#### Autres sports
La commune propose, avec les associations, différentes activités comme le football avec l'amicale laïque de Camiers, l'espace fitness, le tennis, le badminton, le tennis de table, la gymnastique…
Elle dispose d'un parc Opalaventure doté d'un parc accrobranche.
Lorsque la météo et la marée s'y prêtent, on peut voir des chiens d'attelage, avec leur musher, venir s'entrainer sur l'estran entre la plage de Sainte-Cécile et de Saint-Gabriel.

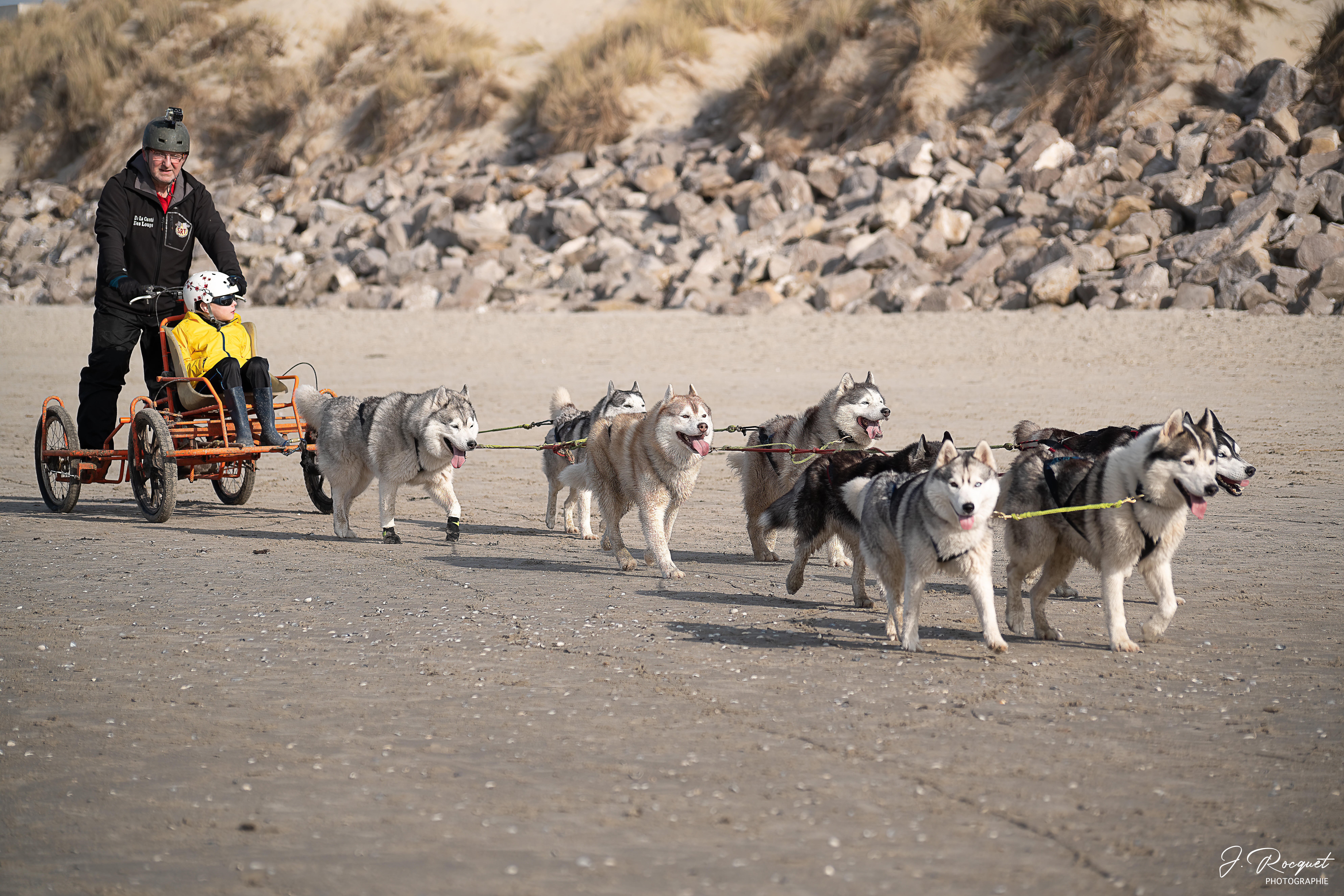
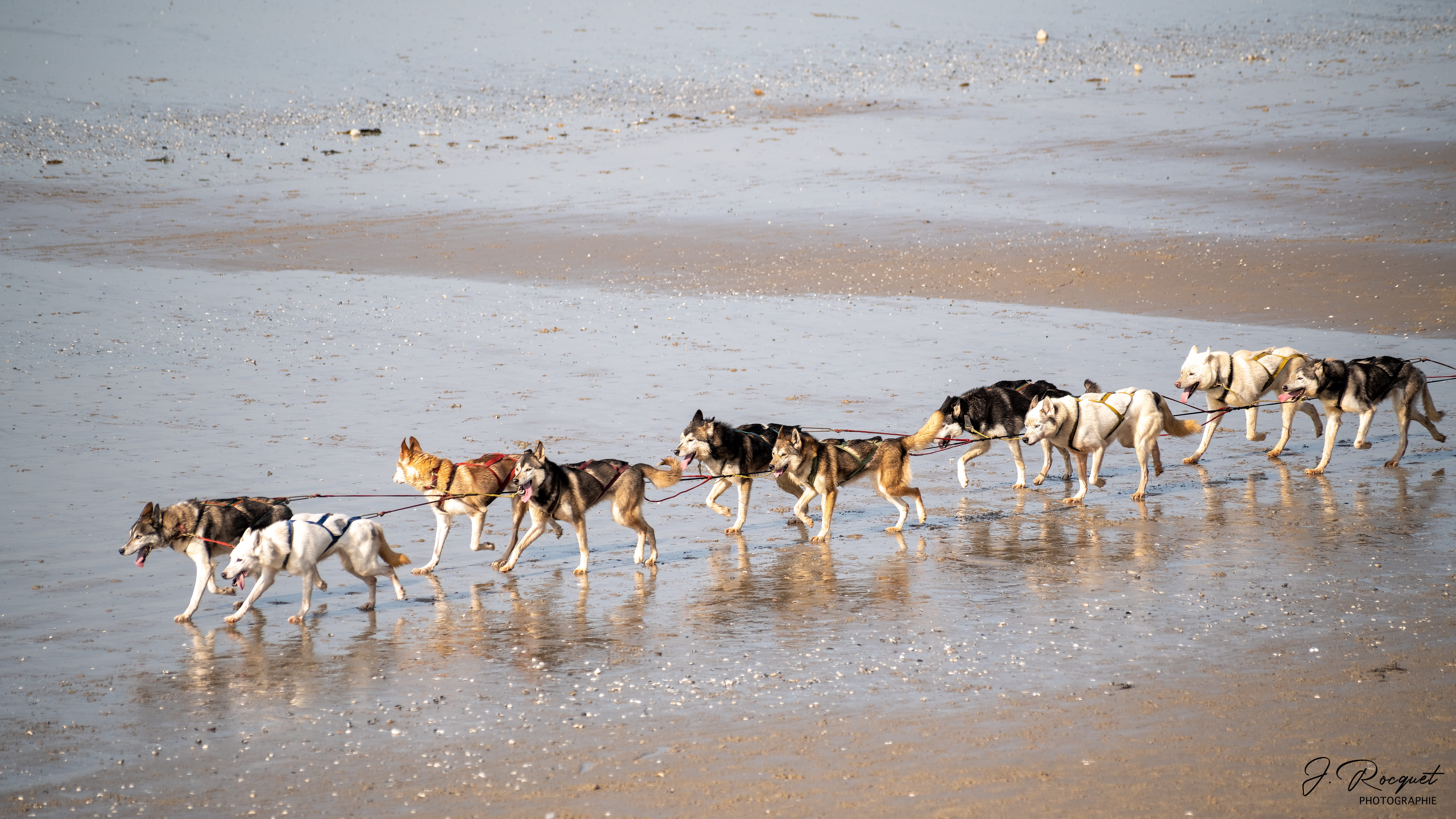
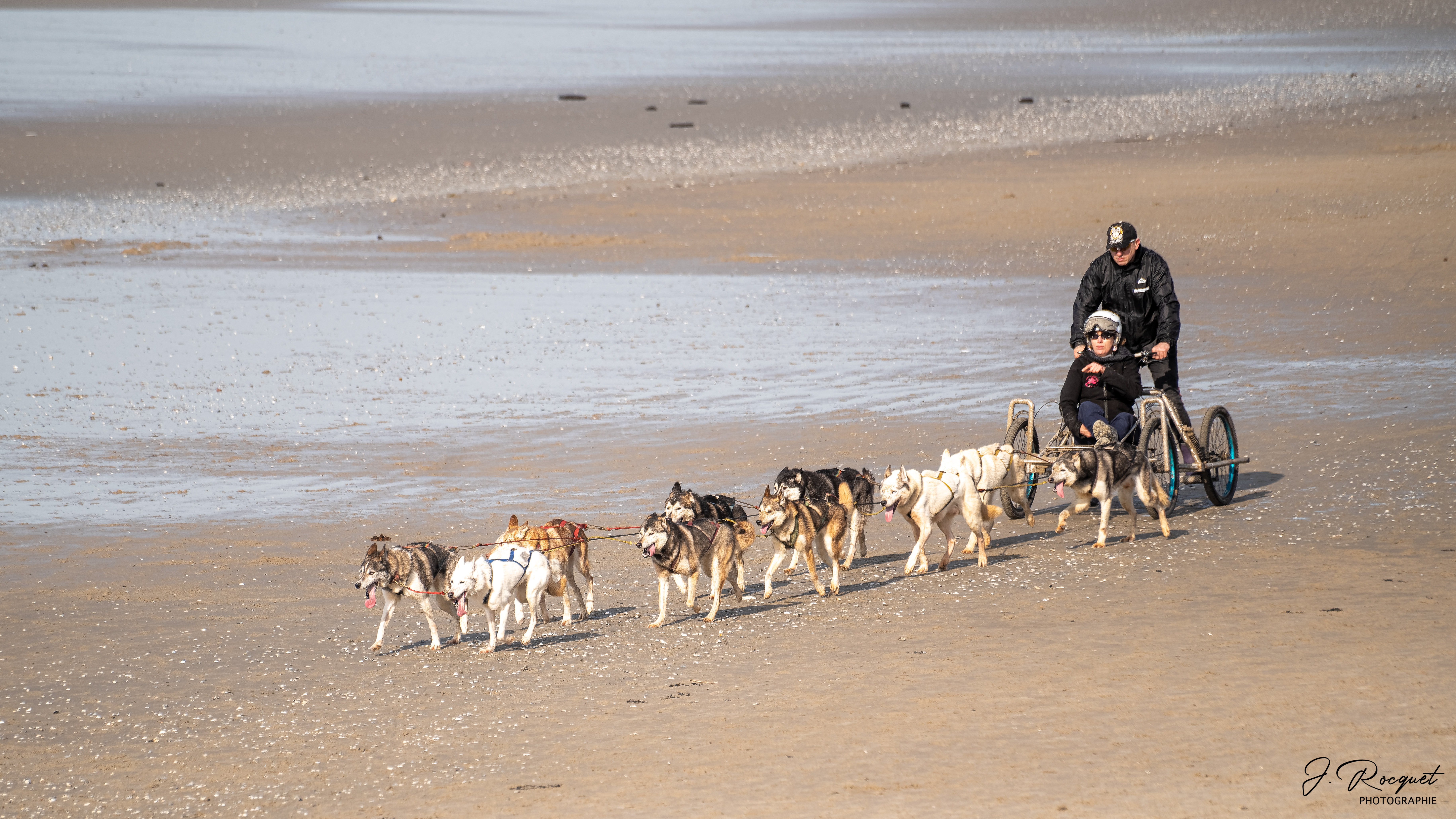

La plage de Sainte-Cécile est parfois le théâtre d'entraînements de chiens de sauvetage. L'évènement attire un public de cinophyles venus apprécier les évolutions des terre-neuve, labradors et leonbergs. Ces chiens qui sont régulièrement entraînés en eau douce et calme viennent s'aguerrir à l'eau salée plus agitée. Assez prudents au début, les bêtes finissent par jouer dans les vagues donnant lieu à quelques scène cocasses qui font la joie des spectateurs.
Ci-dessous quelques images de la réunion consacrée aux terre-neuve le dimanche 9 mai 2021.

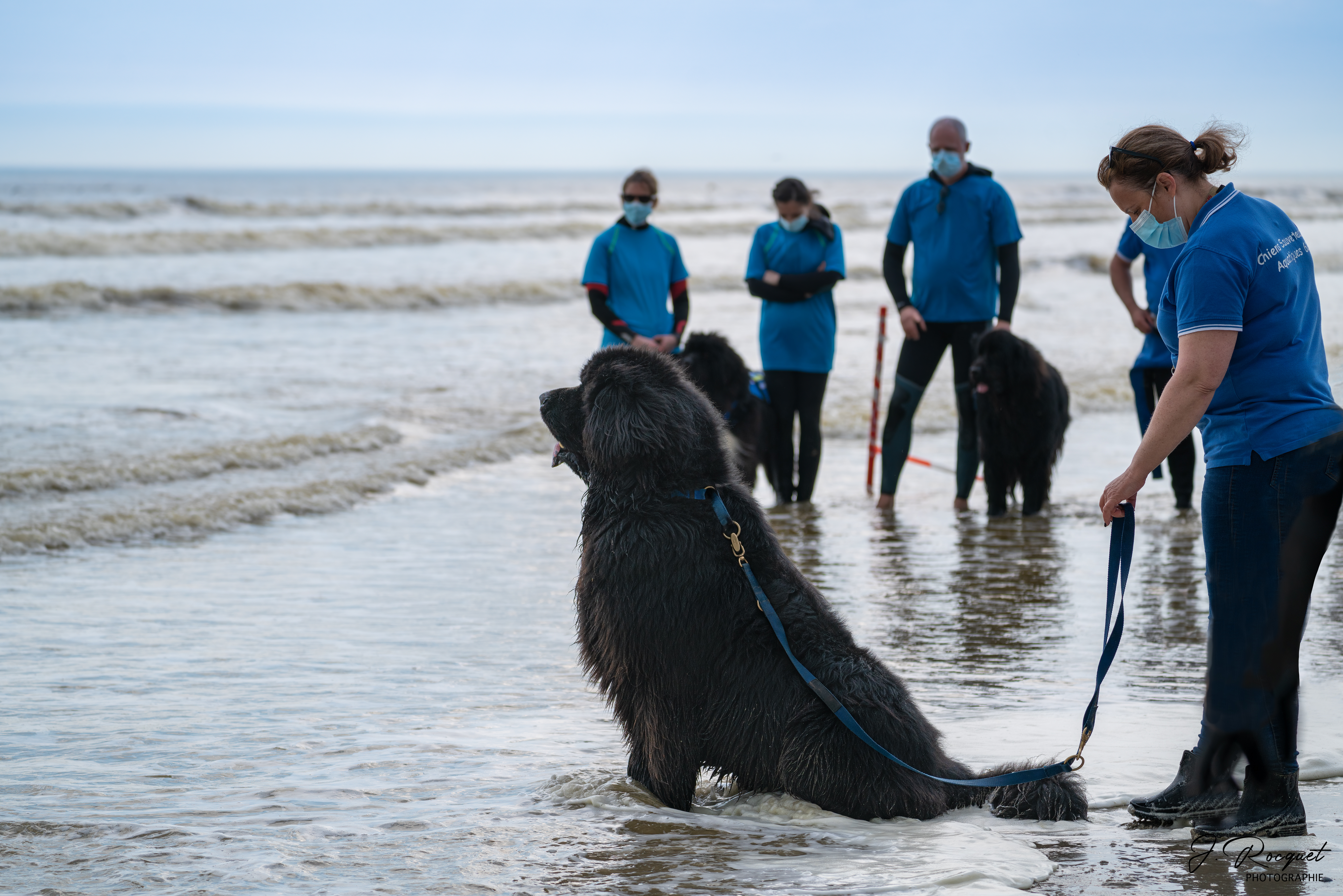
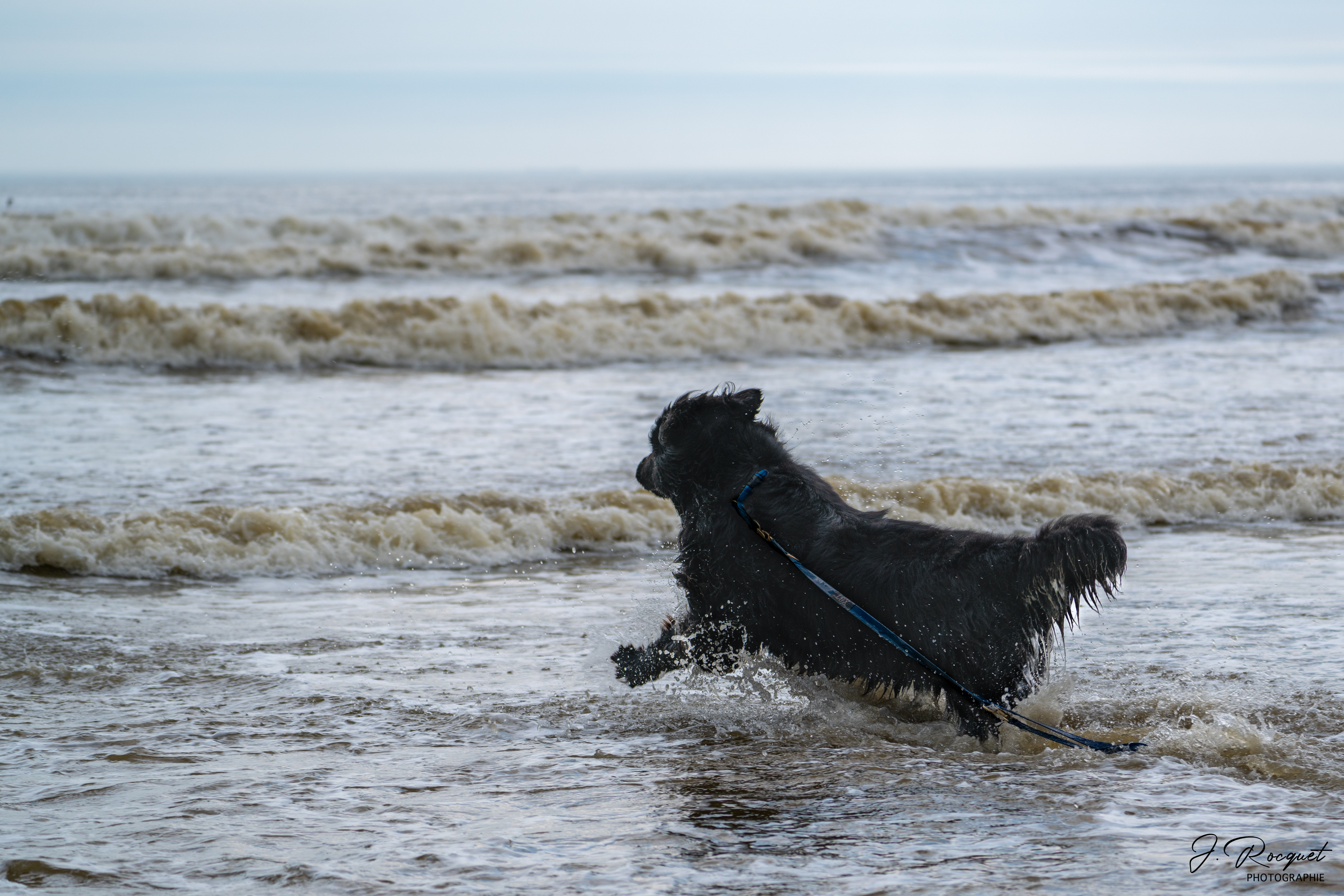
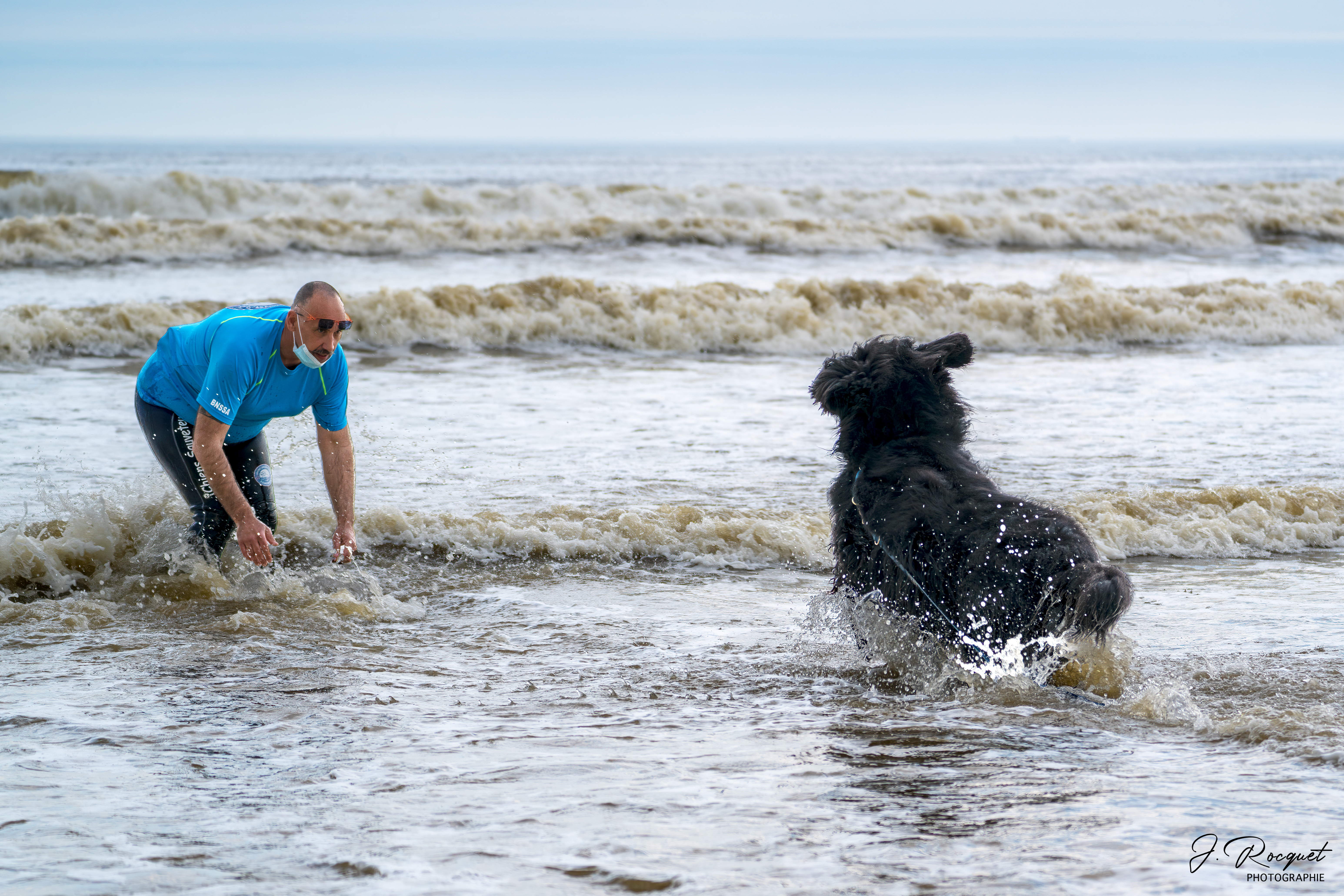
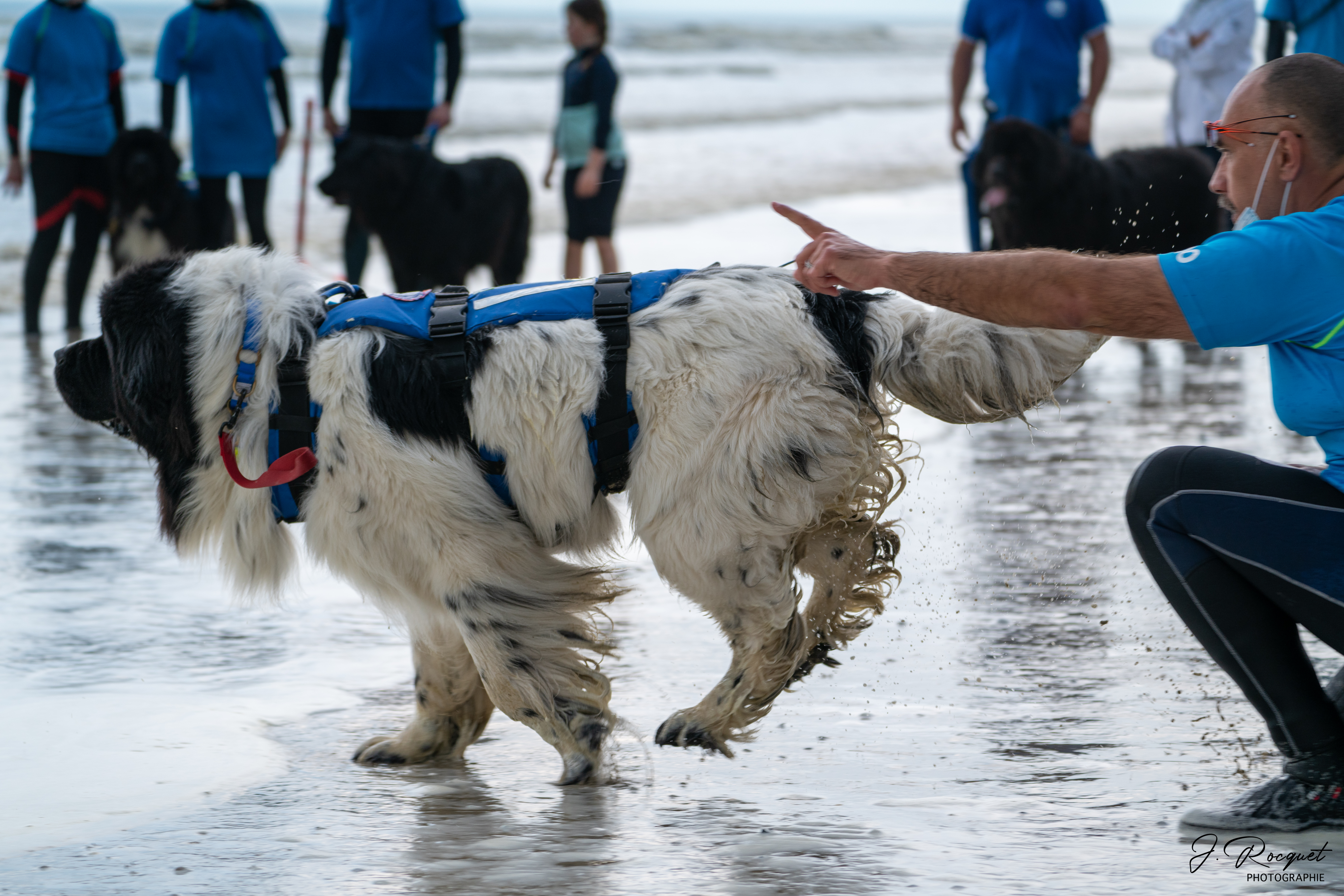
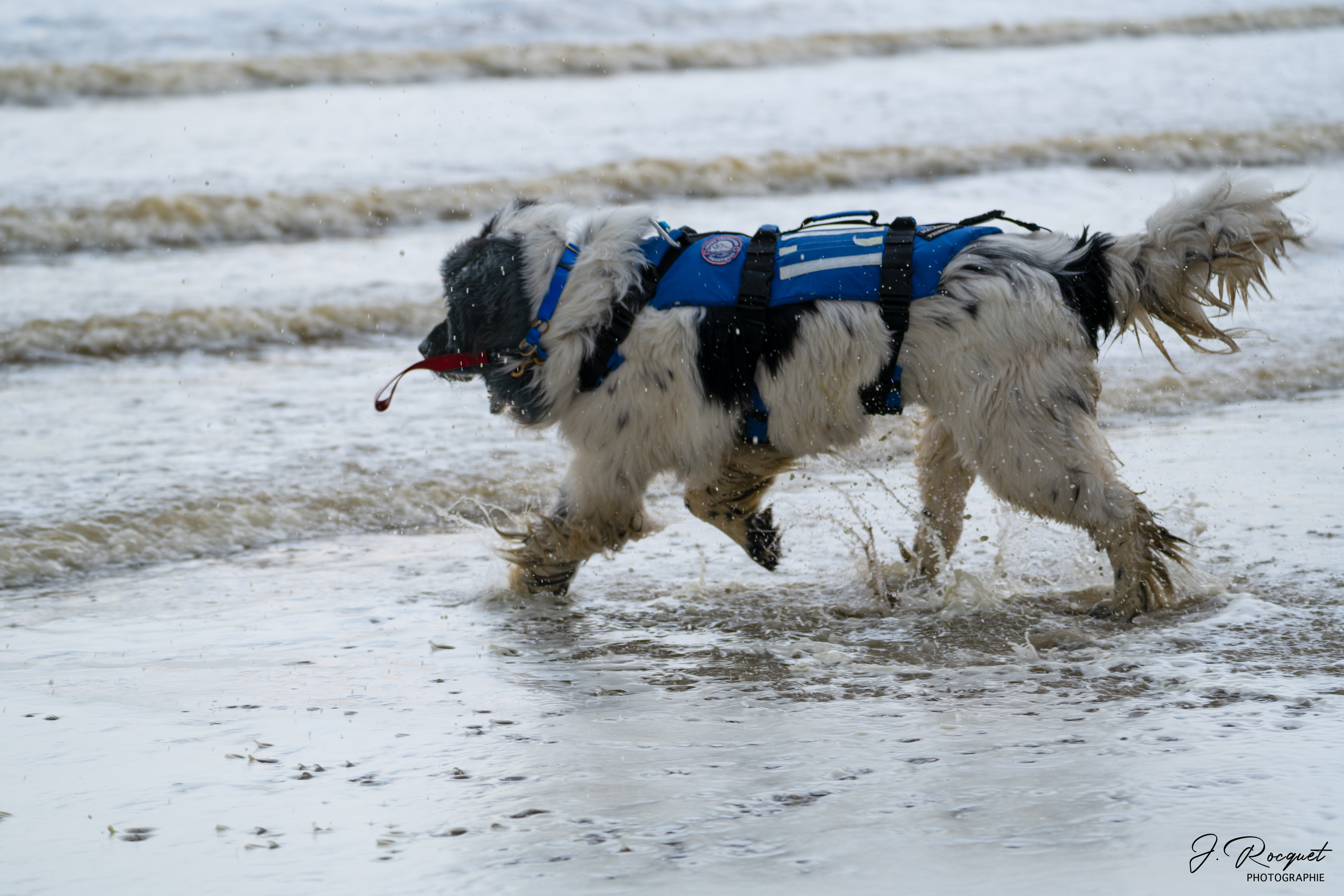

#### Trail de la passe-pierre
Mai 2025, voit se dérouler la 8e édition du trail de la passe-pierre organisé par les communes du Touquet-Paris-Plage, d'Étaples et de Camiers où 1 150 participants sont attendus sur l'évènement. Cette course propose, pour deux épreuves, la possibilité de traverser la Canche à pied. Trois épreuves sont proposés : « La Tranquille » (neuf kilomètres), « La Douce » (dix kilomètres) et « La Terrible » (Vingt kilomètres).

#### Sentiers pédestres
Le sentier de grande randonnée GR 120 ou GR littoral (partie du sentier européen E9 allant du Portugal à l'Estonie), appelé aussi sentier des douaniers, traverse la commune en longeant la côte et la réserve naturelle nationale de la baie de Canche.
Un chemin de randonnée PR (Promenades & Randonnées) parcourt la commune, en partant du centre de la commune, et, passant par l'est, rejoint l'entrée ouest d'Étaples.
On peut découvrir la réserve naturelle de la baie de Canche en empruntant le sentier de la butte aux signaux, celui-ci forme une boucle de 2,3 km au travers de zones boisés. Avec un point culminant à 57 mètres d'altitude, il offre un panorama sur l’estuaire de la Canche. Pour trouver le sentier, en venant d’Étaples, empruntez la D 940 en direction de Camiers, puis tournez à droite pour prendre la D 148E6 toujours en direction de Camiers et cent mètres après la bifurcation, on trouve le parking, point de départ de la randonnée.

#### Pistes cyclables
La piste cyclable « La Vélomaritime », partie côtière française de la « Véloroute de l’Europe - EuroVelo 4 », qui relie Roscoff en France à Kiev en Ukraine sur 4 000 km, traverse la commune du nord au sud et une piste cyclable relie la vélomaritime à la station balnéaire de Sainte-Cécile,,.

### Vie associative
La commune, toujours au travers des associations propose de nombreuses activités à découvrir sur le site de la commune.

### Cultes
Le territoire de la commune est rattaché à la paroisse de « Notre-Dame de foy » au sein du doyenné de Berck-Montreuil, dépendant du diocèse d'Arras. Ce doyenné couvre 68 communes.
La commune dispose de deux lieux de culte, l'église Notre-Dame-de-la-Mer, sise rue de l'Église et la chapelle Saint-Félicien sise rue des Lys à Sainte-Cécile.

### Média
Le quotidien régional La Voix du Nord publie une édition locale pour le Montreuillois.
La commune est couverte par les programmes de France 3 Nord-Pas-de-Calais. Jusqu'en 2014, on pouvait également recevoir les programmes d'Opal'TV. Actuellement, la commune est également couverte par BFM Grand Littoral.

## Économie

### Revenus de la population et fiscalité
En 2018, le revenu fiscal médian par ménage, de la commune de Camiers, est de 20 030 €, pour un revenu fiscal médian en métropole de 21 730 €.
En 2018, 53 % des foyers fiscaux ne sont pas imposables.

### Emploi
La commune de Camiers fait partie, selon l'INSEE, de l'unité urbaine de Camiers, de l'aire d'attraction des villes d'Étaples - Le Touquet-Paris-Plage et de la zone d’emploi et du bassin de vie de Berck.
La commune est composée de 34,1 % de personnes n'ayant pas d'activité professionnelle (25,9 % en métropole), qui se décompose en retraités (11 %) et personnes n’exerçant pas une activité professionnelle, étudiants et autres inactifs (23,1 %) :
|           | Agriculteurs | Artisans, commerçants, chefs d'entreprise | Cadres, professions intellectuelles | Professions intermédiaires | Employés | Ouvriers | Retraités | Autres personnes sans activité professionnelle |
| --------- | ------------ | ----------------------------------------- | ----------------------------------- | -------------------------- | -------- | -------- | --------- | ---------------------------------------------- |
| Camiers   | 0,2 %        | 3,3 %                                     | 2,8 %                               | 11,5 %                     | 17,6 %   | 11,1 %   | 34,1 %    | 19,3 %                                         |
| Métropole | 0,8 %        | 3,5 %                                     | 9,5 %                               | 14,2 %                     | 16,1 %   | 12,2 %   | 27,2 %    | 16,5 %                                         |

|           | Agriculture | Industrie | Construction | Commerce, transports, services divers | Administration publique, enseignement, santé, action sociale |
| --------- | ----------- | --------- | ------------ | ------------------------------------- | ------------------------------------------------------------ |
| Camiers   | 0,7 %       | 0,0 %     | 4,5 %        | 26,4 %                                | 68,4 %                                                       |
| Métropole | 2,6 %       | 12,2 %    | 6,4 %        | 46,8 %                                | 32 %                                                         |

En 2017, le taux de chômage est de 15,5 % alors qu'il était de 18,1 % en 2012. Sur 100 actifs, 76 travaillent dans une autre commune que leur commune de résidence.

### Entreprises et commerces
Au 31 décembre 2018, la commune de Camiers comptait 143 établissements (hors agriculture) : 7 dans l'industrie, 17 dans la construction, 60 dans le commerce de gros et de détail, transport, hébergement et restauration, 1 dans l'information et communication, 2 dans l'activité financières et l'assurance, 5 dans l'activité immobilière, 11 dans l'activité spécialisée, scientifique et technique et activité de service administratif et de soutien, 24 dans le secteur administratif et 16 dans les autres activités de services.
En 2019, 20 entreprises ont été créées.
Un marché de plein-air hebdomadaire en période estivale (de juin à septembre) tous les lundis et jeudis, parking des Oyats à Sainte-Cécile.

#### Agriculture
La commune de Camiers fait partie de la petite région agricole des « Bas-champs picards ».
En 2010, on comptait 3 exploitations agricoles, pour une superficie agricole utilisée de 244 hectares.

### Tourisme

#### Hôtellerie, camping et autres hébergements collectifs
Au 1er janvier 2025, la commune dispose d'un hôtel pour une capacité totale de 25 chambres, de cinq campings totalisant 1 656 emplacements et d'un autre type d'hébergement collectif disposant de 334 places de lit.

## Culture locale et patrimoine

### Lieux et monuments

#### Construction inscrite au patrimoine architectural du ministère de la Culture
La commune a une construction inscrite au patrimoine architectural du ministère de la Culture, la chapelle Saint-Félicien située à Sainte-Cécile-Plage, et qui a bénéficié du label « Patrimoine du XXe siècle »

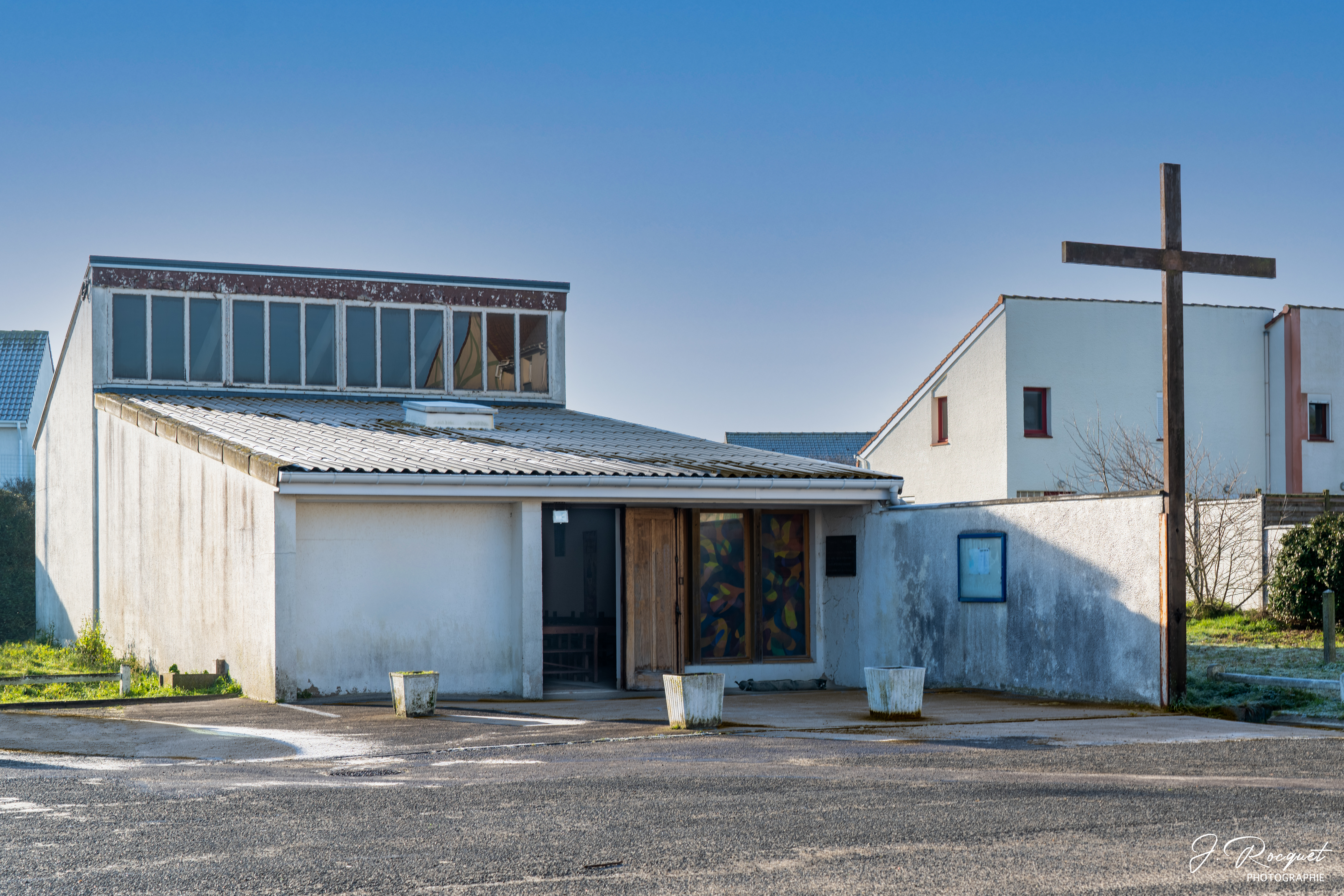
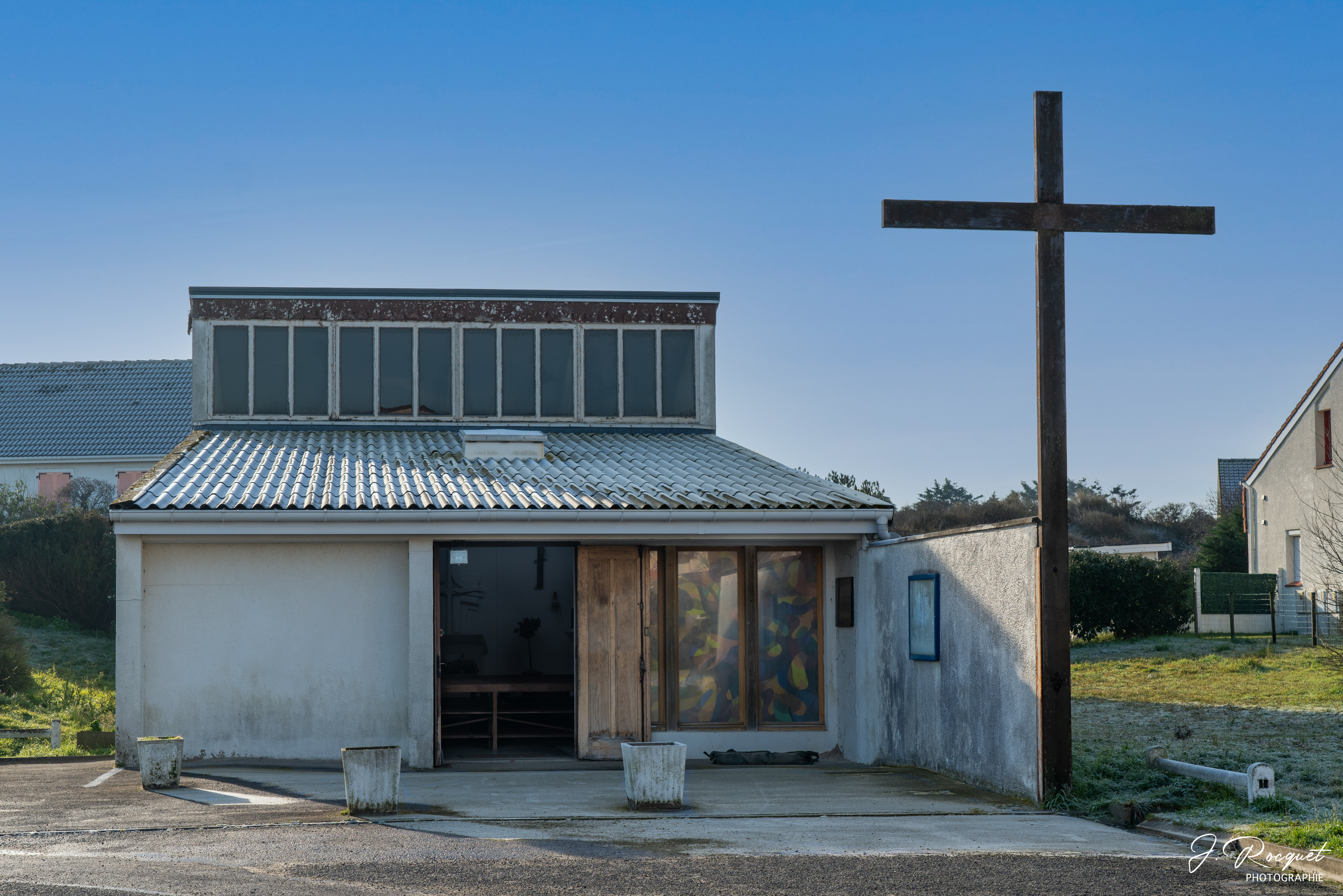
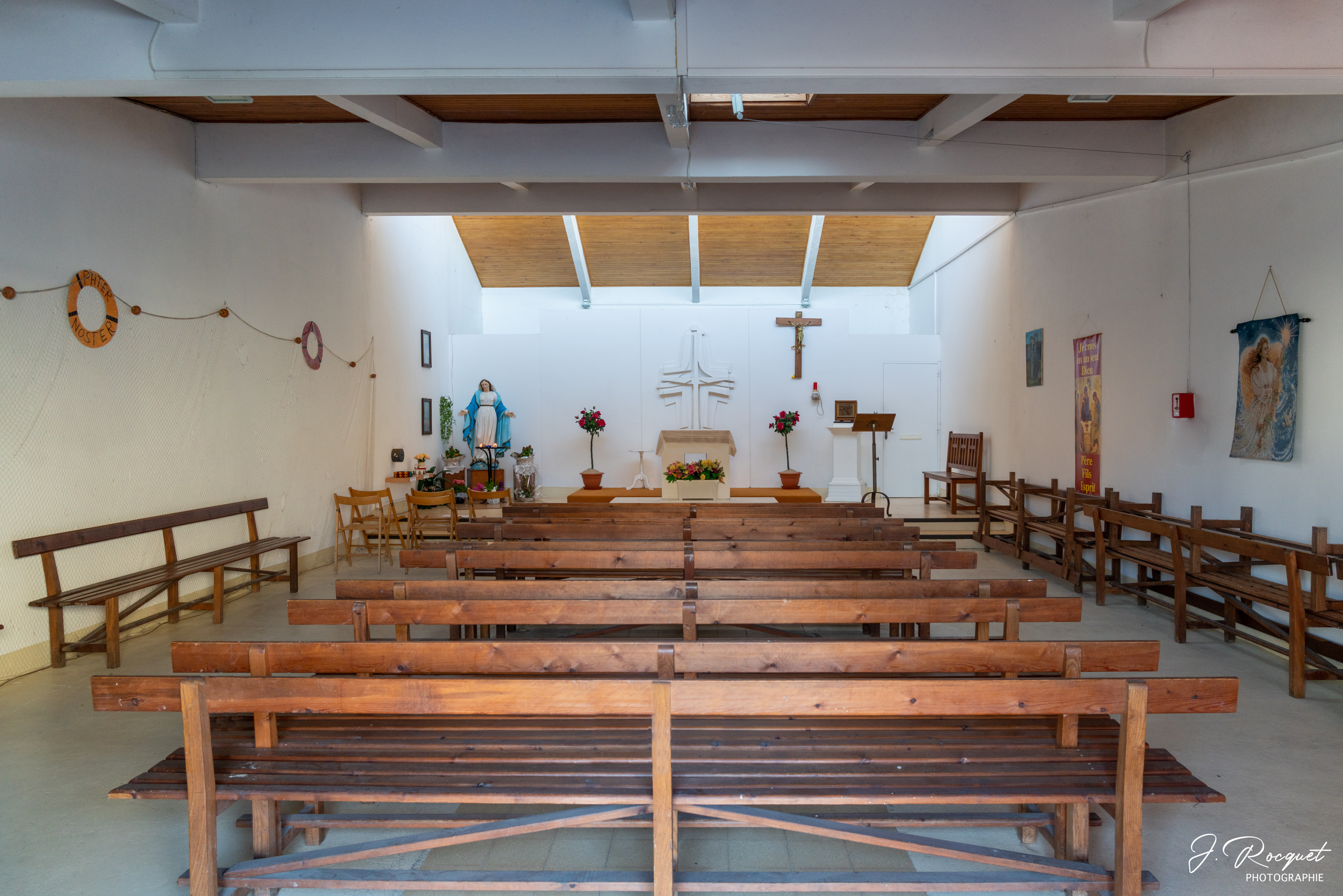

La chapelle Saint-Félicien a été rénovée et a fait l'objet d'une importante extension financée par un don anonyme en collaboration avec le diocèse d'Arras. L'ensemble, de style contemporain rappelant la mer toute proche, s'est achevé le 28 juin 2024, date de sa consécration. Le clocher original en double croix supporte une cloche baptisée Halina.

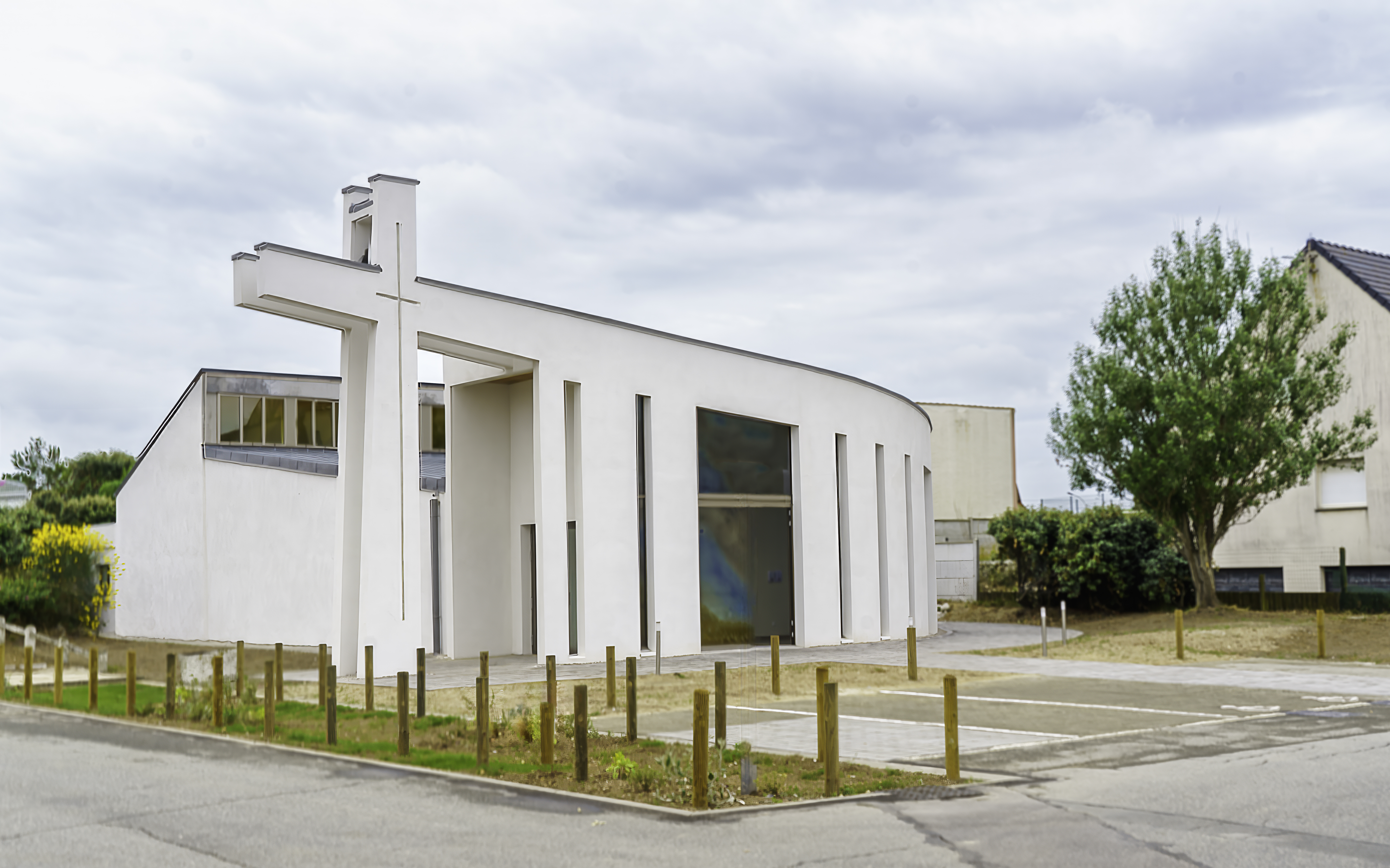
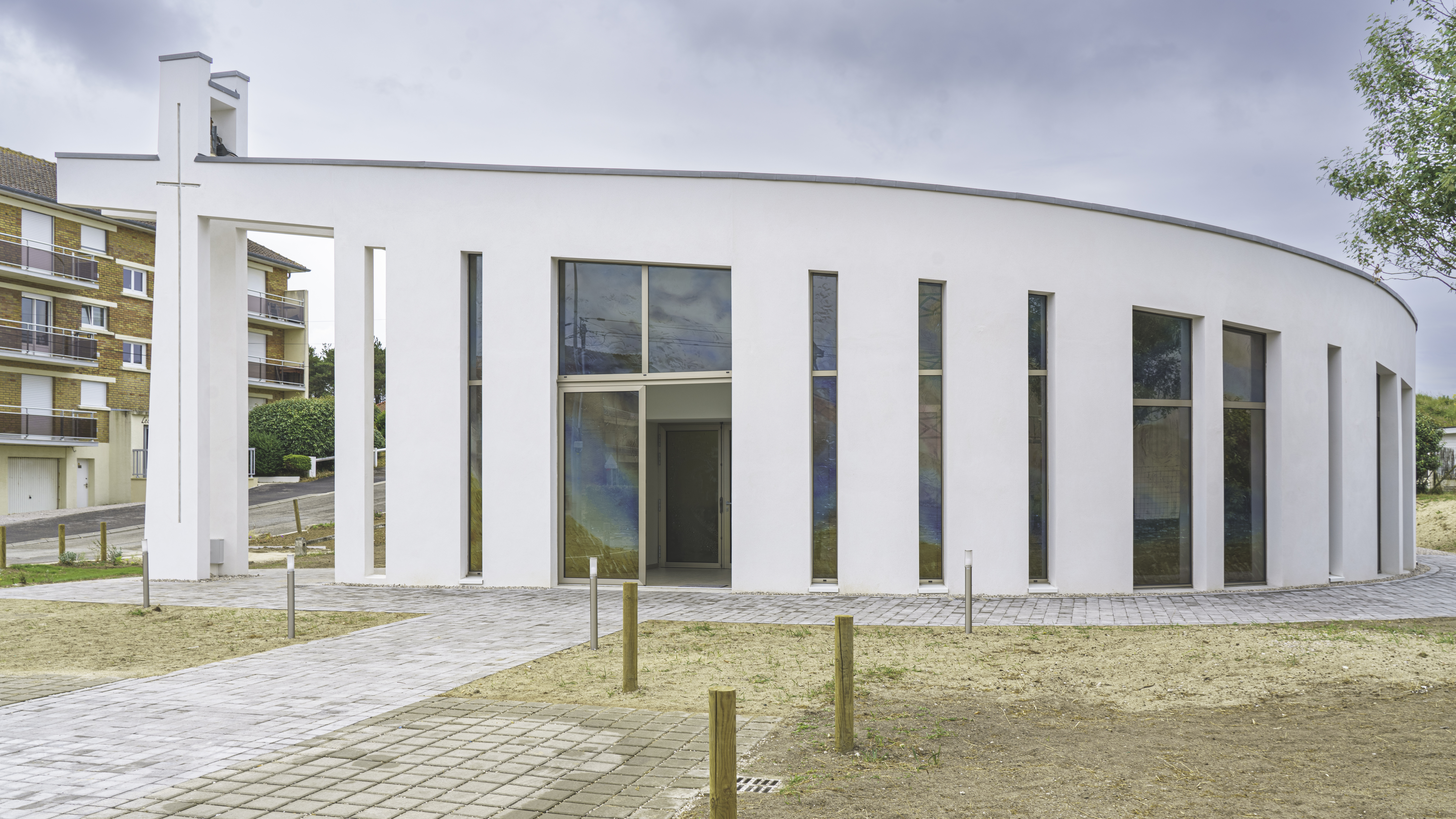
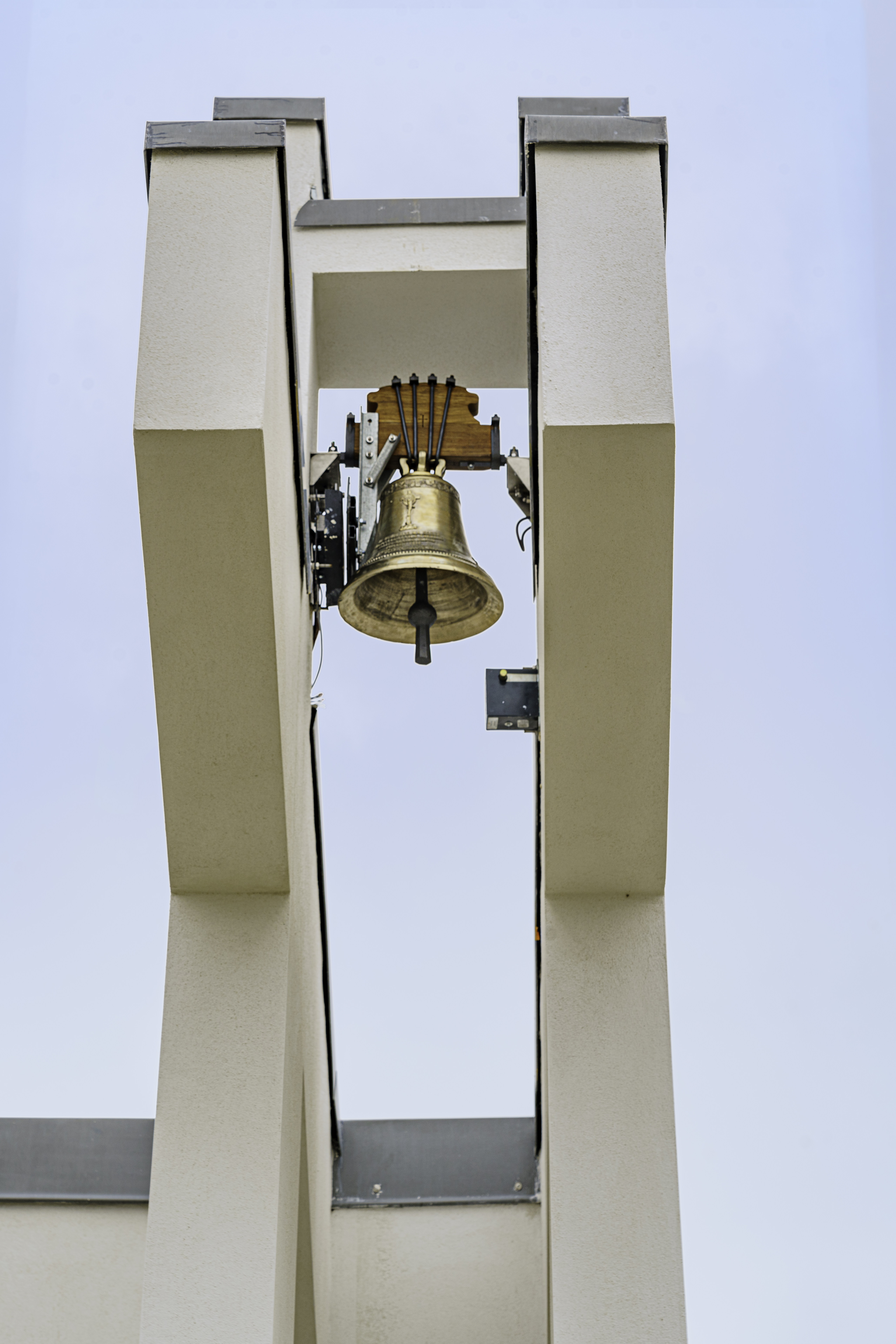

Les vitraux ont été réalisés à Chartres ainsi que la statuaire en verre. Le mobilier est original. On remarquera les bancs de la nef, tous différents, évoquant les vagues.

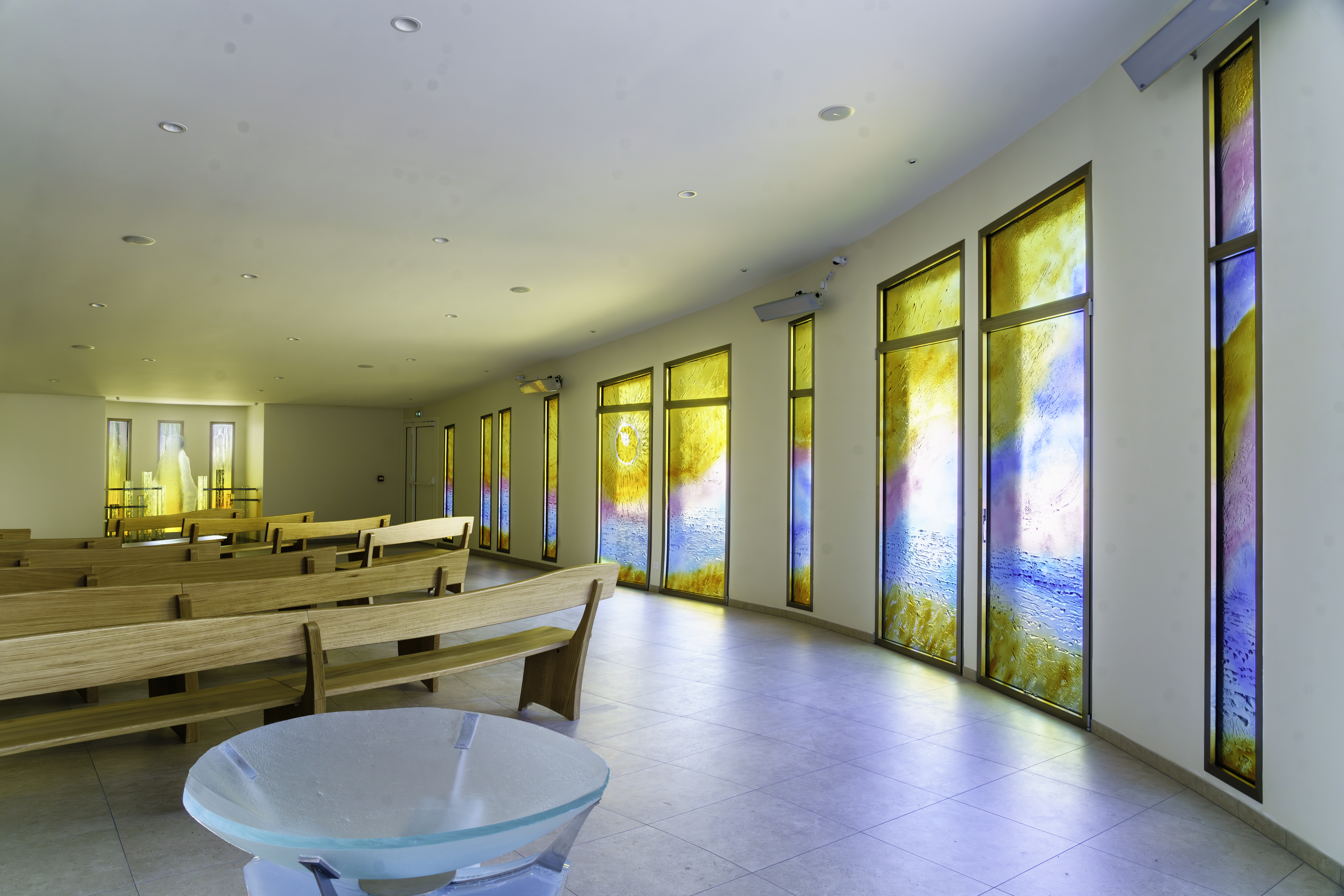
Les vitraux du narthex.
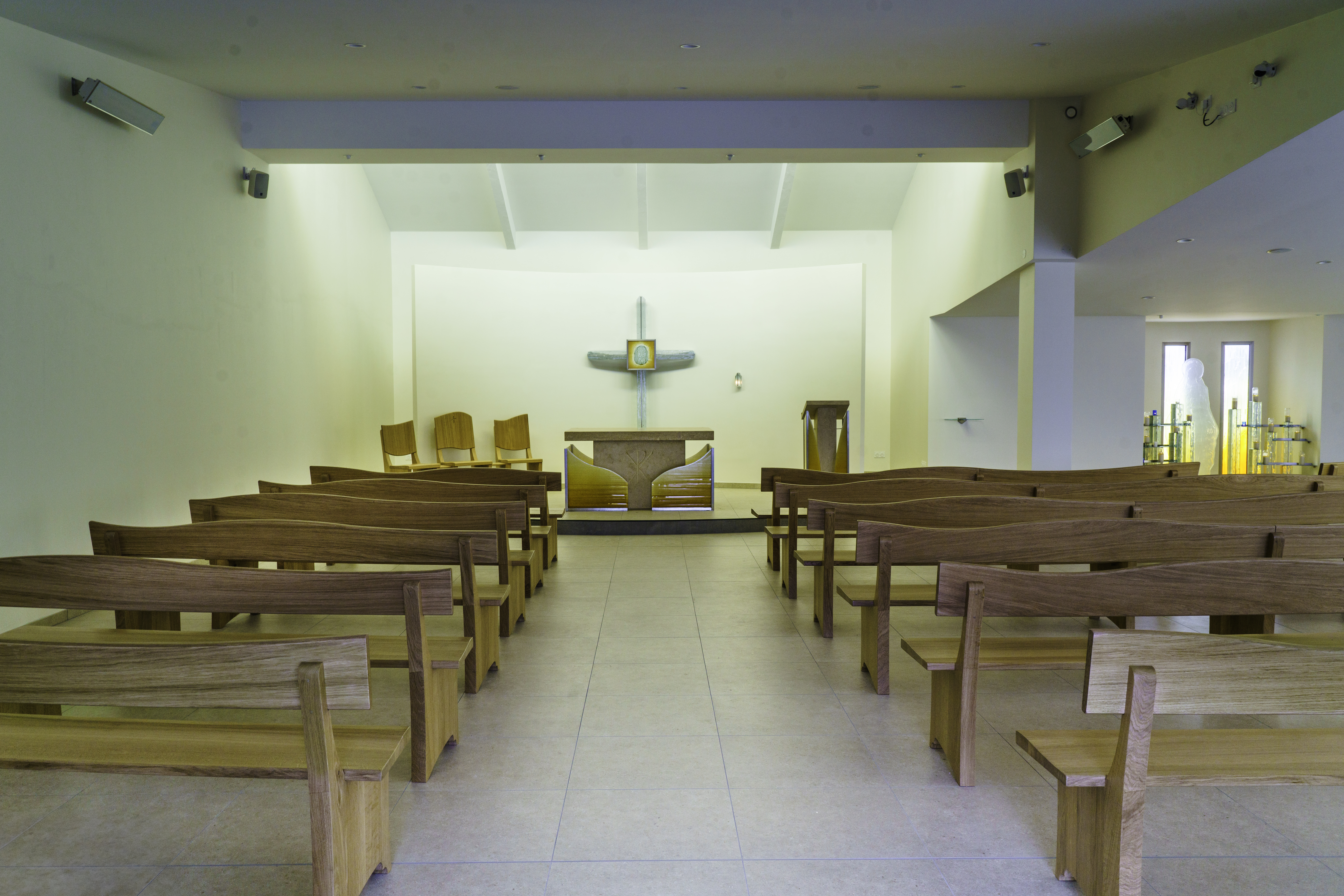
La nef et le chœur.
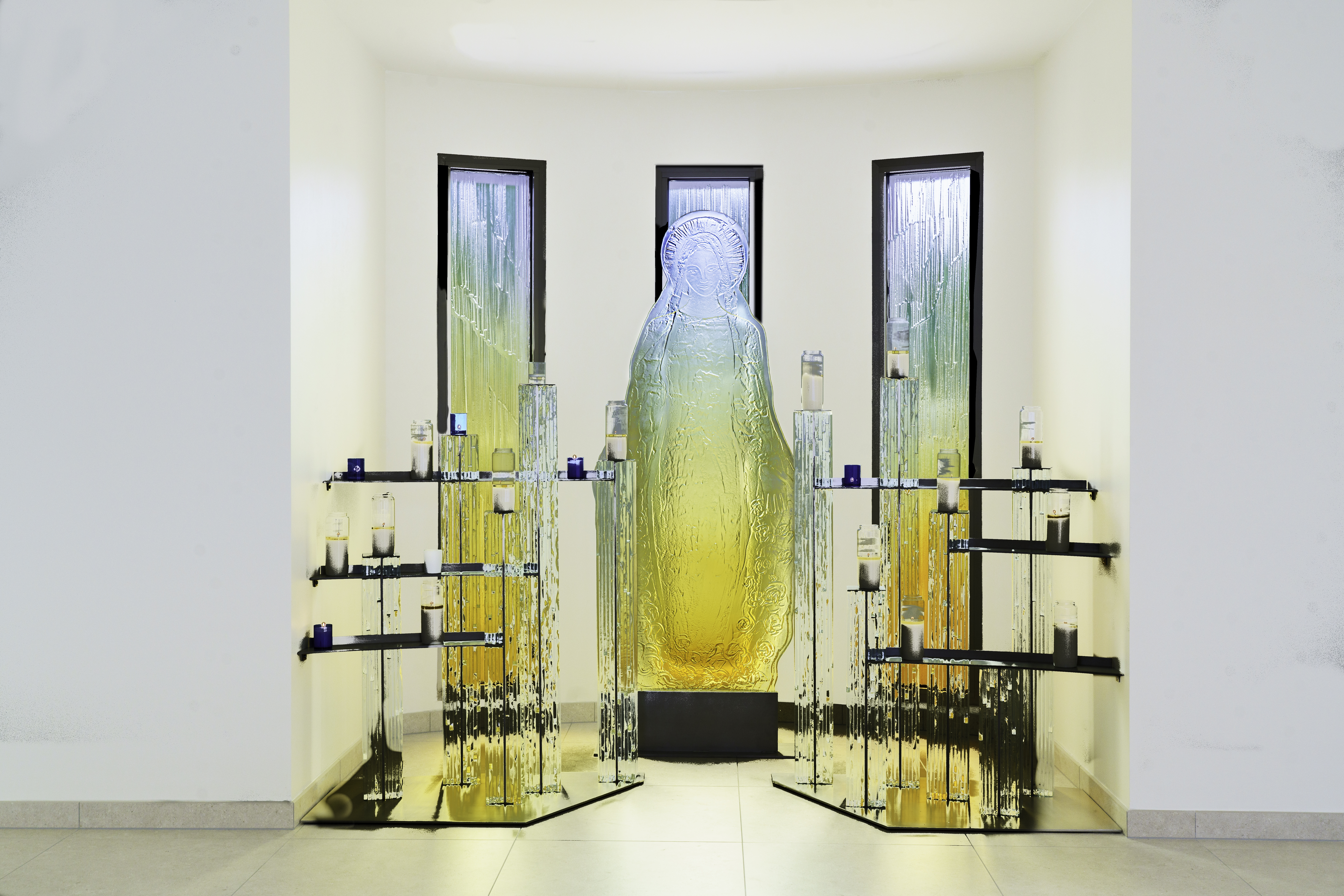
Chapelle dédiée à Marie.
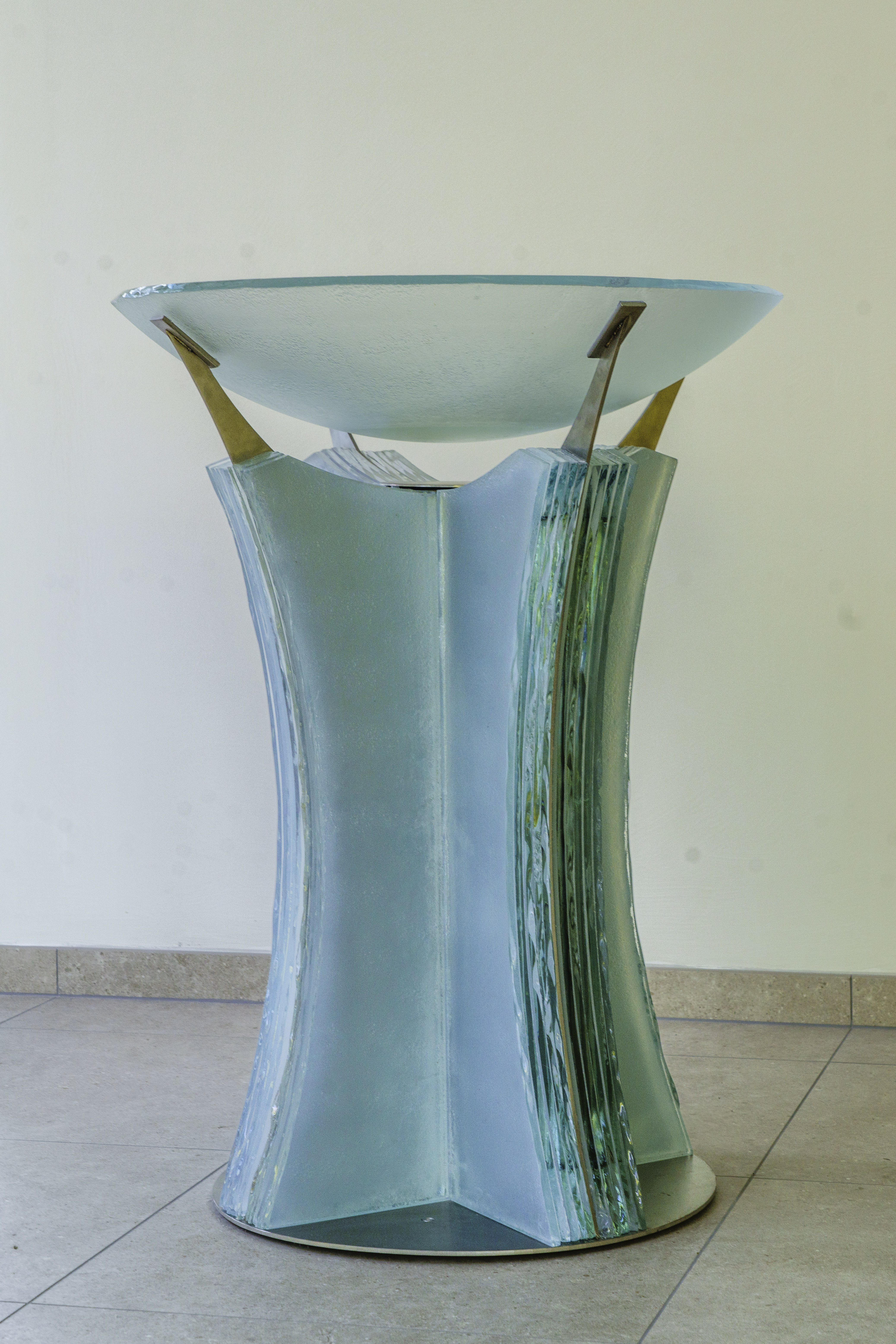
Bénitier-fonts baptismaux.

#### Autres lieux et monuments
- L'église Notre-Dame-de-la-Mer sise rue de l'Église.

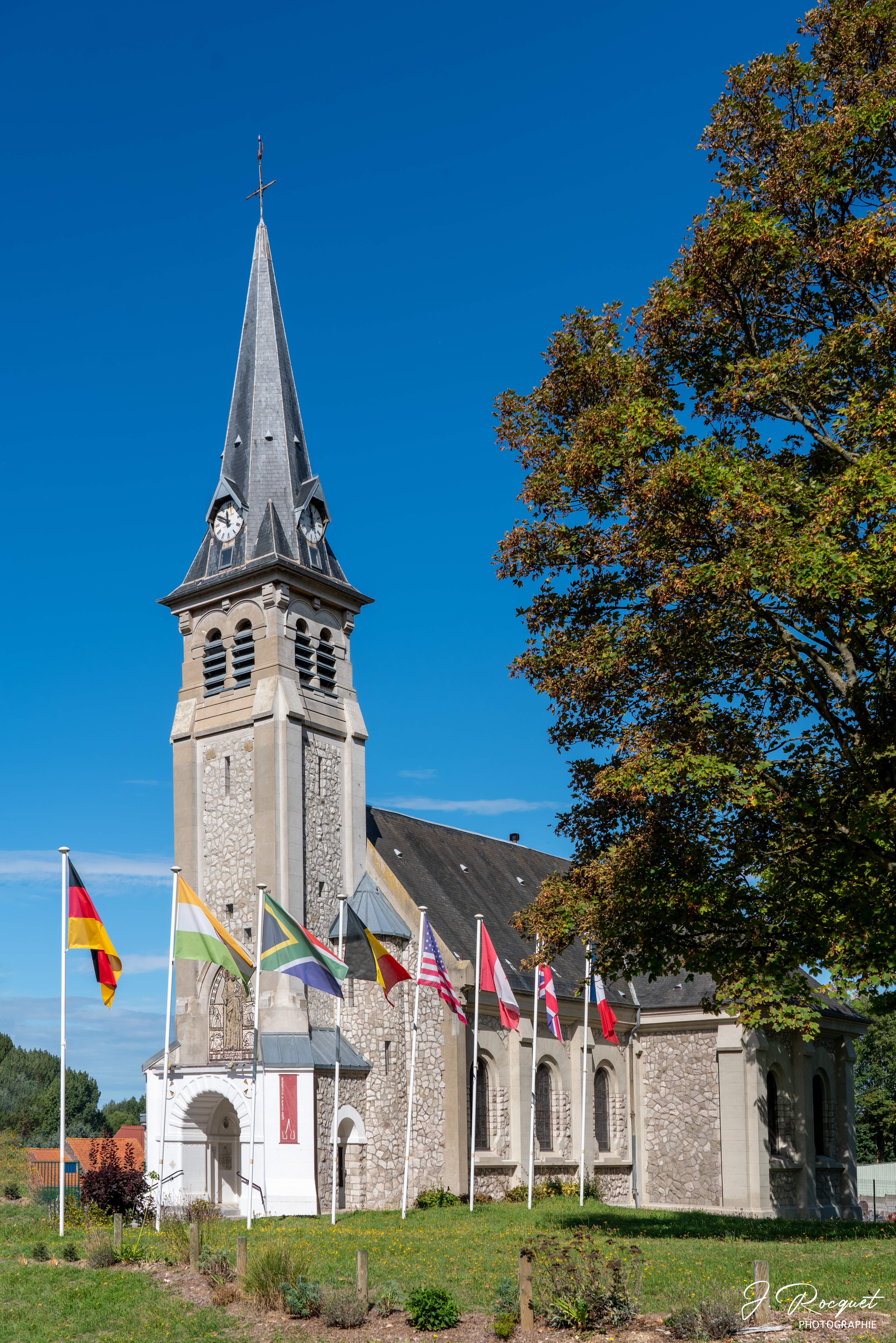
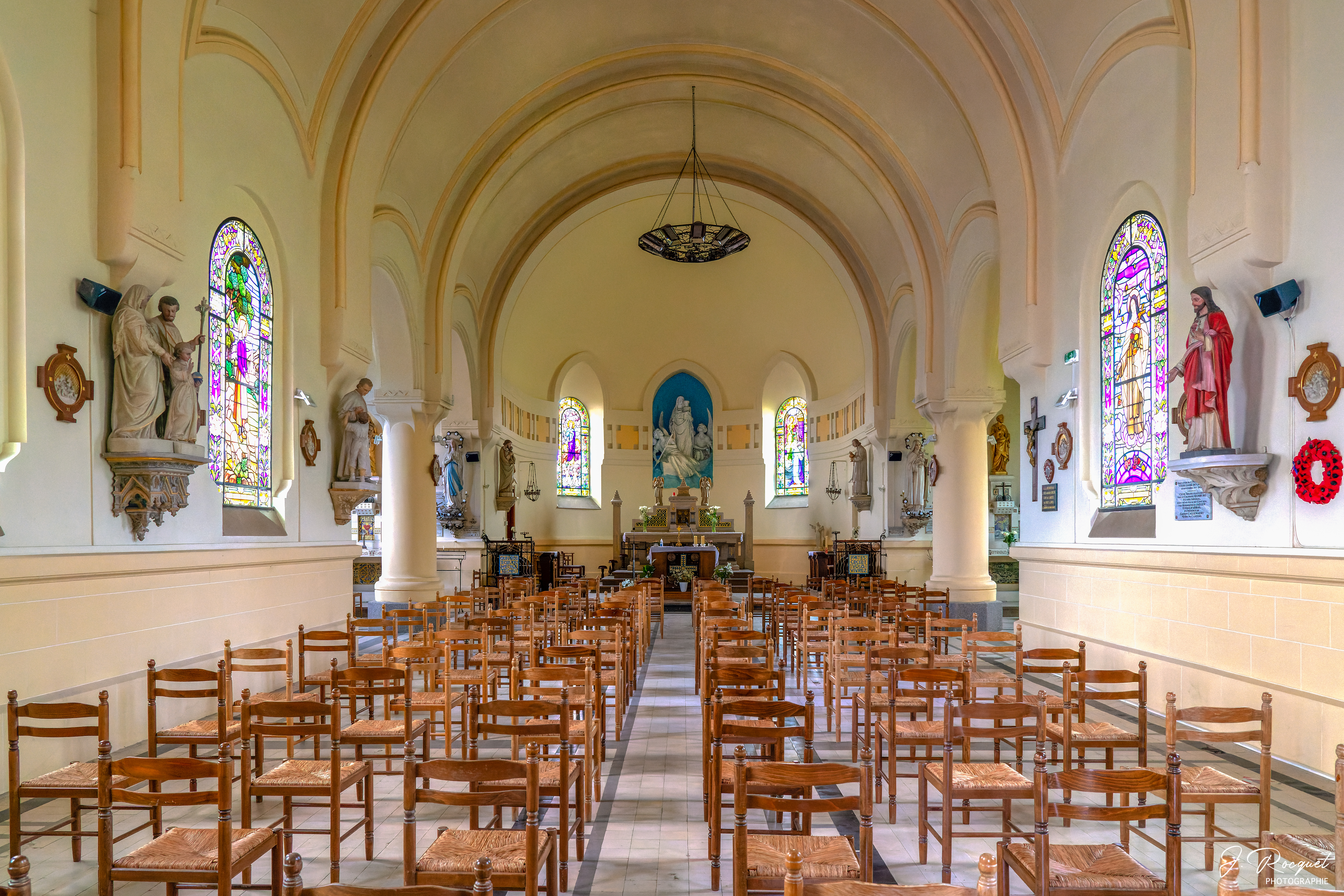
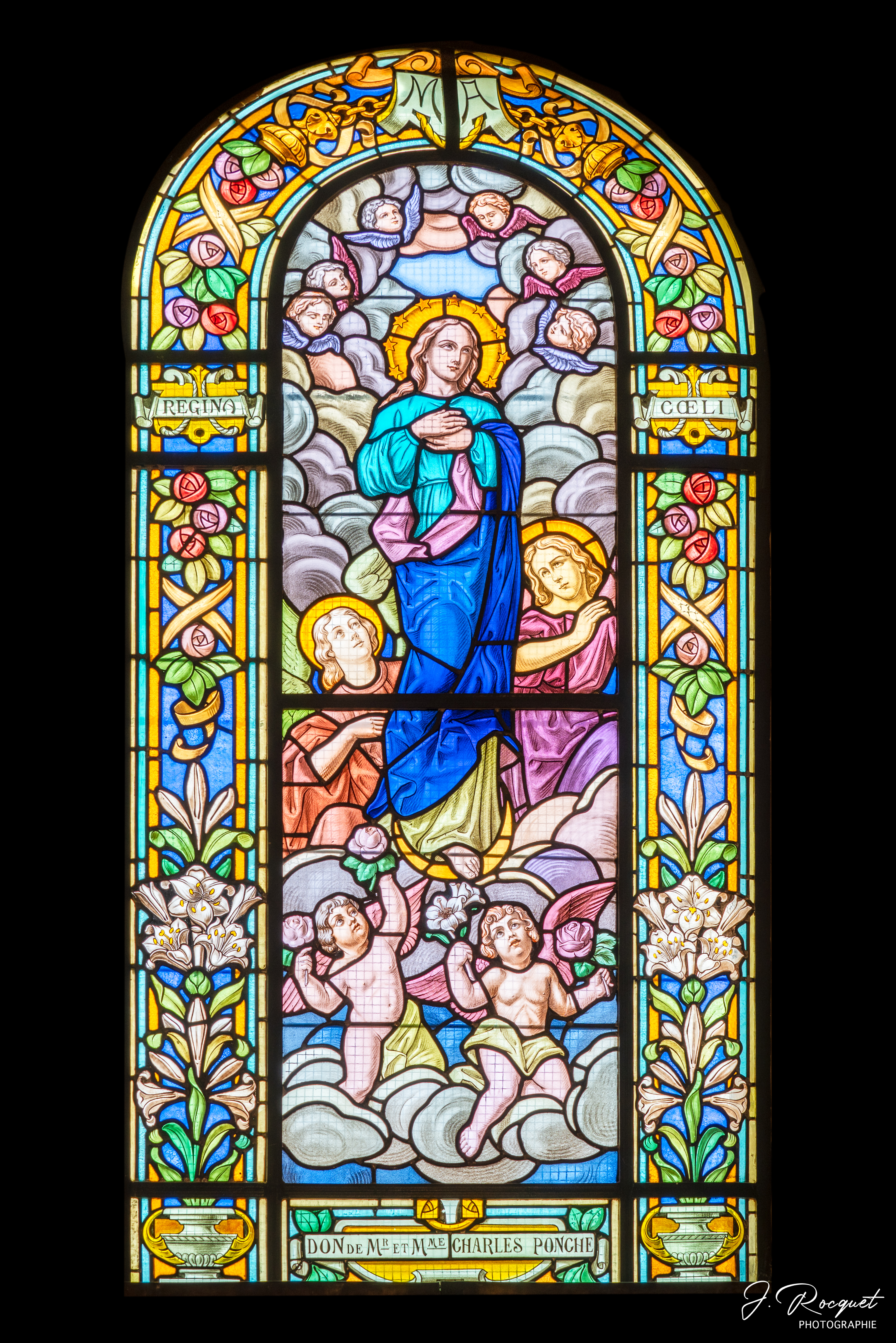
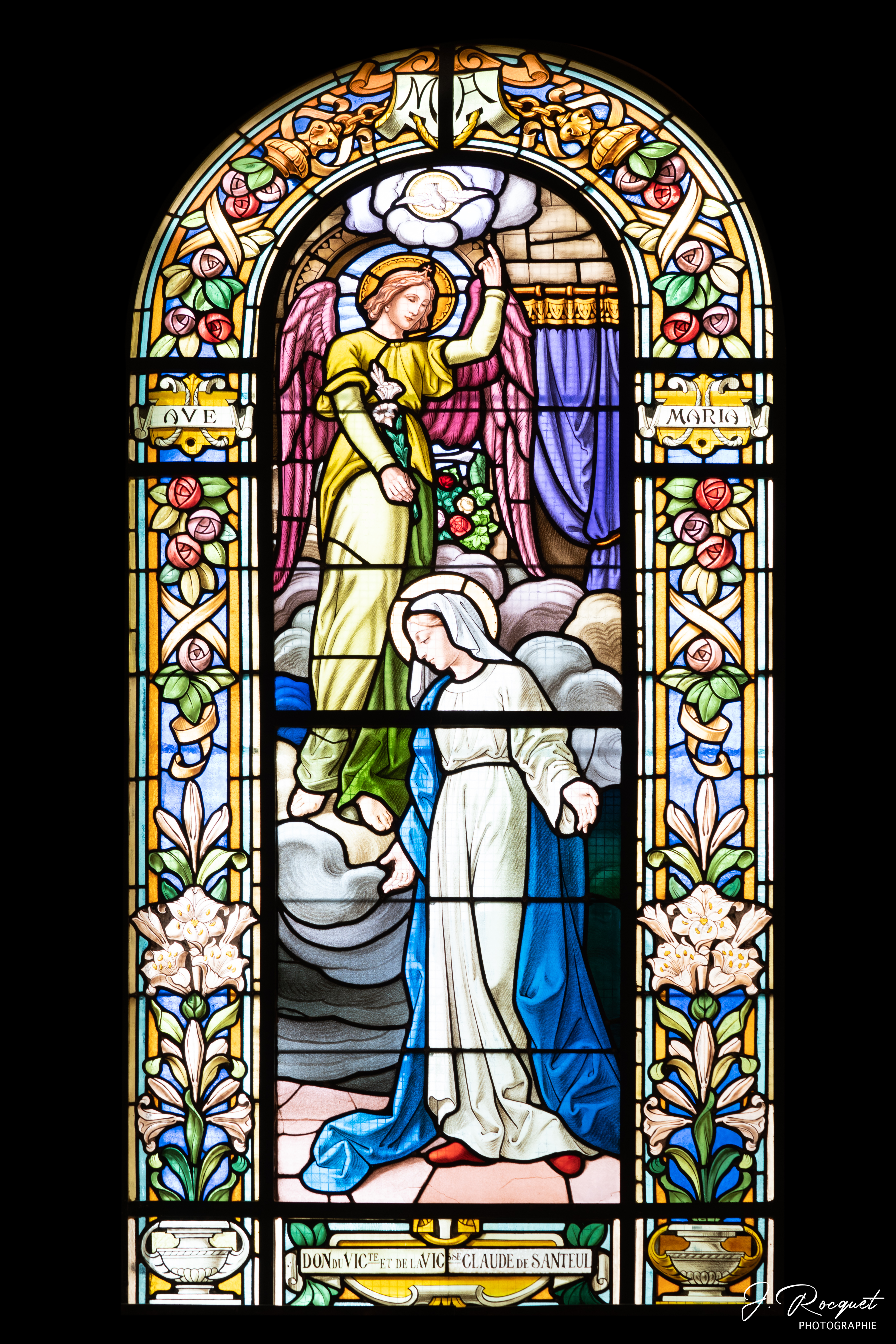

- L'institut Albert Calmette : situé route de Widehem, l'institut est un organisme de santé départemental d'environ 300 places[140]. À l'origine c'était un préventorium (traitement des tuberculoses, anémies) construit en 1928 et nommé ainsi en 1934. C'est aujourd'hui un établissement psychiatrique pour enfants et adultes ainsi qu'un centre médico-éducatif pour personnes polyhandicapées. Il héberge également une maison de retraite de type EHPAD[141] ainsi qu'un service de soins à domicile SESSAD.
- Le château du Rohart (1879), propriété de la commune depuis 2002. À l'abandon. Au XIXe siècle, le domaine du Rohart appartient à l'amiral Claude du Campe de Rosamel, ministre de la Marine sous Louis-Philippe, né au château de Rosamel à Frencq le 24 juin 1774 et mort à Paris le 27 mars 1848[Note 10],[142].

En 2021, la municipalité vend un hectare de terrain comprenant le château, a un groupe immobilier, qui, après destruction du château, doit construire une résidence seniors et des logements.

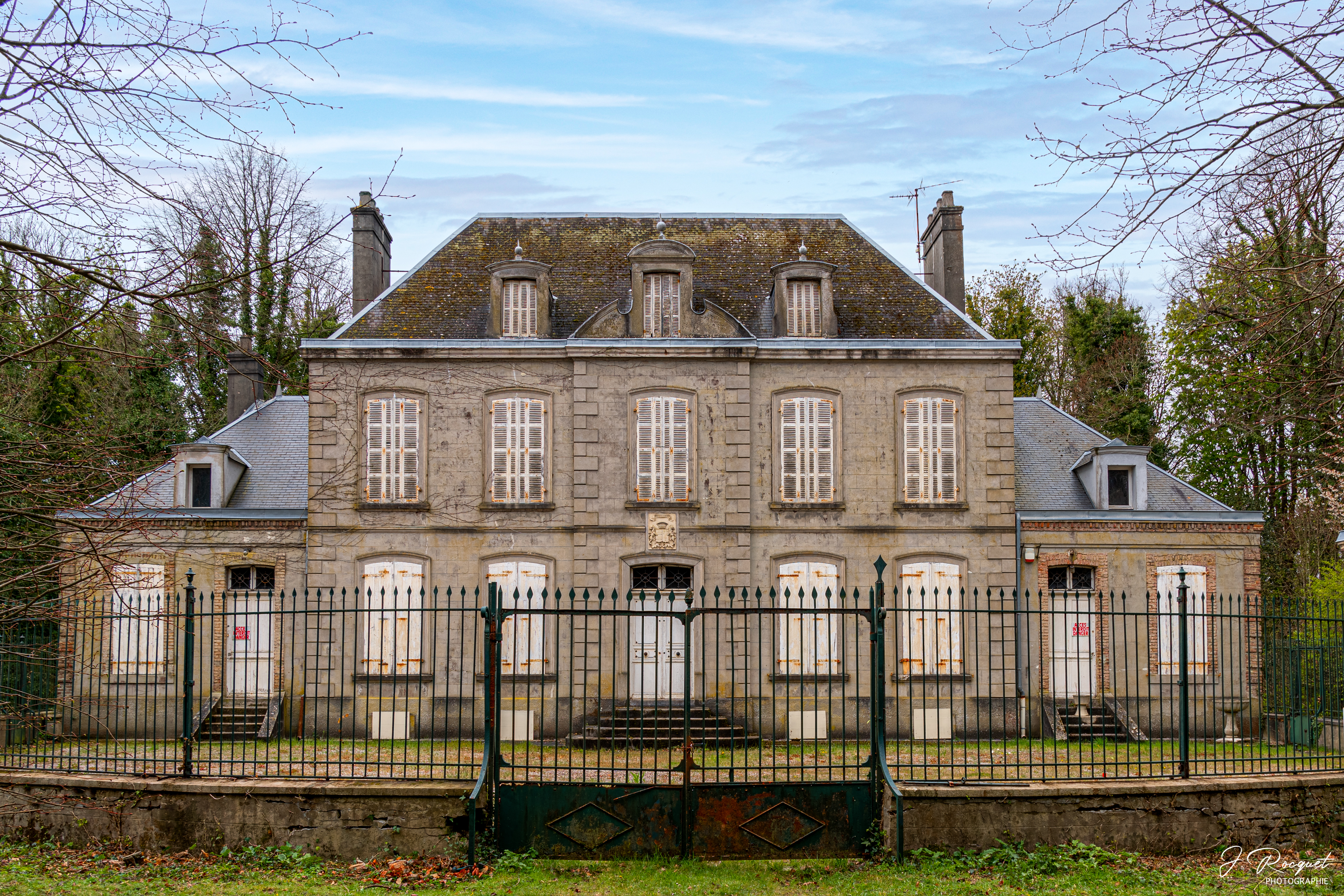
Le château devrait être détruit pour faire place à un projet immobilier de la commune[144].

- Le phare d'Armand, appelé aussi phare de Camiers. Il est récupéré, en 2023, par la municipalité auprès du service public des phares et balises et installé sur le rond-point de l'entrée nord de la commune, sur la D 940[145].
- Le monument aux morts[146].

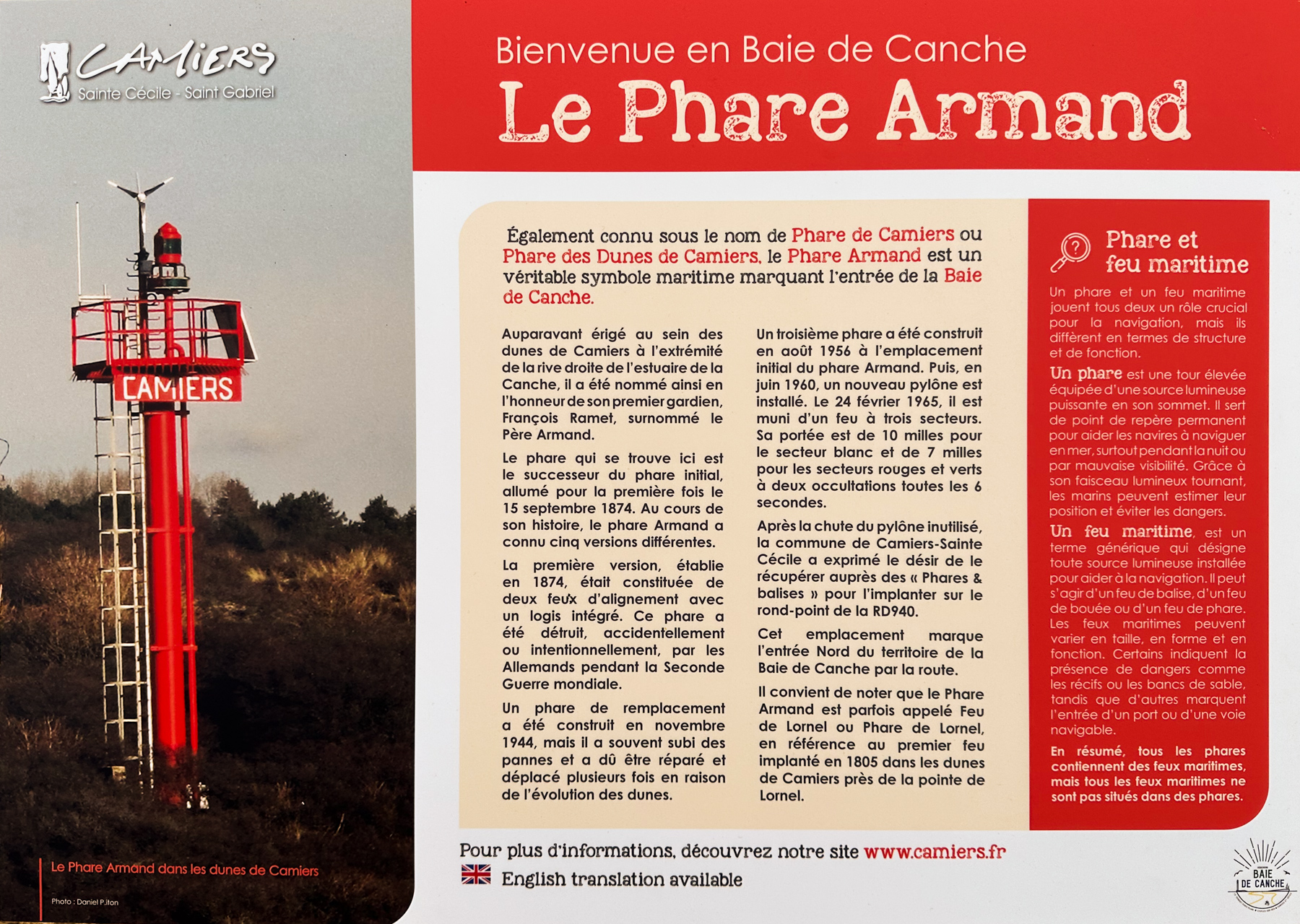
La plaquette, proche du phare, expliquant l'histoire du phare.

### Patrimoine culturel
La commune dispose d'une bibliothèque et médiathèque situé dans la cour du Bosquet.

### Personnalités liées à la commune
- Claude du Campe de Rosamel (1774-1848), amiral et ministre de la Marine sous Louis-Philippe, possédait le domaine du Rohart
- Henri Duhem (1860-1941), peintre, et son épouse, Marie Duhem (1871-1918), peintre également, y possédaient une maison de campagne.
- Achille Koetschet (d) (1862-1894), artiste peintre suisse, mort à Camiers.
- André Derain (1880-1954), peintre, il a peint plusieurs toiles, dans la commune, comme La Route de Camiers (1911) Columbus Museum of Art, Ohio[148].

### Héraldique, logotype et devise
| Blason de Camiers | Blason  | Parti ondé de deux ondes : au 1er d'or à un arbre de sinople, au 2d d'azur à une nef d'argent ; à deux dards de gueules passés en sautoir, la pointe en bas, brochant en chef sur la partition. |
| Blason de Camiers | Détails | Le parti ondé évoquerait la côte. Le bateau symbolise la côte de la Manche, et les nombreux naufrages qui y eurent lieu. L'arbre rappelle « le reboisement destiné à endiguer les flots ». Les deux dards de gueules rappelleraient les deux flèches d'or des armes de la famille Macquet (de Longpré) qui possédait le fief des Roharts, situé à Camiers. Adopté le 12 octobre 1994. |

## Pour approfondir